# Mission civilisatrice
 (août 2020).
Si vous disposez d'ouvrages ou d'articles de référence ou si vous connaissez des sites web de qualité traitant du thème abordé ici, merci de compléter l'article en donnant les références utiles à sa vérifiabilité et en les liant à la section « Notes et références ».
 (août 2020).
La mise en forme du texte ne suit pas les recommandations de Wikipédia : il faut le « wikifier ».
Les points d'amélioration suivants sont les cas les plus fréquents. Le détail des points à revoir est peut-être précisé sur la page de discussion.
- Les titres sont pré-formatés par le logiciel. Ils ne sont ni en capitales, ni en gras.
- Le texte ne doit pas être écrit en capitales (les noms de famille non plus), ni en gras, ni en italique, ni en « petit »…
- Le gras n'est utilisé que pour surligner le titre de l'article dans l'introduction, une seule fois.
- L'italique est rarement utilisé : mots en langue étrangère, titres d'œuvres, noms de bateaux, etc.
- Les citations ne sont pas en italique mais en corps de texte normal. Elles sont entourées par des guillemets français : « et ».
- Les listes à puces sont à éviter, des paragraphes rédigés étant largement préférés. Les tableaux sont à réserver à la présentation de données structurées (résultats, etc.).
- Les appels de note de bas de page (petits chiffres en exposant, introduits par l'outil «  Source ») sont à placer entre la fin de phrase et le point final[comme ça].
- Les liens internes (vers d'autres articles de Wikipédia) sont à choisir avec parcimonie. Créez des liens vers des articles approfondissant le sujet. Les termes génériques sans rapport avec le sujet sont à éviter, ainsi que les répétitions de liens vers un même terme.
- Les liens externes sont à placer uniquement dans une section « Liens externes », à la fin de l'article. Ces liens sont à choisir avec parcimonie suivant les règles définies. Si un lien sert de source à l'article, son insertion dans le texte est à faire par les notes de bas de page.
- La présentation des références doit suivre les conventions bibliographiques. Il est recommandé d'utiliser les modèles {{Ouvrage}}, {{Chapitre}}, {{Article}}, {{Lien web}} et/ou {{Bibliographie}}. Le mode d'édition visuel peut mettre en forme automatiquement les références.
- Insérer une infobox (cadre d'informations à droite) n'est pas obligatoire pour parachever la mise en page.

Pour une aide détaillée, merci de consulter Aide:Wikification.
Si vous pensez que ces points ont été résolus, vous pouvez retirer ce bandeau et améliorer la mise en forme d'un autre article.
La mission civilisatrice fut, durant l’expansion coloniale de l’Europe entre les XVe et XXe siècles, une théorie imaginée en France et dans d’autres pays européens qui se considéraient seuls pays civilisés ou de civilisations supérieures et qui se donnaient pour devoir — ou auraient reçu pour mission — de « civiliser » les populations non européennes, définies comme « païennes » — non chrétiennes —, et qualifiées de « sauvages » ou de « barbares » — selon une dichotomie remontant aux anciens Grecs et Romains dont ces pays européens se posaient comme les héritiers.
L’expression elle-même de « mission civilisatrice » fut couramment utilisée en France au cours des XIXe et XXe siècles. Elle s’y rencontre régulièrement à partir des années 1830, y devenant un lieu commun et y étendant son champ d’application au-delà de la seule colonisation. Dans la dernière partie du siècle, la mission civilisatrice devient « le principe clé de l’impérialisme républicain Français ».
La même expression (civilizing mission en anglais) ou des expressions analogues se retrouvent chez les autres puissances colonisatrices de l’époque, en particulier the white man's burden, forgée par Rudyard Kipling. Les Britanniques se persuadaient « de leur propre particulière aptitude à répandre la civilisation ».
La « mission civilisatrice » de la France ne visait pas seulement ni prioritairement à transmettre aux indigènes non européens les fruits des progrès scientifiques et techniques de la civilisation européenne, elle visait aussi, et avant tout, à l’« assimilation » de ces indigènes par l’imposition de la langue, des institutions, des lois, des mœurs, de la « nationalité » du colonisateur dans le but de créer « La Plus Grande France ».
La rhétorique patriotique de la mission civilisatrice et l’abondante et diverse propagande qui l’accompagnait eut pour effet de rendre difficile pour la plupart des Français d’« imaginer que le colonialisme pouvait causer, plutôt que d’éradiquer, de dures souffrances » ; et ceux qui dénonçaient ces souffrances dans leurs reportages, comme Albert Londres, Félicien Challaye ou Andrée Viollis, étaient accusés de mensonge ou d’antipatriotisme.

## Origine
Du XVe au XVIIIe siècle, la mission civilisatrice des pays européens se traduit avant tout par la conversion des indigènes au christianisme — considérée comme seule vraie religion et comme religion universelle — et elle se fait avec l’aval ou sous l’impulsion de la papauté.
Ainsi, en France, Richelieu « impose les missionnaires aux Compagnies et le catholicisme aux colons ; il fait... une affaire chrétienne de la colonisation presque autant qu'une affaire politique. Aussi les colonisateurs montrent-ils un zèle de conversion digne des missionnaires eux-mêmes ».
Mais à la christianisation se mêle, chez les promoteurs français de la colonisation, une volonté de francisation. Dans son Histoire de la Nouvelle-France (1612) M. Lescarbot dit à propos de François Ier qu’il était « désireux d'accroitre le nom Chrétien et François » ; et le nom de « Nouvelle-France » est donné aux territoires conquis en Amérique du Nord par la royauté française.
Au cours du XVIIIe siècle, le christianisme perd aux yeux d’une partie des élites son caractère de vérité et la mission civilisatrice se laïcise, devenant même parfois antireligieuse, pour s’identifier au progrès technique et aux avancées politiques, par exemple chez Condorcet :
« À ces moines, qui ne portaient chez ces peuples que de honteuses superstitions, et qui les révoltaient en les menaçant d'une domination nouvelle, on verra succéder des hommes occupés de répandre, parmi ces nations, les vérités utiles à leur bonheur, de les éclairer sur leurs intérêts comme sur leurs droits. Le zèle pour la vérité est aussi une passion, et il portera ses efforts vers les contrées éloignées, lorsqu'il ne verra plus autour de lui de préjugés grossiers à combattre, d'erreurs honteuses à dissiper.
Ces vastes pays lui offriront, ici, des peuples nombreux, qui semblent n'attendre, pour se civiliser, que d'en recevoir de nous les moyens, et de trouver des frères dans les Européens, pour devenir leurs amis et leurs disciples ; là, des nations asservies sous des despotes sacrés ou des conquérants stupides, et qui, depuis tant de siècles, appellent des libérateurs ; ailleurs, des peuplades presque sauvages, que la dureté de leur climat éloigne des douceurs d'une civilisation perfectionnée, tandis que cette même dureté repousse également ceux qui voudraient leur en faire connaître les avantages ; ou des hordes conquérantes, qui ne connaissent de loi que la force, de métier que le brigandage. Les progrès de ces deux dernières classes de peuples seront plus lents, accompagnés de plus d'orages ; peut-être même que, réduits à un moindre nombre, à mesure qu'ils se verront repoussés par les nations civilisées, ils finiront par disparaître insensiblement, ou se perdre dans leur sein ».
L’expansion coloniale européenne ne fait cependant pas l’unanimité en Europe elle-même et trouve des opposants, notamment chez les philosophes, et Condorcet lui-même, malgré son adhésion à l’idée de progrès et d’universalité de la civilisation européenne, évoque des « vices nécessairement attachés aux progrès de la civilisation » et exprime un certain désabusement en face du comportement des Européens dans les colonies, et pas uniquement en matière religieuse :
« Parcourez l'histoire de nos entreprises, de nos établissements en Afrique ou en Asie ; vous verrez nos monopoles de commerce, nos trahisons, notre mépris sanguinaire pour les hommes d'une autre couleur ou d'une autre croyance ; l'insolence de nos usurpations ; l'extravagant prosélytisme ou les intrigues de nos prêtres, détruire ce sentiment de respect et de bienveillance que la supériorité de nos lumières et les avantages de notre commerce avaient d'abord obtenu ».
Condorcet ne voit cependant d’alternative pour les indigènes, sous la pression des Européens, que d’être « civilisés » ou de disparaître : «...la population européenne, prenant des accroissements rapides sur cet immense territoire [du nouveau monde], ne doit-elle pas civiliser ou faire disparaître, même sans conquête, les nations sauvages qui y occupent encore de vastes contrées ? » Et son histoire du progrès servira à soutenir une « hiérarchie morale » concevant « la société européenne moderne comme moralement supérieure aux sociétés anciennes et non européennes ».

## Par État

### Colonialisme français
Au cours du XIXe siècle et au XXe siècle, jusqu’à l’époque de la décolonisation, tant les intellectuels que les hommes d’État, les chefs militaires ou religieux, se sont réclamés d’une « supériorité » de la civilisation française — et de la race française — et d’une « mission civilisatrice » de la France, pour justifier les conquêtes en Europe et l’expansion coloniale outre-mer.
Dans une lettre de 1836, écrite depuis la prison de Strasbourg, Louis-Napoléon Bonaparte, futur Napoléon III, présente ainsi l’œuvre de son oncle : « L’Empereur a accompli sa mission civilisatrice ; il a préparé les peuples à la liberté, en introduisant dans les mœurs les principes d’égalité et en faisant du mérite la seule raison pour parvenir ».

#### Supériorité de la civilisation française
Dans les cours qu’il donna, à partir de 1828, sur la civilisation européenne et sur la civilisation française, l'historien et homme politique François Guizot prétendit établir scientifiquement la supériorité de la civilisation française sur les autres civilisations européennes, elles-mêmes considérées comme supérieures aux autres civilisations du monde :

« La France a donc cet honneur, Messieurs, que sa civilisation reproduit, plus fidèlement qu'aucune autre, le type général, l'idée fondamentale de la civilisation. C'est la plus complète, la plus vraie, la plus civilisée, pour ainsi dire. Voilà ce qui lui a valu le premier rang dans l'opinion désintéressée de l'Europe. La France s'est montrée en même temps intelligente et puissante, riche en idées et en forces au service des idées. Elle s'est adressée, à la fois, à l'esprit des peuples et à leur désir d'amélioration sociale ; elle a remué les imaginations et les ambitions ; elle a paru capable de découvrir la vérité et de la faire prévaloir. […] Nous avons donc bien le droit, Messieurs, de regarder la civilisation française comme la première à étudier, comme la plus importante et la plus féconde. […] Nous atteindrons ainsi le but historique et scientifique que nous nous sommes proposé ; nous assisterons au spectacle de la civilisation européenne sans nous perdre dans le nombre et la variété des scènes et des acteurs. »

#### Conceptions diverses et contradictoires de la «mission civilisatrice»
L'idée précise de ce que doit être la « mission civilisatrice » de la France reste souvent relativement vague et diffère parfois radicalement d’un auteur à l’autre.
Pour Condorcet, le rôle des Européens devait être de répandre parmi les nations indigènes « les vérités utiles à leur bonheur » et de « les éclairer sur leurs intérêts comme sur leurs droits ». Et Condorcet condamnait les missionnaires chrétiens comme ne portant « chez ces peuples que de honteuses superstitions ».
Pour les missionnaires chrétiens, la religion doit au contraire y jouer le premier rôle : « Le discours de monseigneur l'archevêque de Bordeaux s'adressait particulièrement aux soldats. Il a parlé à ces braves, dont la conduite est si belle en Afrique, de la mission civilisatrice de la France, et leur a dit que la religion seule pouvait accomplir cette mission. Il a appliqué cette vérité à la conquête de l'Algérie ».
Pour d’autres (P. Scudo, L’année musicale), il s’agit d’une « fonction d'équité » d’une « mission de paix et de justice », la France semblant « avoir été institué par la Providence ou la force des choses » pour être « l'arbitre du juste et du vrai », ainsi que du beau, le peuple français étant celui qui aurait « créé le goût ».
L’idée de « mission civilisatrice » a pu cependant servir jusqu'à justifier l’esclavage :

« [L]’immense majorité de la population servile vit et pullule en dehors de la société conjugale, ce premier et indispensable essai de la vie civile. Ne pouvant nier le fait, les adversaires de la réforme coloniale prétendent y trouver un motif de perpétuer l’autorité des maîtres jusqu’à un terme indéfini. « Quelle folie, disent-ils, de songer à émanciper des hommes étrangers aux plus simples rudiments de la morale ! Attendez que l’heureuse influence de la religion, secondée par le pouvoir dominical, ait façonné ces natures grossières, discipliné ces passions inconstantes. Constituez d’abord la famille, et vous aviserez ensuite à décréter la liberté. » Cette mission civilisatrice, invoquée pour perpétuer l’esclavage, servit aussi de prétexte à son établissement. Les anciennes ordonnances qui autorisaient la traite essayaient de pallier l’immoralité de ce trafic par le grand bien qui en résulterait, disaient-elles, pour le salut des noirs. Qu’ont fait les princes chrétiens et leurs sujets des colonies pour dégager l’immense responsabilité qu’ils assumèrent devant Dieu en s’appropriant l’homme physique sous la condition de créer l’homme moral ? Les possesseurs d’esclaves donnent eux-mêmes à cette question une réponse qui dément leur rôle prétendu d’initiateurs, lorsqu’ils déclarent que des générations serviles, soumises depuis plusieurs siècles à l’empire absolu des blancs, attendent encore l’initiation aux premiers éléments de la vie sociale et chrétienne. »

#### La «politique indigène»
La politique à appliquer aux indigènes n’a commencé à être un sujet de réflexion en France que dans la dernière partie du XIXe siècle. Auparavant, il n’existait pas de politique spécifique à leur égard et il n’était envisagé que de les convertir, sous l’ancien régime, ou de les « assimiler », depuis la révolution : les indigènes étaient considérés comme sujets du roi (lorsque convertis au catholicisme), ou comme citoyens français :
« Cette nécessité [d’une politique indigène], ni notre Ancien Régime, ni même notre Régime nouveau, au moins avant ces dernières années [fin XIXe-début XXe siècles], ne semblent l’avoir entrevue. Cela s’explique : l’Ancien Régime n’a pas eu à s’inquiéter du problème indigène. Son empire colonial se composait (du moins, il le croyait) de colonies et non de possessions ; ces colonies étaient, pour la plupart, situées sous des climats où l’Européen peut vivre et qu’il s’agissait, dans les plans de cette époque, de peupler de Français : quand on consulte les chartes de Richelieu et même de Colbert, on voit que, même dans les îles à climat semi-tropical, le gros problème fut le problème du peuplement. Ces régions, d’autre part, ne renfermaient, avant notre venue, que peu d’habitants. […]
La distinction qu’on faisait alors entre les hommes était une distinction moins de race que de religion. Tout un aspect de la politique coloniale d’autrefois visait le baptême des indigènes. Baptisés, ces indigènes devenaient des Français. […] …l’utilité d’une politique spéciale pour les indigènes n’apparaissait pas à l’Ancien Régime.
Et elle n’apparut pas davantage au nouveau régime, du moins à ses débuts. Les indigènes d’autrefois étaient sujets du roi, comme les Français d’origine ; plus tard, comme les Français d’origine, ils devinrent citoyens français. Sous la Révolution, grâce à l’influence des idées de Jean-Jacques, un revirement s’était opéré : l’égalité des races, désormais, dominait toute la politique coloniale ; on parlait non plus de convertir, mais d’assimiler. Mais convertir et assimiler sont très voisins l’un de l’autre : au lieu de soumettre les indigènes à une même religion, il était question de les soumettre à une même civilisation ».
Ce qui contraignit à envisager une nouvelle politique envers les indigènes, une politique qui leur soit propre, fut la résistance qu’opposèrent les nouveaux colonisés à l’assimilation :
« [Jusqu’à 1830], les indigènes de nos possessions étaient [principalement] des noirs. Après 1830, la conquête y ajouta des blancs en Algérie et des jaunes en Cochinchine ; jaunes et blancs trop nombreux, trop intelligents et trop ancrés dans leur civilisation pour qu’on osât cette fois en faire des citoyens. La crainte qu’on en eut fut telle que, jointe à l’influence des colons d’une certaine période, elle fit, par exemple en Algérie, opposer à la notion de l’assimilation celle du refoulement.
Ce fut le commencement d’une politique spéciale pour les indigènes. La solution était détestable, mais c’était une solution. Parler de solution implique qu’il y a un problème : le problème indigène apparaissait enfin à notre pays.
La doctrine du refoulement, au reste, ne prévalut pas… […] Mais elle fut remplacée, dans les pays où les indigènes sont des blancs ou des jaunes, en Algérie et en Cochinchine, par une sorte d’indifférence administrative, tandis que la notion de l’assimilation continuait à prévaloir pour ceux de couleur noire ».

#### Diverses et contradictoires politiques indigènes
Dans De la colonisation chez les peuples modernes, Paul Leroy-Beaulieu définit les différentes politiques envisagées et appliquées envers les indigènes d’Algérie :
« La population indigène musulmane montait à 3.764.480 âmes, d'après le recensement de 1896 ; il est certain que ce nombre s'accroîtra rapidement, comme il n'a cessé de s'accroître dans le passé. Que faut-il faire de cette population ?
Quatre partis se présentaient : ou repousser les indigènes au-delà de l'Atlas, les rejeter même jusque dans Sahara ; ou les fondre avec la population européenne en leur imposant, soit par la contrainte, soit par la propagande, nos mœurs, nos lois et peut-être même notre religion ; ou respecter toutes leurs coutumes, rendre inviolables toutes leurs propriétés, et éloigner les Européens d'un contact fréquent avec eux ; ou enfin tâcher d'agir sur eux, sans avoir la prétention de les transformer complètement ni rapidement, s'efforcer d'amener entre eux et les Européens une coopération harmonique.
Ces quatre systèmes peuvent se définir en quelques mots : le refoulement, le fusionnement [= assimilation], l'abstention, la coopération économique et morale. On n'a adopté résolument aucun de ces quatre régimes : on a flotté de l'un à l'autre ; on les a mêlés ensemble et, par ce défaut de principes nets et conséquents, l'on est arrivé à une politique pleine d'irrésolution, de retours et d'incertitude ».

#### L’assimilation
Bien que la difficulté ou l’impossibilité de l’assimilation des indigènes de territoires conquis après 1830 ait contraint à chercher une autre politique indigène, c’est cependant cette politique d’assimilation qui resta l’objectif final de la colonisation française :
« Pour des raisons idéologiques, le colonialisme français était enraciné dans l’idéal de l’assimilation et la considération des colonies comme partie intrinsèque de la République. Les objectifs de l’empire étaient la création de La Plus Grande France et l’extension des avantages de la civilisation française à la population coloniale. Même aussi tardivement qu’après la Seconde Guerre mondiale, ces aspirations dominèrent la pensée officielle française (Lewis 1962) ».
En attendant que l’assimilation puisse se réaliser partout, elle fut appliquée aux populations les moins résistantes tandis que des politiques hésitantes et contradictoires furent tentées là où elle rencontrait une opposition forte :
« L’Algérie, après avoir songé successivement à assimiler et à refouler les indigènes, en vint à un modus vivendi qui tantôt s’efforçait de plier les indigènes à nos conceptions et à nos lois, et tantôt se résignait à respecter leurs coutumes et leurs préjugés. Nos vieilles colonies, au contraire, Guadeloupe, Martinique, Réunion, Sénégal, même l’Inde où les noirs ne sont pas des nègres, marchèrent délibérément vers la fusion des races et en vinrent à conférer le droit d’électeurs à des hommes de couleur... [...] ...la doctrine de la fusion et de l’assimilation l’emporta. Sous l’influence de pareilles idées, on étendit aux indigènes, dans presque toutes nos colonies, notre action administrative, judiciaire, etc. ».

#### Les indigènes, des êtres «inférieurs»: «barbares», «sauvages», «primitifs», etc.
Ce qui justifie la politique d’assimilation aux yeux du colonisateur est la certitude du caractère d’« infériorité » des indigènes, qui ne sont pas regardés comme des êtres « civilisés » — terme qui désigne les êtres de caractère « supérieur » — et que le colonisateur considère dès lors de son devoir de « civiliser » :
«...nous civiliserons les peuplades arriérées dont nous avons assumé la responsabilité ».
Pour désigner les indigènes, toute une série de termes dépréciatifs sont utilisés : « demi-civilisés », « non-civilisés », « barbares », « sauvages », « primitifs », « arriérés », « de race inférieure », ou encore « masse inorganique d'humanité primitive » :
« Nous avons commencé partout l'œuvre de civilisation. « De cet immense continent d'Afrique, le génie de la France, avec ses missionnaires, ses explorateurs et ses soldats, a pénétré les secrets pour y découvrir une masse inorganique d'humanité primitive dont nous sommes en train de faire un peuple reconnaissant, prêt à nous apporter l'appui d'énergies, désormais disciplinées, qui n'avaient servi jusqu'ici qu'à la satisfaction de ses instincts sauvages… L'œuvre de civilisation perd ainsi son aspect brutal ; elle apparaît presque, pour les nations privilégiées, comme un devoir d'une incontestable grandeur si, en en comprenant toutes les charges, elles restent dominées par la pensée qu'en travaillant pour elles-mêmes il leur faut aussi rendre en bienfaits à la race conquise ce qu'on lui prend en indépendance », ».

#### Les indigènes, des êtres sans nationalité ni droits «nationaux»; leur territoire,terraoures nullius
Pour justifier l’accaparement des territoires des indigènes et l’imposition de la souveraineté du colonisateur sur les pays conquis — contournant ainsi le principe du « droit des peuples à disposer d’eux-mêmes » — les indigènes voient leur nationalité déniée, les « races barbares » étant « étrangères à ces sentiments moraux qui sont nécessaires pour la constitution complète d’une nation ». N’étant pas des « nations », ils sont « sans droit national » :
« On peut à certains égards regretter dans la colonisation l’absorption définitive de certaines races primitives. Mais il ne s’agit pas de distinguer et de fixer les grandes familles humaines dans leur domaine respectif pour régler l’avenir du monde ; il faut surtout les peser. L’inégalité des familles ethnologiques est à nos yeux un fait supérieur à toute contestation, bien que sa portée ait pu, en tel ou tel cas, être exagérée. Le respect des nationalités ne saurait être invoqué en faveur de races barbares, étrangères à ces sentiments moraux qui sont nécessaires pour la constitution complète d’une nation.
C’est du reste la supériorité de certaines races par rapport à certaines autres, qui, sans expliquer ou justifier toutes les violences dont elle a pu être le prétexte, légitime cependant dans une certaine mesure, lorsqu'elle est très considérable, l’extension du territoire au profit des peuples plus avancés en moralité, en économie, en amour du travail, en civilisation, et qui oppose la puissance de véritables nations à l’existence de peuplades sans droit national. » (M. E. de Parieu, Principes de la science politique, 1870)
La souveraineté du colonisateur repose sur le droit de conquête :
« L'annexion de l'Algérie par la France fut réalisée par l'ordonnance du 22 juillet 1834 dont l'article 4 dispose : « Jusqu'à ce qu'il en soit autrement ordonné, les possessions françaises dans le Nord de l'Afrique seront régies par nos ordonnances. » La conséquence de l'annexion était de faire de l'Algérie une terre française et d'octroyer aux populations conquises la nationalité française et les soumettre aux lois françaises. » (Achille Sèbe, La conscription des indigènes d'Algérie, 1912)
La revendication de la souveraineté de la République Française sur Madagascar, après que l’île eût cessée d’être occupée par la France, reposait sur le fait qu’elle avait été autrefois partiellement conquise par la royauté :
« On persistait donc à voir dans Madagascar, malgré le défaut d'occupation ou l'abandon de quelques petits établissements éphémères, une terre française : en 1792, l'île est désignée par la loi comme lieu éventuel de déportation. » (Franz Despagnet, La diplomatie de la troisième république et le droit des gens, 1904)
Considérer comme terra ou res nullius (terre ou chose n’appartenant à personne) les territoires indigènes avait été consigné dans le droit international élaboré par les Européens à partir du XVIe siècle :
« …les terres laissées improductives ou stériles - c’est-à-dire non cultivées - n’étaient pas des propriétés et pouvaient être occupées par ceux qui pouvaient et étaient disposés à les cultiver. L’argument de Grotius avait des affinités claires avec le principe de droit romain de res nullius, qui décrétait que toute « chose vide » telles que les terres inoccupées était une propriété commune jusqu’à ce qu’elle soit utilisée - dans le cas des terres, en particulier l’utilisation agricole. Cela deviendra une justification commune de la colonisation européenne ».

#### Lamission civilisatricedu christianisme, religion «universelle»
Sous l’ancien régime, la religion jouait un rôle majeur car c’est elle qui légitimait le roi, souverain « par la grâce de Dieu ». Étant une religion à vocation universelle, le christianisme avait d’autre part comme l’un de ses principes fondamentaux la propagation de la foi, et le pape, gardien de l’orthodoxie catholique, la lutte contre les schismatiques et les hérétiques :
« Les papes s'arrogent une mission civilisatrice ; leur politique s'étend sur le monde entier ; comme le porte une bulle adressée en 1262 par Urbain IV à la république de Gênes qui avait commis l'impardonnable faute de s'allier à Michel Paléologue, l'empereur schismatique, ils défendent et favorisent l'intérêt de la foi catholique et la prospérité de « la république de la chrétienté » ».
La colonisation française trouvait alors une légitimation dans la catholicité du royaume, les rois répondant au vœu des papes de répandre le catholicisme à travers le monde.
La conversion des indigènes au catholicisme resta continuellement l’objectif des missionnaires français qui, pour une part, ainsi que certains non-ecclésiastiques, y voyaient un moyen de faire des indigènes des « ami(s) de la France » :
« [L]’influence française [n’a-t-elle] rien à attendre de l’ardeur de ses missionnaires ? Loin de là, mais c’est, si l’on peut ainsi parler, dans le domaine passif beaucoup plus que dans le domaine actif. C’est ainsi qu’en 1859, quand, après avoir pris Saigon, l’amiral Rigault s’arrêta, attendant les renforts qui ne venaient pas, les néophytes, à la voix de leur évêque, aidèrent à l’approvisionnement des troupes et escortèrent des convois de subsistances, payant ainsi leur dette aux libérateurs de leurs pays. « Plusieurs d’entre eux, ajoute M. Launay, en rapports passagers avec des espions païens, furent invités à trahir les Français, à les empoisonner, à introduire l’ennemi dans la ville, et jamais aucun d’eux ne suivit ces conseils que l’offre de sommes considérables pouvaient rendre séduisants. »
De tels exemples sont innombrables. Toute l’histoire de notre extension dans l’Indo-Chine en est illustrée de sanglante façon, car par l’incohérence de notre conduite, par la défiance injustifiée envers les missionnaires, par cette sorte de haineuse envie que leur portent certains civils, non seulement on rendit possibles les épouvantables tueries qu’on appela justement les « vêpres annamites », mais on ralentit sans motif et sans résultat, et souvent on faillit compromettre irrémédiablement l’action de la France. « Je puis affirmer, déclare Mgr Puginier, dans sa note sur le mouvement insurrectionnel, sans crainte d’être contredit, que si on avait écouté les conseils des missionnaires, le désastre du 19 mai, celui de Bac-Lé, d’autres encore eussent été évités. » — « Il est certain, écrit le même évêque, que tout païen qui se fait chrétien devient, en même temps, un ami de la France. Il ne sera pas traître au gouvernement de son pays, car sa nouvelle religion le lui défend, mais il est certain aussi que jamais les Français ne le trouveront dans le camp des révoltés. » — C’est, en des termes différents, à la même conclusion qu’aboutit M. de Grandmaison : « Un indigène converti par des missionnaires français est aux trois quarts Français, car il a donné à notre civilisation le gage d’attachement le plus profond et le plus sûr qui soit. Il faut amèrement regretter que cette question si claire et si évidente quand on est hors de France, devienne à ce point délicate et compliquée, quand on y rentre, qu’il soit compromettant pour tout homme en place d’y faire allusion ».
La nationalité du missionnaire est essentielle dans les conséquences de la conversion, car la concurrence entre puissances colonisatrices se joue aussi sur le terrain religieux, chaque puissance cherchant à se faire de la religion une alliée :
« Au Tonkin que nous occupons depuis quatorze ans, la moitié du pays (toute la rive gauche du fleuve Rouge) dépend encore des missions espagnoles. C'est une faute politique très grave. L'indigène converti dans ces régions est en effet chrétien mais pas Français. Il y a là un nouveau travail à faire et beaucoup de forces perdues. Quelques-unes de ces chrétientés étrangères n'ont pas, au début, caché leurs sympathies pour la rébellion. De quel droit leur en faire un crime dans un pays où, venus par la force, nous n'étions pas encore capables de nous protéger nous-mêmes et alors que notre prise de possession avait été le signal d'une persécution sanglante et générale ? Pour qui ne connaît pas les misères de notre politique intérieure, il est impossible de comprendre comment la métropole n'a pas dès le début pris cette affaire en main. On pouvait sans expropriation violente racheter les missions espagnoles et les donner avec les moyens de les entretenir à des missionnaires français.
Toutes les missions d'un pays qu'on veut conquérir définitivement doivent être nationales. L'indigène, en changeant de religion, devient nécessairement le client du missionnaire ; il ne faut pas que le missionnaire soit le client de l'étranger. » (L. de Grandmaison, L'Expansion française au Tonkin : En territoire militaire, 1898)
Les buts politiques de la conversion au christianisme ne restent pas inaperçus des indigènes, notamment des intellectuels et des membres de la religion locale, ce qui — en plus de la menace qu’elle constitue pour la religion locale — suscite leur hostilité :
«...la France incarne encore, aux yeux des indigènes, non seulement l'étranger, mais aussi l'ennemi de la religion locale. À ceux qui douteraient de l'exactitude de cette observation, je recommande de méditer les lignes suivantes, écrites par un missionnaire qui a vécu pendant fort longtemps en Extrême-Orient : « Les païens ne distinguent pas la puissance civile de la puissance religieuse ; c'est pourquoi ils ne comprennent pas ou comprennent mal qu'un missionnaire travaille exclusivement pour Dieu... Ne croyant pas au but spirituel ils cherchent naturellement le but matériel, et ils concluent que le missionnaire est envoyé par son roi, d'après eux, chef temporel et spirituel, afin de préparer la conquête du pays, qu'il est l'avant-garde d'une armée étrangère ». Comme, en effet, les choses se sont souvent passées de la sorte, les indigènes ont tout droit de tenir ce raisonnement ».

#### Lamission civilisatricedu français, langue «universelle»
À partir de la révolution française, la propagation du christianisme cessa d’être un objectif pour une partie des partisans de la colonisation, qui cherchait même à le faire disparaître en France même.
Cependant, l’hostilité à l’égard des religieux français en France s’est souvent accommodée de leur présence à l’étranger, notamment en Orient et dans les colonies, du fait que les missionnaires français étaient souvent aussi des propagateurs de la civilisation française et en particulier de la langue française :
« Tous ces ordres [religieux] poursuivent évidemment un but de propagande catholique et personnelle, ce dont vraiment nous ne pouvons leur en vouloir, mais ils poursuivent aussi le même but que nous : faire apprendre le français, faire aimer la France, préparer les voies à notre action diplomatique, à notre commerce et à notre industrie.
Et voilà pourquoi tous nos ministres des Affaires étrangères sans aucune exception [...] ont soutenu en Orient de leurs encouragements et de leurs subventions ces mêmes religieux que l'on se trouvait dans l'obligation de maîtriser en France. C'est une tradition qui date de loin. Vous vous souvenez de la réponse de ce grand patriote Gambetta à ceux qui avaient la sottise de lui demander la suppression de cette protection et de ces subventions à nos écoles d'Orient : « L'anticléricalisme n'est pas un article d'exportation. » Jules Ferry, l'homme admirable d'énergie et de clairvoyance à qui nous devons en grande partie la reconstitution de notre empire colonial, celui-là même qui fit exécuter en France les décrets de 1880, augmentait presque au même moment le chiffre de nos subventions en Orient et s'entendait avec la Compagnie de Jésus pour l'établissement de l'Université de Beyrouth. On a pu dire de lui qu'il en avait été le fondateur. » (Achille Ségard, Notre œuvre en Orient)
Durant la révolution française, le discours justifiant l’expansion de l’influence française dans le monde, et d’abord en Europe, se réclamait de la liberté et des « droits de l’homme et du citoyen ». C’est pour libérer les peuples de leurs oppresseurs et leur faire connaître leurs droits que les armées révolutionnaires intervenaient en Europe.
La diffusion du français devint en même temps un objectif prioritaire.
L’ancien régime avait vu s’élaborer progressivement l’idée du français « langue universelle » :
« Quel moyen, quand on a le bonheur d'être sujette de Louis-le-Grand, de préférer un autre langage à celui qui règne dans ses États... ? Tandis que toutes les nations du monde qui aiment ses vertus, ou qui craignent sa puissance, apprennent à parler comme nous, je ne puis m'attacher qu'à une langue qui va devenir universelle ».
Cette idée fut développée par Rivarol dans De l’universalité de la langue française, écrit en réponse à une question proposée en 1783 par l’Académie de Berlin (où siégeaient plusieurs français) : « Qu'est-ce qui a rendu la langue française universelle ? » :
« Une telle question proposée sur la langue latine, aurait flatté l'orgueil des Romains, et leur histoire l'eût consacrée comme une de ses belles époques : jamais en effet pareil hommage ne fut rendu à un peuple plus poli, par une nation plus éclairée.
Le temps semble être venu de dire le monde français, comme autrefois le monde romain ; et la philosophie, lasse de voir les hommes toujours divisés par les intérêts divers de la politique, se réjouit maintenant de les voir, d'un bout de la terre à l'autre, se former en république sous la domination d'une même langue. »
Selon Rivarol, l’ « universalité » de la langue française — en Europe — tenait à plusieurs causes « délicates » et « puissantes », mais plus particulièrement au caractère propre du français — à son « génie » —, qui est de suivre — « privilège unique » —, l’« ordre direct » :
« Ce qui distingue notre langue des langues anciennes et modernes, c'est l'ordre et la construction de la phrase. Cet ordre doit toujours être direct et nécessairement clair. Le Français nomme d'abord le sujet du discours, ensuite le verbe qui est l'action, et enfin l'objet de cette action : voilà la logique naturelle à tous les hommes ; voilà ce qui constitue le sens commun. Or, cet ordre si favorable, si nécessaire au raisonnement, est presque toujours contraire aux sensations, qui nomment le premier l'objet qui frappe le premier : c'est pourquoi tous les peuples, abandonnant l'ordre direct, ont eu recours aux tournures plus ou moins hardies, selon que leurs sensations ou l'harmonie l'exigeaient ; et l'inversion a prévalu sur la terre, parce que l'homme est plus impérieusement gouverné par les passions que par la raison. »
Le français est l’incarnation de la raison, ne présente que clarté (« Ce qui n'est pas clair n'est pas français ») quand les autres langues sont, elles, sous l’empire des passions et « s'égarent... dans le labyrinthe des sensations » :
« Le Français, par un privilège unique, est seul resté fidèle à l'ordre direct, comme s'il était tout raison ; et on a beau, par les mouvements les plus variés et toutes les ressources du style, déguiser cet ordre, il faut toujours qu'il existe : et c'est en vain que les passions nous bouleversent et nous sollicitent de suivre l'ordre des sensations ; la syntaxe française est incorruptible. C'est de là que résulte cette admirable clarté, base éternelle de notre langue. Ce qui n'est pas clair n'est pas français ; ce qui n'est pas clair est encore anglais, italien, grec ou latin. Pour apprendre les langues à inversions, il suffit de connaître les mots et les régimes ; pour apprendre la langue française, il faut encore retenir l'arrangement des mots. On dirait que c'est d'une géométrie toute élémentaire, de la simple ligne droite, que s'est formée la langue française ; et que ce sont les courbes et leurs variétés infinies qui ont présidé aux langues grecque et latine. La nôtre règle et conduit la pensée ; celles-là se précipitent et s'égarent avec elle dans le labyrinthe des sensations, et suivent tous les caprices de l'harmonie : aussi furent-elles merveilleuses pour les oracles, et la nôtre les eût absolument décriés. »
Le français, langue de la raison et de la clarté, est donc par excellence la langue de la philosophie et des sciences — c’est-à-dire de la vérité :
« La prose française se développe en marchant, et se déroule avec grâce et noblesse. Toujours sûre de la construction de ses phrases, elle entre avec plus de bonheur dans la discussion des choses abstraites, et sa sagesse donne de la confiance à la pensée. Les philosophes l'ont adoptée, parce qu'elle sert de flambeau aux sciences qu'elle traite, et qu'elle s'accommode également, et de la frugalité didactique, et de la magnificence qui convient à l'histoire de la nature. »
Étant la langue de la vérité, le français est dénué de fausseté et d’hypocrisie ; il est donc, par ce caractère intrinsèque d’honnêteté, de « probité », la langue tant de la conversation que des traités :
« Si on ne lui trouve pas les diminutifs et les mignardises de la langue italienne, son allure est plus mâle. Dégagée de tous les protocoles que la bassesse inventa pour la vanité et la faiblesse pour le pouvoir, elle en est plus faite pour la conversation, lien des hommes et charme de tous les âges ; et puisqu'il faut le dire, elle est de toutes les langues la seule qui ait une probité attachée à son génie. Sûre, sociale, raisonnable, ce n'est plus la langue française, c'est la langue humaine. Et voilà pourquoi les puissances l'ont appelée dans leurs traités ; elle y règne depuis les conférences de Nimègue ; et désormais les intérêts des peuples et les volontés des rois reposeront sur une base plus fixe ; on ne sèmera plus la guerre dans des paroles de paix. »
Les révolutionnaires, sous l’impulsion de l’abbé Grégoire et de son Rapport sur la nécessité et les moyens d'anéantir les patois et d'universaliser l'usage de la langue française (1794), reprendront à leur compte cette conception du français « langue universelle », langue de la « raison » et de la « probité » :
« La langue française a conquis l’estime de l’Europe, & depuis un siècle elle y est classique : mon but n’est pas d’assigner les causes qui lui ont assuré cette prérogative. Il y a dix ans qu’au fond de l’Allemagne (à Berlin) on discuta savamment cette question, qui, suivant l’expression d’un écrivain, eût flatté l’orgueil de Rome, empressée à la consacrer dans son histoire comme une de ses belles époques. On connoît les tentatives de la politique romaine pour universaliser sa langue : elle défendoit d’en employer d’autre pour haranguer les ambassadeurs étrangers, pour négocier avec eux ; & malgré ses efforts, elle n’obtint qu’imparfaitement ce qu’un assentiment libre accorde à la langue française. [...] Dans sa marche claire & méthodique, la pensée se déroule facilement ; c’est ce qui lui donne un caractère de raison, de probité, que les fourbes eux-mêmes trouvent plus propre à les garantir des ruses diplomatiques. »
Le français était de plus, désormais, la langue de la révolution, de la liberté, de l’égalité, des « droits de l’homme et du citoyen », ce qui était, selon Barrère, dans un rapport de janvier 1794, un nouveau titre qui devait lui réserver, à lui seul, le droit « de devenir la langue universelle » :
« Je viens appeler aujourd'hui votre attention sur la plus belle langue de l'Europe, celle qui la première a consacré franchement les droits de l'homme et du citoyen, celle qui est chargée de transmettre au monde les plus sublimes pensées de la liberté et les plus grandes spéculations de la politique. [...] Ayons l'orgueil que doit donner la prééminence de la langue française depuis qu'elle est républicaine, et remplissons un devoir. [...] Il n'appartient qu'à une langue qui a prêté ses accens à la liberté et à l'égalité, ... [...] il n'appartient qu'à elle de devenir la langue universelle ! » (Rapport sur les moyens de propager la langue française dans l'intérieur de la République, fait par Barrère au nom du comité de salut public. — 8 pluviôse an II - 27 janvier 1794)
Le français était ainsi considéré à la fois comme étant déjà une langue universelle et comme devant encore le devenir.
Le mot « universel » était pris dans deux sens différents qui se croisaient et se mêlaient, faisant référence tantôt à la diffusion de la langue dans le monde, tantôt aux qualités propres de cette langue qui la mettaient au-dessus de toutes les autres, ce qui était, dans l’un et l’autre cas, une illusion, comme l'indique F. Brunot, qui classe l’expression « langue universelle » parmi les « mots-illusions » :
« Il en est peu qui aient fait autant de ravages que ce titre de « langue universelle ». Après avoir égaré les Jacobins... et inspiré une politique linguistique de folle ambition, il a ébloui les gouvernements du XIXe siècle, et contribué à empêcher l'étude des langues étrangères, en incitant la France à se gorgiaser de sa gloire passée. Ses méfaits continuent. On dirait que nous en sommes encore au temps où Fortia de Piles disait : « L’universalité de la langue française (dans la bonne compagnie seulement) semble autoriser un Français à ne connaître que sa langue ».
La volonté de répandre le français se doublait de la volonté de détruire (d’« anéantir ») les autres langues :
« …on peut uniformer le langage d’une grande nation, de manière que tous les citoyens qui la composent, puissent sans obstacle se communiquer leurs pensées. Cette entreprise, qui ne fut pleinement exécutée chez aucun peuple, est digne du peuple français, qui centralise toutes les branches de l’organisation sociale, & qui doit être jaloux de consacrer au plutôt, dans une République une & indivisible, l’usage unique & invariable de la langue de la liberté ».
L’imposition du français comme seule langue d’une république « une et indivisible » se fit notamment grâce au décret du 2 thermidor an II (20 juillet 1794) :
Article 1er : A compter du jour de la publication de la présente loi, nul acte public ne pourra, dans quelque partie que ce soit du territoire de la République, être écrit qu'en langue française.
Article 2 : Après le mois qui suivra la publication de la présente loi, il ne pourra être enregistré aucun acte, même sous seing privé, s'il n'est écrit en langue française.
Article 3 : Tout fonctionnaire ou officier public, tout agent du Gouvernement qui, à dater du jour de la publication de la présente loi, dressera, écrira ou souscrira, dans l'exercice de ses fonctions, des procès-verbaux, jugements, contrats ou autres actes généralement quelconques conçus en idiomes ou langues autres que la française, sera traduit devant le tribunal de police correctionnelle de sa résidence, condamné à six mois d'emprisonnement, et destitué.
La diffusion du français dans les colonies fut l’un des principaux objectifs des colonisateurs.
Lors de débats sur la politique coloniale à la Chambre des députés, en juillet 1885, J. Ferry plaçait la langue en première place sur la liste de ce que la France devait répandre :
« [La France] doit répandre [son] influence sur le monde, et porter partout où elle le peut sa langue, ses mœurs, son drapeau, ses armes, son génie. »
P. Leroy-Beaulieu, dans De la colonisation chez les peuples modernes, place également la langue en première position :
« La colonisation est la force expansive d’un peuple, c’est sa puissance de reproduction, c’est sa dilatation et sa multiplication à travers les espaces ; c’est la soumission de l’univers ou d’une vaste partie à sa langue, à ses mœurs, à ses idées et à ses lois. »
L. de Grandmaison, dans L'Expansion française au Tonkin : En territoire militaire, met la langue française à égalité d’importance avec la religion dans ce que la France doit répandre dans les colonies, mais décrit ensuite la difficulté de l’entreprise :
« A côté de la religion c'est la langue française qu'il faut répandre dans nos colonies. La question n'est pas aussi simple qu'on serait tenté de le croire. Elle a donné lieu souvent à de graves divergences de vues. On a dit, avec quelque raison, que les écoles de Français deviennent des manufactures de déclassés n'ayant comme débouché que la carrière d'interprète. Il serait donc prudent de n'arracher au travail des champs pour les attirer dans ces écoles qu'un nombre d'indigènes proportionné aux besoins de l'administration et du commerce.
L'objection a de la valeur, aussi n'est-ce point seulement en créant des écoles d'interprètes dans les centres importants que nous répandrons utilement la langue française. Il existe au Tonkin une classe nombreuse de jeunes Annamites, les plus intelligents et les plus laborieux, qui consacrent leur vie à la poursuite des grades de lettrés et plus tard aux fonctions du mandarinat. C'est eux qu'il serait utile d'amener à étudier et à parler le français. Le moyen est facile et peu coûteux. Il suffit de faire des avantages sérieux aux fonctionnaires connaissant le français et de leur donner la préférence sur leurs concurrents, en attendant le moment où il sera possible de rendre progressivement la langue française obligatoire pour toutes les fonctions publiques en commençant par les moindres. Cela vaudrait mieux à mon sens que d'encourager, comme on l'a fait au Tonkin, les études des lettrés dans leur forme ancienne et incompatible avec notre civilisation, en donnant à leurs examens un éclat tout à fait officiel par la présence des hauts fonctionnaires français. Nous avons accepté le cadre de l'administration indigène avec son mode de recrutement ; il n'est pas plus en notre pouvoir de changer brusquement l'esprit des études nécessaires pour y arriver que d'en détourner sans précautions la foule de jeunes gens qui s'y livrent. Obligeons-les seulement pour recueillir le fruit de leur labeur, c'est-à-dire pour avoir des places, à apprendre le français. Sans produire un déclassé de plus, nous aurons des maîtres d'école capables d'enseigner le français dans les villages et une administration avec laquelle les fonctionnaires français pourront enfin s'entendre. »
Dans une conférence intitulée « Rôle civilisateur de la langue française », E. Trolliet définit ainsi les avantages de son expansion, y voyant en particulier « le plus sûr instrument de colonisation » :
« Elle marchera parallèlement avec nos missionnaires car elle aussi est une messagère de la bonne nouvelle, et tandis qu'ils épureront les consciences, elle éclairera les esprits.
Elle marchera avec nos industriels, et sera le meilleur de leurs interprètes ou de leurs représentants, ouvrant des débouchés, humanisant les comptoirs. Ne l'a-t-on pas dit souvent : « Celui qui parle le français devient un client de la France » ? Et quand les lèvres échangent des paroles, les mains sont bien près d'échanger des marchandises.
Enfin, elle marchera avec nos soldats, et lorsqu'ils auront vaincu, elle assurera et affermira les résultats de la victoire ; car la langue reste le plus sûr instrument de colonisation. Quand la langue recule dans une colonie, la métropole, elle-même, semble reculer à l'horizon ; si au contraire la langue persiste, quelque chose de la patrie demeure aussi, même en dépit des traités ».

#### Coloniesetpossessions: terres de «colonisation» et terres de «domination»
La plupart des auteurs français qui ont écrit sur le colonialisme français au XIXe siècle et durant une partie du XXe étaient favorables à l’expansion coloniale de la France, mais ils ne pouvaient l’être qu’à la condition d’exclure l’Europe du champ d’expansion français. Le mot « colonisation » a en conséquence vu son champ d’application s’étendre sur le monde entier — à l’exception notable de l’Europe. Le mot « colonie » ne pouvait dès lors désigner qu’un territoire « outre-mer » par rapport à l’Europe.
Lorsqu’il retrace brièvement, dans Les colonies françaises, l’histoire de l’expansion française, P. Gaffarel, abordant l’époque de la révolution et l’époque napoléonienne, ne voit « que des revers » : « Dès lors nous n'avons plus à enregistrer, jusqu'en 1815, que des revers. En 1783, Saint-Domingue proclame son indépendance, et une expédition coûteuse ne réussit pas à nous rendre cette reine des Antilles. En 1800, la Louisiane nous est restituée ; mais le premier Consul la vend trois ans plus tard aux États-Unis pour une somme dérisoire. L'Égypte, Corfou et Malte, qui nous avaient quelque temps appartenu, nous échappent bientôt. Aux traités de 1815, nous perdons l'Île-de-France dans l'océan Indien, Tabago et Sainte-Lucie dans les Antilles. Ces pertes cruelles n'ont pas encore été réparées. »
Les victoires de la révolution et celles de l’époque napoléonienne, qui étendent la domination française sur une partie de l’Europe, sont ignorées.
Dans son Histoire de la question coloniale en France, L. Deschamps oppose la « colonisation », accaparement de territoires outre-mer, et « l'extension des frontières » en Europe, la première « tendance » étant représentée, sous Louis XIV, par Colbert, la seconde par Louvois : « Colbert et Louvois représentent, auprès de Louis XIV, les deux tendances entre lesquelles la France, grâce à sa situation à la fois continentale et maritime, a toujours oscillé : d'une part, l'action sur mer et l'essor vers le commerce et les colonies ; de l'autre, l'action sur le continent et l'effort vers l'extension des frontières ou la prépondérance en Europe. »
Cette restriction du terme « colonie » aux territoires extra-européens a conduit à considérer qu’il y avait eu, dans l’histoire de la colonisation française, deux « empires coloniaux », et seulement deux, les empires d’outre-mer, et à mettre à part l’empire napoléonien, qui n’aurait pas été un empire « colonial ».
Certains auteurs considèrent d’autre part que les guerres d’expansion en Europe ont été entreprises au détriment de l’expansion outre-mer, ce qui est pour eux la raison de les condamner, sans cependant condamner la colonisation en général, jugeant les politiques coloniales non en elles-mêmes mais en fonction de leurs succès. Ainsi P. Leroy-Beaulieu : « Le gouvernement impérial [de Napoléon Ier] ne se servit guère du pouvoir discrétionnaire qui lui était donné pour réformer et développer nos possessions coloniales ; ç'a toujours été pour la France une conséquence funeste de sa politique d'ingérence dans les États voisins et de conquêtes continentales, que la perte de sa marine et de ses colonies : elle n'eût pu fonder des établissements durables qu'à la condition de renoncer à la politique d'envahissement qu'elle a pratiquée en Europe pendant des siècles.
Toute victoire sur le continent avait comme contrepoids la ruine de notre puissance navale et de nos possessions lointaines, c'est-à-dire l'amoindrissement de notre influence dans le monde ».
De même, L. Deschamps, analysant l’influence de Louvois sur Louis XIV : « Colbert disparu, Louvois entraîne son maître et son pays dans ce dédale d'intrigues et de guerres européennes, qui aboutiront à la perte de notre empire colonial et à la diminution de nos forces productives. Industrie, commerce, marine, colonies, toute l'œuvre de Colbert, tout ce qui avait assuré, durant vingt ans, la vraie gloire du « grand règne », est rejeté au second plan. On met au premier les acquisitions territoriales, les revendications hautaines, la force militaire, tout ce qui, enfin, flatte l'orgueil d'un roi égoïste et vaniteux, tout ce qui, au détriment de la France, profite à la dynastie bourbonienne. C'est pour cela, et pour avoir poussé à cette action par pur intérêt personnel, que Louvois a mérité d'être appelé le mauvais génie de son roi et de sa patrie. »
La différence de nature entre l’expansion en Europe et la « colonisation » outre-mer n’est cependant pas solidement et clairement fondée pour tout le monde.
Le terme « colonie », d’une part, pris au sens propre ou restreint, ne devrait pas même être utilisé pour la plupart des territoires conquis outre-mer par la France : « Ces colonies, comme nous les appelons, ne sont pas des colonies, et il n’est pas question de les peupler. Elles sont des possessions, déjà peuplées d’indigènes, qui en occupent la meilleure partie ; et, en sage politique, et si l’on avait pu s’abstraire des desiderata de l’opinion publique, il aurait dû être question uniquement de les administrer, non pas de les coloniser.
Nous ne possédons, aujourd’hui, ni une autre Louisiane, ni un autre Canada, ni une Australie, ni aucune terre, dont le sol se soit trouvé vide d’habitants et dont le climat convienne parfaitement à la race blanche et lui permette de vivre et de se reproduire, en un mot, de peupler. [...]
L’Indo-Chine française [...] n’aurait pas dû, si nous avions su notre métier, être, au moins dans toute la période de début, environ cinquante années, être traitée comme une colonie ou même comme une terre colonisable. Elle aurait dû être et rester une possession, une terre de domination. Pas ou peu de colons, pas ou peu de terres concédées ou vendues aux Européens ; pas de colonisation, pas de politique de colonisation. Mais une politique indigène. [...] Mais nous croyions en Indo-Chine comme ailleurs, avoir affaire à une colonie, et nous avons voulu la coloniser ».
D’autre part, une distinction entre les « conquêtes » suivant la nature du « conquérant » et celle du « conquis », certains peuples ayant droit à une « patrie », d'autres non, apparaît comme un « casse-tête à diplomates » et un « miracle d'incohérence » :
« Établir des distinctions entre les conquêtes suivant l'espèce du conquérant ; la sympathie ou l'antipathie qu'il inspire ; l'intérêt direct ou indirect, individuel ou collectif, que l'on peut avoir à louer ou à blâmer son acte, c'est casse-tête à diplomates, c'est matière à copie, c'est gobe-mouches pour occuper la foule — et l'empêcher de regarder ailleurs.
La vérité est Une. J'ajouterai volontiers qu'elle est Indivisible.
Voici une terre, des êtres beaux ou laids, idiots ou intelligents, blancs ou noirs, rouges ou jaunes, que la nature a façonnés pour le climat, la faune, la flore de leur lieu d'origine. Ils y ont leur berceau, leur foyer, leur tombe, leurs traditions, leurs dieux.
Ici, deux théories sont en présence : celle de la Fraternité universelle, sans limites, sans frontières, dans la fusion pacifique des races, et celle de la Patrie. Laissons la première, d'abord parce qu'elle est généralement considérée comme subversive, ensuite parce que son heure n'a pas sonné et qu'on ne l'impose point par le canon. Restons-en à la seconde, plus contemporaine et mieux à la portée de notre temps.
Est-ce que, pour primitives que soient ces peuplades, elles n'ont pas droit à une patrie ? De quel front défendre la nôtre, et prendre la leur ? Or, par un miracle d'incohérence, il appert que les plus zélés défenseurs du sol natal, en Europe, sont ceux qui préconisent la dépossession de l'« indigène » outre-mers.
Comment accorder cela ? » (Séverine, Les Innocents paient, dans Le Journal, 11 mai 1901)

#### Lamission civilisatricede la France, héritière de Rome, sur les barbares européens
L’action exercée par la France en Europe durant l’époque de la révolution et l’époque napoléonienne, et à d’autres époques encore, a pu elle-même être présentée comme ayant été (ou n’ayant pas été mais aurait dû être) une mission civilisatrice — ou la prémisse d’une mission civilisatrice à venir.
On a vu que Napoléon-Louis Bonaparte présentait sous cet angle l’œuvre de son oncle, qui préparait « les peuples à la liberté, en introduisant dans les mœurs les principes d’égalité... ».
De même, dans La presse révolutionnaire, A. Marrast écrit que la révolution a prouvé « au monde » « quelle mission civilisatrice le peuple de France est appelé à remplir sur le continent ». Cette mission trouve sa « cause », dans le « travail intellectuel de la philosophie » du XVIIIe siècle, et Marrast définit ainsi ses buts : « A toute société, comme objets de son culte, — La raison, la vérité, le dévoûment, la vertu ! À chaque homme, — Liberté. À tous les citoyens, — Égalité. À tous les hommes, — Fraternité. Entre tous les peuples, — Alliance ! ».
Analysant en 1838 l’action de la France en Espagne sous Napoléon Ier et sous la Restauration, L. de Carné juge que, dans les deux cas, la France a failli à sa « mission civilisatrice » sur ce pays : « Si la position de la France [vis-à-vis de l’Espagne] avait commencé par être fausse, elle devint intolérable lorsque Ferdinand, devenu libre, légitima toutes les violences... [...] La France a forfait deux fois à sa mission civilisatrice sur ce pays. En 1808, Napoléon refusa de le prendre sous la protection de son génie et de sa gloire ; en 1823, la restauration n’osa lui dispenser le bienfait d’une liberté régulière. Puisse-t-elle ne pas manquer une troisième fois à son œuvre ! ».
L’Espagne, ancienne grande puissance coloniale maintenant déchue, était regardée avec condescendance et mépris. Lorsqu’il évalue les différentes « civilisations » de l’Europe, abordant l’Espagne, F. Guizot juge sa civilisation « de peu d'importance » et n’ayant rien apporté de grand à l’Europe — à l’opposé de celle de la France ; le « caractère fondamental de la civilisation... semble refusé, en Espagne, tant à l'esprit humain qu'à la société » : « Cherchez une grande idée ou une grande amélioration sociale, un système philosophique ou une institution féconde, que l'Europe tienne de l'Espagne ; il n'y en a point : ce peuple a été isolé en Europe ; il en a peu reçu et lui a peu donné ».
L’idée qu’il agissait au nom de la civilisation contre la barbarie — à ce moment identifiée à la Russie — apparaît dans un message de Napoléon Ier du 29 janvier 1807, daté de Varsovie et adressé au sénat : « La tiare grecque relevée et triomphante depuis la Baltique jusqu'à la Méditerranée, on verrait, de nos jours, nos provinces attaquées par une nuée de fanatiques et de barbares. Et si, dans cette lutte trop tardive, l'Europe civilisée venait à périr, cette coupable indifférence exciterait justement les plaintes de la postérité et serait un titre d'opprobre dans l'histoire. »
La classification de la Russie comme « puissance barbare » était commune à une grande partie des contemporains de Napoléon.
Napoléon Ier se définit plus généralement comme héritier de la Rome antique, personnification par excellence de la « civilisation ». Il s’inscrit ainsi dans ce qui est le cœur de la tradition française : imiter Rome. Imiter Rome et rétablir l’Empire romain à leur profit était en réalité la tendance des divers peuples « barbares » qui s’étaient introduits dans l’empire et l’avaient abattu — « barbares » qui se donnaient comme « mission » de rétablir une pax romana (une paix romaine). L’Empire romain germanique, jusqu’à la fin, conservera dans sa dénomination l’adjectif « romain ». De même, la tradition « romaine » française, entretenue par « l'éducation romaine de la France tout entière », traversera les siècles : « Nulle part la tradition classique n'a été mieux conservée qu'en France à travers tous les siècles, même du Moyen Âge. Les Mérovingiens, les Carolingiens avec Charlemagne, les Capétiens, Philippe-le-Bel, François Ier, Louis XIV, ont songé à l'Empire, parce que l'éducation classique de la France renouvelée par la Renaissance y entretenait le souvenir de Rome et de la longue paix romaine organisée par l'Empire. »
Tout ce qui rappelait Rome, et en particulier la Rome impérial, était préservé, et tant les révolutionnaires que Napoléon Ier étaient imprégnés de cet héritage romain (comme le seront leurs successeurs) : « Ce n'est pas par hasard que [les] orateurs révolutionnaires empruntaient à l'antiquité leurs inspirations les plus puissantes, que, sous le gouvernement de l'Empereur [la France] voyait s'élever à nouveau des temples, des colonnes et des arcs de triomphe, qu'elle reprenait en notre capitale même une figure romaine ».
Vis-à-vis des Italiens, la situation était, pour les Français, l’inverse de ce qu’elle était du temps de César. L'Italie, dit A. Sorel, « est pour Bonaparte ce que la Gaule avait été pour César... » En Italie, Bonaparte s’entoura « d'un gouvernement de Proconsul romain de la grande époque, conquérant, homme d'État, organisateur de la conquête et pacificateur des peuples vaincus. C'est Jules César en Gaule... ».
Dans la distribution des rôles qui, faite par les Français, donnait à la France (ou plutôt à Paris) celui de Rome, celui des Carthaginois, vus comme les plus grands ennemis de Rome, devait revenir aux Anglais, les plus grands ennemis des Français et les plus grands opposants à l’expansion coloniale française. Cette attribution de rôles fut établie dès l’ancien régime. En 1758, Seran de La Tour publiait un livre intitulé Parallèle de la conduite des Carthaginois, à l'égard des Romains, dans la seconde guerre punique, avec la conduite de l'Angleterre, à l'égard de la France, dans la guerre déclarée par ces deux puissances, en 1756. Chaque chapitre du livre établit une équivalence entre le comportement des Carthaginois envers les Romains et celui des Anglais envers les Français.
Ainsi, selon le chapitre III : « 1. L’objet des Carthaginois est d’envahir le commerce maritime des Romains, & de s’emparer des îles de la Méditerranée. 2. L'objet des Anglais est d’envahir le commerce maritime des Français & de s’emparer du nouveau monde. »
Et, selon le chapitre IV : « 1. Les Carthaginois veulent ruiner la marine des Romains... 2. L'objet des Anglais a toujours été, & est encore, de ruiner la marine de France.... »
L’identification des Anglais avec les Carthaginois fut continuée et accentuée par les jacobins. Dans son Rapport sur les crimes de l'Angleterre envers le Peuple français, et sur ses attentats contre la liberté des nations, Barère écrivait : « L'Anglais ne peut démentir son origine : descendant des Carthaginois et des Phéniciens, il vendait des peaux de bêtes et des esclaves, et ce peuple n'a pas changé son commerce. César, en abordant dans cette île, n'y trouva qu'une peuplade féroce, se disputant les forêts avec les loups, et menaçant de brûler tous les bâtimens qui tentaient d'y aborder. Sa civilisation successive, ses guerres civiles et ses guerres maritimes ont toutes porté le caractère de cette origine sauvage. »
L’histoire de l’Angleterre, racontée par le révolutionnaire, était une succession de crimes. Ainsi, dans l’Inde « l'Anglais a acheté les chefs du pays quand il n'a pu les opprimer ou s'en saisir. » Dans l'Acadie, « l'Anglais a fait périr les Français neutres de cette colonie, pour qu'ils ne retournassent pas à la mère-patrie ». En France même, les Anglais cherchaient, entre autres, à « établir et propager un système perfide de fédéralisme qui, couvrant le sol entier de la liberté, menaçait de la dévorer et de l'anéantir à sa naissance ».
Cette description de l’Angleterre comme d’un pays de barbares fidèles à leur origine « sauvage » visait à justifier un décret (qui fut adopté) stipulant qu’il ne serait désormais fait « aucun prisonnier anglais ou hanovrien » (Art. Ier), et cela au nom de l’humanité : « Quelle est donc cette épidémie morale qui a jeté dans nos armées de fausses idées d'humanité et de générosité ? L'humanité consiste à exterminer ses ennemis : la générosité consiste à ménager le sang des républicains. »
Barrère avait terminé son Rapport sur l'acte de navigation du 21 septembre 1793 par ces mots : « Que Carthage soit détruite ! C'est ainsi que Caton terminait toutes ses opinions dans le sénat de Rome. Que l'Angleterre soit ruinée, soit anéantie ! Ce doit être le dernier article de chaque décret révolutionnaire de la Convention nationale de France. »

#### La révolution française et la colonisation: «Périssent les colonies plutôt qu'un principe!»
Une phrase particulière a façonné l’idée générale qui s’est répandue du lien entre la révolution et la colonisation : « Périssent les colonies plutôt qu'un principe ! » Cette phrase a été généralement interprétée comme affirmant l’hostilité des révolutionnaires, et plus particulièrement des jacobins, à la colonisation. Ainsi, P. Gaffarel :
« Plaise à Dieu que ceux de nos compatriotes auxquels les malheurs et les angoisses de l'heure présente n'ont pas encore enlevé tout espoir ouvrent enfin les yeux à l'évidence et, retournant le mot fatal : « Périssent les colonies plutôt qu'un principe ! » s'écrient avec tous les vrais citoyens : « Périssent toutes les utopies et tous les prétendus principes plutôt qu’une seule colonie ! » ».
« Les assemblées révolutionnaires ne sont pas moins discréditées que le gouvernement de Louis XV aux yeux des partisans de la colonisation. Le fameux mot : « Périssent les colonies plutôt qu'un principe ! » pèse toujours sur leur mémoire. On les rend, en outre, responsables des troubles survenus aux colonies et des conquêtes anglaises ».
Cette interprétation de la célèbre phrase est cependant erronée, comme le démontre L. Deschamps :
« Les doctrinaires eux-mêmes, que n'arrêtaient guère les menaces de guerre civile, ont tous protesté de leur attachement aux colonies. C'est à ce propos, il est vrai, que Robespierre a prononcé le fameux mot : « Périssent les colonies ! » Mais, par un abus trop ordinaire, on a fait à ce mot une légende fantaisiste. On a voulu le prendre pour l'expression de la pensée de tous les révolutionnaires, au moins de tous les jacobins, et il n'exprime même pas la vraie pensée de l'auteur ! Voici la citation complète, empruntée au Moniteur : « Périssent les colonies (Il s'élève de violents murmures), s'il doit vous en coûter votre bonheur, votre gloire, votre liberté ! Je le répète : Périssent les colonies, si les colons veulent, par les menaces, nous forcer à décréter ce qui convient le plus à leurs intérêts ! Je déclare, au nom de la nation entière, qui veut être libre, que nous ne sacrifierons pas aux députés des colonies, qui n'ont pas défendu leurs commettants, comme M. Monneron, je déclare, dis-je, que nous ne leur sacrifierons ni la nation, ni les colonies, ni l'humanité entière ! »
Peut-on voir dans ces paroles autre chose que le désir d'arracher les colonies à l'égoïsme antirévolutionnaire des colons ? La forme est déclamatoire : c'est le propre de Robespierre, et l'Assemblée en murmure. Mais Robespierre et les jacobins sont si peu les ennemis des colonies que plus tard, le 21 septembre 1793, le Comité de salut public, où ils sont maîtres, présente à la Convention un acte de navigation dont Barrère, le rapporteur ordinaire, exprime ainsi la pensée : « La navigation des colonies est infinie par les détails immenses et par l'étendue qu'elle donne à notre commerce. Cette navigation, qui intéresse l'agriculteur comme l'artisan, le riche comme le pauvre, la navigation des colonies qui vivifie nos ports de mer et qui donne du mouvement à tous les ouvrages d'industrie, est partagée par l'étranger, et nous étions tranquilles spectateurs !... Vous voulez une marine ; car, sans marine, point de colonies, et sans colonies, point de prospérité commerciale ».
Ces sentiments, la Constituante les a toujours professés, et ce sont eux qui ont inspiré ses résolutions. »

#### Colonialisme, liberté et «droits des nations»
Dans son explication de la « mission civilisatrice » que le peuple français est appelé à remplir en Europe, A. Marrast énumère les valeurs qui se sont imposées aux esprits en Europe et dans le monde grâce notamment aux philosophes, en particulier ceux du XVIIIe siècle. Ces valeurs sont : la raison, la vérité, le dévoûment, la vertu, la liberté, l’égalité, la fraternité, ainsi que l’alliance entre les peuples. Ces valeurs furent les mots d’ordre de la révolution française, proclamés dès 1789 et, pour deux d’entre eux, inscrits dans le premier article de la Déclaration des droits de l’homme et du citoyen : « Tous les hommes naissent libres et égaux en droits ».
Cependant, on vient de voir que les révolutionnaires, et en particulier les jacobins, étaient favorables à la possession de « colonies ». Et l’idée généralement admise depuis les débuts de la décolonisation au XXe siècle est que colonisation et liberté ne sont pas compatibles.
Les jacobins parlent continuellement de liberté et, dans le même temps, veulent des colonies. Quelle conception se font-ils donc de la liberté ?
Le Rapport sur l'acte de navigation, dans lequel Barrère écrit « sans colonies, point de prospérité commerciale » commence par une introduction où le mot « liberté » revient en leitmotiv (et il reviendra régulièrement jusqu’à la fin) : « Citoyens, c'est le 21 septembre 1792 que la Convention a prononcé la liberté de la France, ou plutôt la liberté de l'Europe. C'est à pareil jour, le 21 septembre 1793, que la Convention doit proclamer la liberté du commerce, ou plutôt, la liberté des mers. »
Le rapport de Barrère annonce la création d’un acte de navigation français qui, « décrété au milieu d'une révolution démocratique », « aura le caractère de la liberté, de l'égalité qui l'a produit » — en opposition à un « acte de navigation britannique » qui, lui, « porte l'empreinte de l'âme de l'usurpateur Cromwell » et qui, depuis « un siècle et demi », « établit et assure la suprématie maritime et la prospérité commerciale de l'Angleterre ». L’un de ses objectifs sera de porter un « coup terrible » « à l'empire maritime usurpé par l'Angleterre ». L’acte de navigation français est « une déclaration des droits des nations », il est la « restitution d'un domaine donné par la nature, usurpé par des insulaires ambitieux » ; « il repose sur les droits de chaque nation ».
Ce rapport de Barrère et, plus encore, celui de 1794 sur « les crimes de l'Angleterre » ont de forts accents anti-colonialistes et anti-impérialistes. Barrère, dans son réquisitoire contre la « Carthage moderne », — « tyran de la mer » et ennemi de la liberté —, n’oublie pas en effet l’aspect colonial de l’Angleterre, qu’il accuse d’avoir « pressuré l'Inde ». Dans le Rapport sur les crimes de l'Angleterre..., parmi les crimes attribués aux Anglais, « despotes de l'Inde » et « tyrans de l'Amérique », se trouvent des crimes coloniaux. Ainsi au Bengale, l’Anglais « a fait mourir de faim, par les ordres du lord Clive, plusieurs millions d'hommes, pour en conquérir un petit nombre échappés à son projet de famine, exécuté avec une cruauté froide comme son caractère national. Il aima mieux régner sur un cimetière, plutôt que de ne pas en asservir les habitans. »
Les rapports de Barrère dénoncent l’Angleterre comme tyrannique et le colonialisme anglais comme criminel. Ils présentent au contraire la France, désormais républicaine, comme portant le flambeau de la liberté et défendant les « droits des nations », tout en souhaitant cependant avoir pour elle-même des colonies, nécessaires à la « prospérité commerciale ». La rhétorique de Barrère laisse cependant en suspens la manière de concilier « liberté » et « droits des nations », d’une part, possession de « colonies », d’autre part.
Un an après la chute du Comité de salut public (9 thermidor an II – 27 juillet 1794), au moment où la Convention s’apprête à promulguer une nouvelle constitution (Constitution de l’an III), Boissy d'Anglas comble cette lacune dans son Rapport et projet d'articles constitutionnels relatifs aux colonies. Il commence par évoquer ce que Barrère passait sous silence, les « nombreux malheurs » vécus par les colonies françaises, les « crimes qui les ont souillées », les « longs déchirements qui les menacent », mais ne souhaite pas en reproduire les « douloureux récits » qui ont « trop longtemps attristé [les] âmes » des conventionnels. Son but est de proposer les lois qui « ont paru les plus propres à rendre les colonies florissantes et libres, sans diminuer pour la République entière les avantages qu'elle en peut retirer ».
Présentant l’esprit qui doit être celui de la constitution française, « pour qu'elle soit éternelle », — et la constitution de l’an III ne le fut pas — il lui assigne pour objectif d’être « tutélaire et protectrice » et de faire sentir « ses bienfaits » « aux deux hémisphères », faute de quoi elle serait « combattue » et « renversée le jour où un seul homme, soumis à ses lois, [sentirait] qu'il en est opprimé. »
Barrère avait déclaré que, le 21 septembre 1792, la Convention avait prononcé « la liberté de la France, ou plutôt la liberté de l'Europe ». Boissy d'Anglas renchérit en disant que la révolution « ne fut pas seulement pour l'Europe, elle fut pour l'univers ; la liberté, semblable aux rayons de l'astre du jour, doit embraser le monde entier, et vivifier toute la nature ; les principes qui l'ont amenée n'appartiennent pas à quelques peuplades exclusivement privilégiées ; ils sont la propriété de l'espèce humaine... » La constitution de l’an III n’était pas une constitution pour la France seule, y compris ses colonies, elle était une constitution « pour l'univers », pour « l'espèce humaine ».
Le rapport de Boissy d'Anglas pose une question préalable sur laquelle Barrère avait fait l’impasse : convient-il de « conserver des colonies » ? Poser la question revenait, dit le conventionnel, à se demander s’il convenait « à la France libre de conserver une marine, un commerce régénérateur, une industrie active et brillante », « c'est-à-dire » s’il lui convenait « de faire respecter tout à la fois les fondements de sa puissance et ceux de sa prospérité ». Renoncer aux colonies reviendrait pour la France à « descendre du haut rang de gloire où elle [avait] été élevée par les siècles et par le génie », et à se « laisser usurper tous les avantages qu'elle [avait] pu retirer » jusqu’alors de ses caractéristiques, de sa situation et de son activité.
Boissy d'Anglas s’exprime jusqu’ici avec l’idée implicite que renoncer aux colonies, c’est les voir être accaparées par d’autres, et il expose lui-même l’objection qui pourrait être faite : « On croira répondre à ce que je viens de dire, en demandant pour les colonies, non leur abandon ou leur cession, mais leur absolue indépendance... » Les colonies, devenues indépendantes, seraient alors considérées « moins comme françaises que comme amies de la France ».
La suite du rapport vise à combattre « un pareil système » pour l’empêcher de se produire.
Le premier argument que Boissy d'Anglas oppose à l’indépendance des peuples des colonies est celui de leur incapacité à se « suffire à [eux]-même[s] » : pour qu’un peuple puisse « conserver son indépendance », dit-il, il faut qu’il soit « agricole et guerrier » ; « or, ajoute-t-il, si l'on considère le climat heureux et les riches productions » des colonies françaises, « on jugera que les hommes qui les habitent ne peuvent être ni l'un ni l'autre » ; « loin d'aspirer à une liberté dont la conservation comme la conquête leur coûterait trop d'efforts, ils s'endorment au sein de l'opulence et des plaisirs qu'elle leur procure ».
Boissy d'Anglas donne comme exemple de ce que deviendraient les peuples des colonies françaises, s’ils accédaient à l’indépendance, le cas de l’Inde : « Considérez ce qu'est devenue l'Inde, la riche et vaste contrée qui s'étend de l'Euphrate au Gange ! La nature l'avait dotée de ses plus précieux bienfaits, et des brigands s'y disputent tous les jours le droit d'en asservir les habitants. Les mots d'indépendance, de liberté, ne présentent aucune idée à leurs âmes énervées ; il n'est pour eux aucun intermédiaire entre l'état de tyran et celui d'esclave. »
Et il accuse le « ministère anglais » de promouvoir le « système d'indépendance » des « riches parties du globe » « pour les faire tomber en son pouvoir ou tout au moins s'en approprier le commerce ».
Étant incapable de « cette lutte pénible et constante, nécessaire au maintien de la liberté », les peuples des colonies doivent « borner [leurs] vœux à être sagement et paisiblement gouverné[s] par des hommes humains et justes, ennemis de la tyrannie ».
Un deuxième argument avancé par Boissy d'Anglas est que la France ne pourrait pas lutter, sans ses colonies, dans le cadre de la « liberté de commerce », face à l'Angleterre en Europe et aux États-Unis en Amérique, du fait de sa position géographique et de l’infériorité de sa marine.
Un troisième argument est que, les Français ne pouvant désormais plus se passer des produits des colonies, « l'habitude ayant créé pour [eux] de nombreux besoins » nouveaux, ils sont unis aux colonies « d'une manière inséparable ». Cette dépendance à l’égard des colonies donnerait à celles-ci un pouvoir si elles étaient libres : il faut donc qu’elles soient « soumises » à la France, pour que ce ne soit pas la France qui leur soit asservie : « ...il faut qu'elles vous soient soumises ou que vous en soyez tributaires ; il faut que leurs rapports avec vous soient certains et resserrés, ou que ce soient elles qui vous asservissent ».
Si les colonies devenues indépendantes devenaient ensuite « la proie d'une puissance continentale quelconque », la dépendance de la France serait à l’égard de cette puissance. Dans l’hypothèse où la France renoncerait aux produits coloniaux pour se soustraire à cette dépendance, elle deviendrait « une nation pauvre », sans « influence sur les autres peuples ».
Ayant rejeté toute idée d’indépendance des peuples des colonies, Boissy d'Anglas n’admet cependant pas que cette absence d’indépendance soit synonyme d’absence de liberté : les colonies seront, dit-il, « libres sans être indépendantes » ; elles feront partie de la « République indivisible » et seront « surveillées et régies » par les lois et le gouvernement de cette République. Elles éliront des députés qui viendront siéger à Paris où ils seront « confondus avec ceux du peuple entier qu'ils seront chargés de représenter ».
Si les colonies doivent avoir des « lois particulières », c’est pour « les rattacher de plus en plus au centre commun ». Après avoir rejeté l’idée d’indépendance, Boissy d'Anglas rejette celle de l’autonomie. Les colonies ne pourront avoir d’« assemblées délibérantes » car « ce serait organiser sous un autre mode l'indépendance » ; « la totalité du pouvoir législatif » ne doit résider « que dans un seul corps », situé à Paris.
Les formes administratives des colonies seront les mêmes que celles de la France, car, dit Boissy d'Anglas, puisqu’il ne peut y avoir « qu'une bonne manière d'administrer », si les Français l'ont trouvée « pour les contrées européennes, pourquoi celles d'Amérique en seraient-elles déshéritées ? » En conséquence, les colonies seront divisées « en différents départements ».
L’ensemble de ces mesures donneront « à ces portions de l'empire français la certitude qu'elles n'ont jamais eue, d'être essentiellement assimilées en tout aux autres parties de la République. » Et Boissy d'Anglas qualifie « cet ordre de choses » de « paternel ».
Le rapport de Boissy d'Anglas définit ainsi les principes de l’assimilation, qui sera l’objectif politique de la France à l’égard de ses colonies — et des peuples qui les habitent — dans le but de former un « empire français » un et indivisible : « La Plus Grande France ».
Boissy d'Anglas rejette l’esclavage, et, dans un sens restreint, les habitants des colonies seront « libres » — dans le sens où ils ne seront pas « esclaves » d’un point de vue juridique. Mais la liberté ne se réduit pas à cette « liberté physique », comme le sait Boissy d'Anglas lui-même. Évoquant la lutte contre l’esclavage dans les colonies, il affirme : « L'indépendance politique n'était pas le but de leur agitation ; c'était la liberté physique... » Si l’indépendance politique n’était pas le but des peuples des colonies dans leur « agitation » contre l’esclavage, c’est en raison du premier argument développé par le conventionnelle : leur incapacité à être libres par eux-mêmes. La liberté est, pour ces « peuplades », un « fardeau » qui les tourmente : « Et remarquez que ces mouvements impétueux et désordonnés, que ces déchirements affreux, qui ont précédé dans nos colonies l'abolition de l'esclavage, étaient trop incohérents dans leur marche, avaient trop peu d'accord et d'ensemble pour pouvoir occasionner jamais une indépendance politique. Après avoir brisé leurs chaînes, ces peuplades, tourmentées du fardeau même de la liberté, n'ont pas tardé à se donner des chefs. »

#### Orientalisme, science, philologie,positivisme,Occident
En 1871, dans La réforme intellectuelle et morale, E. Renan exprimait, à l’égard des non-Européens — parlant des Chinois, des « nègres », des « fellahs » (nom des paysans de l'Égypte) — des idées similaires à celles exposées par Boissy d'Anglas à l’égard de l’Inde et des peuples des colonies françaises, leur opposant cette fois la « race européenne » : « La nature a fait une race d'ouvriers ; c'est la race chinoise, d'une dextérité de main merveilleuse sans presque aucun sentiment d'honneur ; gouvernez-la avec justice, en prélevant d'elle pour le bienfait d'un tel gouvernement un ample douaire au profit de la race conquérante, elle sera satisfaite ; — une race de travailleurs de la terre, c'est le nègre ; soyez pour lui bon et humain, et tout sera dans l'ordre ; — une race de maîtres et de soldats, c'est la race européenne. [...] ...la vie qui révolte nos travailleurs rendrait heureux un Chinois, un fellah, êtres qui ne sont nullement militaires. Que chacun fasse ce pour quoi il est fait, et tout ira bien. »
Reprenant un extrait d’un vers de l’Énéide de Virgil, il affirmait : « Regere imperio populos (soumettre les peuples à notre domination), voilà notre vocation. »
Les Européens, ou les Français, n’étaient plus un peuple à la fois « agricole et guerrier » comme chez Boissy d'Anglas, ils n’étaient plus qu’une race de « soldats », faite « pour manier l'épée », « pour la vie héroïque », une « race de maîtres », faite pour imposer aux autres peuples de la terre leur imperium (« domination »), ces autres peuples étant faits, eux, pour « l'outil servile ».
E. Renan, « philologue oriental », spécialiste des langues sémitiques, est l’un des auteurs qu’Edward Said analyse dans l’Orientalisme (1978).
Comme Guizot, qui prétendait établir scientifiquement la supériorité de la civilisation française, Renan se réclame de la science. Opposant celle-ci à une philosophie « purement spéculative », non fondée sur l’expérience, qui ne peut « rien apprendre sur la réalité existante », il définit sa spécialité, la philologie, comme « la science exacte des choses de l'esprit » : « Elle est aux sciences de l'humanité ce que la physique et la chimie sont à la science philosophique des corps. ». La philologie est, pour Renan, une science qui a joué un rôle fondamental dans la formation de l’esprit moderne ; elle est « la grande différence entre le Moyen Âge et les temps modernes. Si nous surpassons le Moyen Âge en netteté, en précision, en critique, nous le devons uniquement à l'éducation philologique. »
Le but de la science est d’arriver « à percevoir la vraie physionomie des choses, c'est-à-dire à la vérité dans tous les ordres ». Et si lui-même avait eu « dix vies humaines à mener parallèlement, afin d'explorer tous les mondes, [lui] étant là au centre, humant le parfum de toute chose, jugeant et comparant, combinant et induisant, [il serait arrivé] au système des choses ».
Se réclamer de la science ne suffit pas, cependant, à aboutir automatiquement à la vérité, et même des esprits originaux et d’une « honorable indépendance », s’inspirant de la « méthode des sciences physiques et aspirant à transporter cette méthode dans les autres branches de la connaissance humaine », ont pu se fourvoyer totalement et concevoir « la science de l'esprit humain et celle de l'humanité de la façon la plus étroite, et y [avoir] appliqué la méthode la plus grossière », tel, selon Renan, Auguste Comte, auteur du Cours de philosophie positiviste et le plus connu — ou le moins méconnu — des philosophes français du XIXe siècle, dont l’un des disciples était le lexicographe Littré, auteur du célèbre dictionnaire.
« M. Comte n'a pas compris l'infinie variété de ce fond fuyant, capricieux, multiple, insaisissable, qui est la nature humaine. La psychologie est pour lui une science sans objet, la distinction des faits psychologiques et physiologiques, la contemplation de l'esprit par lui-même, une chimère. » L’erreur essentielle de Comte est d’aspirer « du premier coup à une simplicité que les lois de l'humanité présentent bien moins encore que les lois du monde physique ».
Les « sciences de l'humanité », comme les « sciences physiques », ont pour but de déterminer des lois, mais elles exigent un esprit différent de « l’esprit géométrique », un esprit plus délicat et subtil, et en somme qui lui soit opposé : « Pour faire l'histoire de l'esprit humain il faut être fort lettré. Les lois étant ici d'une nature très délicate, et ne se présentant point de face comme dans les sciences physiques, la faculté essentielle est celle du critique littéraire, la délicatesse du tour [...], la ténuité des aperçus, le contraire en un mot de l'esprit géométrique ».
Comte a élaboré un système qui divise l’histoire de l’humanité en trois phases. La première est celle de la théologie, la seconde celle de la métaphysique, la troisième celle de la « science positive », ou « positivisme ». C’est une théorie du progrès, inspirée de Condorcet (Comte dit de Condorcet qu’il est son « éminent précurseur », qui voit dans la science, le sommet de la civilisation, et dans la sociologie le sommet de la science, une « sociologie » qui inclut la morale et la politique.
Cette « science positive », c’est l’Occident qui en est l’auteur et qui, par conséquent, étant à la tête de l’humanité, doit en être le guide — et, dans cet Occident, plus particulièrement la France, — et, dans la France, encore plus particulièrement, Paris : Comte qualifie en effet la « population française » de « digne avant-garde de la grande famille occidentale » et affirme que « quelques éminents positivistes, étrangers à la France », considéraient, à son époque, que c’était Paris qui était « le centre normal de la régénération occidentale » que le positivisme était amené à opérer, « régénération » qui devait s’étendre à l’humanité entière : « ...la marche ultérieure de la régénération humaine, ...bornée d'abord, sous l'initiative française, à la grande famille occidentale, devra s'étendre ensuite, selon des lois assignables, à tout le reste de la race blanche, et même enfin aux deux autres races principales ».
L’Occident constituait, pour Comte, une « communauté fondamentale qui, préparée par l'incorporation romaine, [s'était organisé] directement, sous l'incomparable Charlemagne, entre les diverses populations occidentales, uniformément parvenues déjà à l'état catholique et féodal ». En dépit des « diversités nationales » et des « dissidences religieuses », Comte voyait dans l’Occident une « vaste république » qui avait « partout offert », depuis le Moyen Âge, « un développement intellectuel et social, à la fois positif et négatif, dont le reste de l’humanité [n'offrait] point encore, même en Europe, un véritable équivalent ». L’Occident était l’élite de l’humanité, et la France, l’élite de cette élite : « Depuis la chute de la domination romaine, la France a toujours constitué le centre nécessaire, non moins social que géographique, de cette élite de l'humanité, surtout à partir de Charlemagne. La seule opération capitale que l'Occident ait jamais accomplie en commun s'exécuta évidemment sous l'impulsion française, dans les mémorables expéditions qui caractérisèrent la principale phase du Moyen Âge ».
Si, pendant deux siècles, l’initiative s’était déplacée dans d’autres pays de l’Occident, en Allemagne, avec sa « métaphysique négative », en Hollande et en Angleterre, avec leurs « deux révolutions caractéristiques..., quoique incomplètes en vertu d'une insuffisante préparation mentale », c’est à la France que devait revenir finalement la « prépondérance », « prépondérance » qui devait désormais « se [consolider] de plus en plus » et n'était, « au fond, qu'un retour spontané à l'économie normale de l'Occident ».
L’Occident de Comte, qui ne recouvrait pas géographiquement l’Europe entière, incluait deux pays, la Grèce et la Pologne, qui, bien qu’« orientaux par leur siège », étaient « occidentaux par l'histoire, ancienne chez l'un, moderne chez l'autre ». Cet Occident s’était en outre étendu par la colonisation : il comprenait en effet « la population britannique, y compris même son expansion américaine » et « l'ensemble de la population espagnole, d'où la science sociale ne [devait] pas séparer son appendice portugais, et qui [avait] tant étendu la famille occidentale par ses immenses colonisations ».
Renan n’eut pas toujours la foi absolue en la science d’un Comte — une science, chez Comte, peu scientifique, aux dires de Renan lui-même. Renan voit dans la science, finalement, un moyen moins de découvrir la vérité que de se préserver de l’erreur : « La science restera toujours la satisfaction du plus haut désir de notre nature, la curiosité ; elle fournira toujours à l'homme le seul moyen qu'il ait pour améliorer son sort. Elle préserve de l'erreur plutôt qu'elle ne donne la vérité ; mais c'est déjà quelque chose d'être sûr de n'être pas dupe. L'homme formé selon ces disciplines vaut mieux en définitive que l'homme instinctif des âges de foi. Il est exempt d'erreurs où l'être inculte est fatalement entraîné. Il est plus éclairé, il commet moins de crimes, il est moins sublime et moins absurde »
.
Le philologue a pourtant des certitudes, et parmi elles, l’une est « l'inégalité des races », dont il ne se faisait pas en 1848, date de la rédaction de L’avenir de la science, « une idée suffisamment claire », dit-il dans sa préface de 1890 : « Le processus de la civilisation est reconnu dans ses lois générales. L'inégalité des races est constatée. Les titres de chaque famille humaine à des mentions plus ou moins honorables dans l'histoire du progrès sont à peu près déterminés ».
La position de Renan, remarque Said, est « paradoxale ». La philologie est une science « de toute l’humanité, une science fondée sur l’unité de l’espèce humaine et la valeur de chaque détail humain », et cependant le philologue Renan est, lui, « un brutal diviseur des hommes en races supérieures et inférieures ». Analysant l’histoire de la philologie jusqu’à l’époque de Renan, et l’histoire personnelle de Renan — sa rupture avec le catholicisme, son engagement dans la science avec l’étude des langues sémitiques, qui lui donnait la possibilité de substituer à l’histoire sacrée, grâce à son « laboratoire philologique » ("philological laboratory"), une vision critique, purement matériel, désacralisé de l’Orient — Said conclut que « ... le sémitique était pour l’ego de Renan le symbole de la domination européenne (et par conséquent de la sienne) sur l’Orient et sur sa propre époque ».
Le sémitique n’était pas abordé comme un objet purement naturel, qu’on aurait observé objectivement, ni comme un objet surnaturel, divin, envisagé d’un point de vue théologique, mais comme un objet occupant une place médiane et comme « un phénomène excentrique, quasi-monstrueux (”an eccentric, quasi-monstrous phenomenon”) : « Partout Renan traite des faits humains normaux — langue, histoire, culture, esprit, imagination — comme transformés en quelque chose d’autre, comme quelque chose de particulièrement déviant, parce qu’ils sont sémitiques et orientaux, et parce qu’ils finissent en objets d’analyse dans le laboratoire. Ainsi, les Sémites sont des monothéistes enragés qui n’ont produit aucune mythologie, aucun art, aucun commerce, aucune civilisation ; leur conscience est étroite et rigide ; dans l’ensemble, ils représentent « une combinaison inférieure de la nature humaine ».
La science de Renan visait moins à une connaissance objective de la réalité qu’à l’établissement d’un pouvoir — symbolique dans le cas de Renan, mais qui appelait à s’exercer dans la réalité —, celui du philologue « indo-européen » sur les peuples de langues sémitiques : « Lisez presque n’importe quelle page de Renan sur l’arabe, l’hébreu, l’araméen ou le proto-sémitique et vous lisez un fait du pouvoir, par lequel l’autorité du philologue orientaliste convoque hors de la bibliothèque, à volonté, des exemples de discours de l’être humain, et les range là entourés d’une prose européenne suave qui souligne les défauts, les vertus, les barbarismes et les lacunes dans la langue, le peuple, et la civilisation. »
Renan n’opposait pas, comme le faisait Rivarol, le français à l’ensemble des autres langues, attribuant au français un « privilège unique », celui de suivre l’« ordre direct », caractéristique qui procurait au français, de manière exclusive, les qualités de « clarté » et de « probité » et qui faisait du français la langue de la raison, de la vérité et de la science, et par conséquent la langue, « en droit » sinon en fait, « universelle », — « universalité » que les jacobins revendiquaient, eux, pour cette même langue, en y ajoutant l’argument supplémentaire que le français était devenu, avec la révolution, « la langue de la liberté » ; Renan opposait l’indo-européen à l’ensemble des autres langues en général, et aux langues sémitiques en particulier, et il le faisait avec un appareil scientifique autrement élaboré que celui, en réalité inexistant, de Rivarol et des jacobins. Avec Renan, c’était toute la science considérablement développée du XIXe siècle européen qui parlait, une science qui ne doutait pas d’être parvenu à établir définitivement la vérité tout entière — et, dans cette vérité générale, une vérité particulière, celle de la hiérarchie des races, des langues, des peuples, des civilisations : « Le processus de la civilisation est reconnu dans ses lois générales. L'inégalité des races est constatée. Les titres de chaque famille humaine à des mentions plus ou moins honorables dans l'histoire du progrès sont à peu près déterminés ». (L’avenir de la science, préface de 1890)
Cette hiérarchie donnait des droits à ceux qui s’y trouvaient au sommet, et en particulier un droit, celui de commander, d’imposer son imperium, son empire, sa domination : « Regere imperio populos (soumettre les peuples à notre domination), voilà notre vocation. » (La réforme intellectuelle et morale, 1871)
L’instrumentalisation de la science pour en faire un support idéologique des entreprises coloniales fut un fait général des XIXe et XXe siècles. Chez Comte il s’agit de la sociologie, chez Renan, de la philologie, chez d’autres, ce fut l’histoire, l’ethnologie, l’archéologie, la géographie, la biologie, etc. L’apport essentiel de la science dans l’expansion coloniale européenne reste cependant d’avoir donné aux puissances européennes leur supériorité militaire sur les autres peuples.
Le phénomène d’orientalisation observé par Said chez Renan et chez d’autres n’est qu’une manifestation particulière d’un phénomène plus général, qu’on a vu chez Comte, la construction idéologique d’un « Occident » qui s’oppose au reste de l’humanité, et pas uniquement à l’« Orient » au sens où le mot apparaît dans « Proche-Orient », « Moyen-Orient » et « Extrême-Orient », un « Occident » qui, chez Comte, d’une part, n’englobe pas même toute l’Europe et, d’autre part, comprend les territoires américains colonisés par les Européens.

#### L’ethnocentrisme européen
Pour Edward Saïd, le laboratoire philologique de Renan était « le lieu réel de son ethnocentrisme européen ».
Ce sur quoi il est important d’insister, ajoute-t-il, est que « le laboratoire philologique n’a pas d’existence en dehors du discours, de l’écriture par laquelle il est constamment produit et expérimenté. Par conséquent, même la culture qu’il appelle organique et vivante — celle de l’Europe — est aussi une créature qui est créée en laboratoire et par la philologie ».
Le travail philologique de Renan se donne comme l’un de ses outils essentiels la comparaison. Lorsqu’il étudie les langues sémitiques, c’est avec un ensemble de langues comme référence première, les langues indo-européennes. Comparant les unes et les autres, il établit des différences qui sont à l’avantage des langues indo-européennes. Renan est bien conscient de la témérité qu’il y a à formuler des généralités, témérité qu’il a lui-même blâmée chez les autres : « En blâmant des témérités de méthode qui ne semblent propres qu'à jeter du discrédit sur la philologie comparée, je n'ignore pas qu'à beaucoup d'excellents juges je paraîtrai souvent moi-même trop porté aux conjectures. Toutes les généralités prêtent à la critique... » Néanmoins, il s’y risque :
« On peut dire que les langues aryennes, comparées aux langues sémitiques, sont les langues de l'abstraction et de la métaphysique, comparées à celles du réalisme et de la sensualité. »
Renan réitère ici, entre langues indo-européennes et langues sémitiques, une opposition que Rivarol avait établie entre le français et l’ensemble des autres langues, y compris les autres langues indo-européennes. D’un côté, pour Renan, se trouvent les langues de l’abstraction, de la métaphysique, de la raison, de la philosophie, de l’autre les langues de la sensualité et de la sensation : « Si l'on ne considérait ... que les langues sémitiques, on pourrait croire que la sensation présida seule aux premiers actes de la pensée humaine et que le langage ne fut d'abord qu'une sorte de reflet du monde extérieur. »
Les langues sémitiques sont des langues immobiles comme les peuples qui les parlent, des langues qui n’ont pas évolué, qui sont restées à l’état primitif : « ...il est des langues moins tourmentées par les révolutions [que les langues occidentales], moins variables dans leur forme, parlées par des peuples dévoués à l'immobilité, peuples d'une extrême ténacité dans leurs opinions et leurs mœurs, chez lesquels le mouvement des idées ne nécessite point de continuelles modifications dans le langage ; celles-là subsistent encore comme des témoins des procédés primitifs au moyen desquels l'homme donna d'abord à sa pensée une expression extérieure et sociale. »
Du jugement porté sur les langues, Renan est passé au jugement sur les races. La langue, dit Renan, est « le moule nécessaire des opérations intellectuelles d'un peuple ». Et les langues, selon Renan, ne sont pas toutes dotées des mêmes aptitudes. Ainsi, les langues sémitiques, de par leurs caractéristiques, sont inaptes « à toute philosophie, à toute spéculation purement intellectuelle » —et, par conséquent, aussi, les peuples qui les parlent : « L'unité et la simplicité, qui distinguent la race sémitique, se retrouvent dans les langues sémitiques elles-mêmes. L'abstraction leur est inconnue ; la métaphysique, impossible. La langue étant le moule nécessaire des opérations intellectuelles d'un peuple, un idiome presque dénué de syntaxe, sans variété de construction, privé de ces conjonctions qui établissent entre les membres de la pensée des relations si délicates, peignant tous les objets par leurs qualités extérieures, devait être éminemment propre aux éloquentes inspirations des voyants et à la peinture de fugitives impressions ; mais devait se refuser à toute philosophie, à toute spéculation purement intellectuelle. »
E. Saïd relève dans l’Orientalisme que beaucoup des premiers orientalistes étaient passés par deux phases, une première phase d’enthousiasme, qui voyait dans l’Orient « ...un dérangement salutaire de leurs habitudes d’esprit européennes », suivie d’une phase de rejet. Dans la première phase, l’Orient était surestimé, dans la seconde « l’Orient apparaissait soudain lamentablement sous-humanisé, antidémocratique, arriéré, barbare, et ainsi de suite ».
Renan constatait lui-même l’attirance de certains « civilisés » pour « les peuples barbares et originaux », et cette attirance avait, pour Renan, sa « légitimité » : « Ce penchant qui, aux époques de civilisation, porte certains esprits à s'éprendre d'admiration pour les peuples barbares et originaux, a sa raison et en un sens sa légitimité. Car le barbare, avec ses rêves et ses fables, vaut mieux que l'homme positif qui ne comprend que le fini ».
Mais quand il portait son jugement définitif sur la « race sémitique », c’était dans les termes les plus dépréciatifs : « Ainsi la race sémitique se reconnaît presque uniquement à des caractères négatifs : elle n'a ni mythologie, ni épopée, ni science, ni philosophie, ni fiction, ni arts plastiques, ni vie civile ; en tout, absence de complexité, de nuances, sentiment exclusif de l'unité. »
Ce jugement s’accompagnait d’une appréciation des langues indo-européennes — et par conséquent des peuples indo-européens — qui les peignait en total contraste avec les langues et les peuples sémitiques. D’un côté la simplicité, l’incomplétude, de l’autre la diversité, la perfection : « En toute chose, on le voit, la race sémitique nous apparaît comme une race incomplète par sa simplicité même. Elle est, si j'ose le dire, à la famille indo-européenne ce que la grisaille est à la peinture, ce que le plain-chant est à la musique moderne ; elle manque de cette variété, de cette largeur, de cette surabondance de vie qui est la condition de la perfectibilité ».
Renan — avec d’autres, tel que Arthur de Gobineau, qui, dans son Essai sur l'inégalité des races humaines (1853–55), donne comme titre au chapitre XIII du tome Ier : « Les races humaines sont intellectuellement inégales... » — établissait une différence de nature entre les races humaines selon des procédés qu’il jugeait scientifiques, et cette différence de nature était la base d’une hiérarchie qui plaçait les indo-européens au sommet.

#### La théorie de l’inégalité des races
Parallèlement au développement de l’idée d’une inégalité de capacité chez les êtres humains fondée sur une supposée différence de capacité des langues, la science européenne avait prétendu prouver cette inégalité par des particularités du corps humain, en particulier, la plus apparente, la couleur de peau, — et elle distinguait quatre couleurs de peau : la blanche, la noire, la jaune et la rouge.
La couleur de la peau correspondait à une race. L’inégalité fondée sur la couleur de la peau avait été plus particulièrement développée pour opposer la « race blanche » à la « race noire », le terme utilisé pour les noirs en français étant communément « le mot blessant d’une syllabe » : nègre, « une construction d’inspiration française et donc catholique », auquel correspondait le « britannique » et « protestant » « Negro ».
Toutes les théories fondées — plus ou moins inconsciemment — sur l’ethnocentrisme révèlent plus sur l’observateur que sur l’observé ; il en était donc ainsi également avec la construction d’une « race noire » en face de la « race blanche », qui révélait « plus sur les Européens (et leur construction secondaire d’eux-mêmes) que sur les vrais Africains ».
Les termes utilisés pour classifier les êtres humains au XVIIIe siècle variaient selon les auteurs, leur formation, leur intention et leur sensibilité. Maupertuis, un « monogéniste », utilisait le mot « variété », Voltaire les « marqueurs plus tranchées »« race » ou « espèces ». Le terme « race » maintenait plutôt toutes les races dans une espèce humaine unique, ayant même origine ; le terme « espèce » tendait au contraire à distinguer chez les hommes des êtres d’une origine différentes (« les polygénistes les plus extrêmes prétendaient souvent que l’Africain était une espèce différente ».
Le discours français et européen sur les noirs — qui était fortement lié à la question de l’esclavage — fut divers, variant d’un auteur à l’autre — et variant parfois chez un même auteur. Chez Voltaire, suivant les œuvres, se rencontrent des prises de position entièrement opposées, selon que c’est plutôt le philosophe qui parle, ou plutôt celui qui avait « un intérêt financier dans la traite négrière ».
Le philosophe, conformément à la tendance générale de l’« esprit des lumières » du XVIIIe siècle, est opposé à l’esclavage — dans Candide, dans le Dictionnaire philosophique (article « esclaves ») : « Ceux qui se disent blancs vont acheter des nègres à bon marché pour les revendre cher en Amérique. [...] Enfin, c'est aux hommes sur l'état desquels on dispute à décider quel est l'état qu'ils préfèrent. Interrogez le plus vil manœuvre couvert de haillons, nourri de pain noir, dormant sur la paille dans une hutte entr'ouverte ; demandez-lui s'il voudrait être esclave, mieux nourri, mieux vêtu, mieux couché ; non-seulement il répondra en reculant d'horreur, mais il en est à qui vous n'oseriez en faire la proposition. Demandez ensuite à un esclave s'il désirerait d'être affranchi, et vous verrez ce qu'il vous répondra. Par cela seul la question est décidée. »
Ce qui décide de la question de la légitimité ou non de l’esclavage, c’est, pour le philosophe, l’opinion de celui qui les subit. Dans l’Essai sur les mœurs et l’esprit des nations, une œuvre à caractère historique, l’opposition de Voltaire à l’esclavage est beaucoup plus ambigüe, mitigée qu’elle est par la prise en considération des intérêts de la France. Parlant, dans le chap. CLII, des colonies françaises, de leur exploitation et du commerce qu’elles engendrent — commerce qui « n’est pas sans doute un vrai bien » —, il termine par un argument qui justifie l’esclavage, celui du superflu devenu nécessaire : « Ce sont des points sur la carte, et des événements qui se perdent dans l’histoire de l’univers ; mais enfin ces pays, qu’on peut à peine apercevoir dans une mappemonde, produisirent en France une circulation annuelle d’environ soixante millions de marchandises. Ce commerce n’enrichit point un pays ; bien au contraire, il fait périr des hommes, il cause des naufrages : il n’est pas sans doute un vrai bien ; mais les hommes s’étant fait des nécessités nouvelles, il empêche que la France n’achète chèrement de l’étranger un superflu devenu nécessaire. »
Les besoins nouveaux que ce sont créés les Français justifient à la fois la conservation des colonies et le maintien de l’esclavage. C’est le troisième argument avancé plus tard par Boissy d'Anglas pour justifier la possession de colonies : « Ces habitudes et ces besoins, l'abus, si vous le voulez, de la civilisation, vous unissent à vos colonies d'une manière inséparable... ».
Voltaire ne limitait pas l’idée de l’esclavage au seul esclavage dans les colonies. La condition de serf, qui existait encore en France, était pour lui équivalente à de l’esclavage : « On appelle les moines eux-mêmes gens de main-morte, et ils ont des esclaves. [...] Disons donc que les moines ont encore cinquante ou soixante mille esclaves mainmortables dans le royaume des Francs. » Et il invitait sur le ton de l’ironie à la suppression de cette « étrange tyrannie » — dont il prévoyait qu’elle serait réformée dans « seulement quelques siècles, quand les dettes de l'État [seraient] payées ». Là est, dit Christ. L. Miller « la véritable lutte à laquelle Voltaire s’est engagé — non l’abolition de l’esclavage africain et de la traite des esclaves dans l’Atlantique... ».
Voltaire voulait que les êtres humains appartiennent à des espèces différentes. Le premier chapitre de son Traité de métaphysique, intitulé Des différentes espèces d'hommes, cherche à en faire la démonstration. Lorsqu’il débarque, ou imagine débarquer, en Afrique, « dans le pays de la Cafrerie », et se met à « chercher un homme » — un être « raisonnable » —, voyant « des singes, des éléphants, des nègres », sa première conclusion est que « c’est l'éléphant qui est l'animal raisonnable ». Une enquête plus approfondie le conduit cependant à considérer que c’est le « noir qui a de la laine sur la tête » qui est le véritable homme, et ceci parce « ces animaux nègres ont entre eux un langage bien mieux articulé encore, et bien plus variable que celui des autres bêtes ».
Ce qui définit l’homme, pour Voltaire, c’est la supériorité de son langage sur celui des autres animaux, c’est d’avoir « un peu plus d'idées qu'eux, et plus de facilité pour les exprimer... ».
En Inde, Voltaire rencontre un homme qui « parait absolument différent » de celui d’Afrique : « ils sont d'un beau jaune, n'ont point de laine ; leur tête est couverte de grands crins noirs. Ils paraissent avoir sur toutes les choses des idées contraires à celles des nègres. Ailleurs, « à Batavia, Goa, et Surate » il voit « une grande multitude d'Européans, qui sont blancs et qui n'ont ni crins ni laine, mais des cheveux blonds fort déliés avec de la barbe au menton ». On lui montre « beaucoup d'Américains qui n'ont point de barbe » : ce sont autant d’« espèces d'hommes ».
Contrairement à la théorie des hommes à « longue soutane noire », qui font dériver ces différentes espèces « d’un même père » — ce qui était la théorie monogéniste — Voltaire se sent fondé « à croire qu'il en est des hommes comme des arbres ; que les poiriers, les sapins, les chênes et les abricotiers, ne viennent point d'un même arbre, et que les blancs barbus, les nègres portant laine, les jaunes portant crins, et les hommes sans barbe, ne viennent pas du même homme ». L’argument que donne Voltaire à l’appui de cette thèse est le suivant : « Je m'informe si un nègre et une négresse, à la laine noire et au nez épaté, font quelquefois des enfants blancs, portant cheveux blonds, et ayant un nez aquilin et des yeux bleus ; si des nations sans barbe sont sorties des peuples barbus, et si les blancs et les blanches n'ont jamais produit des peuples jaunes. On me répond que non ; que les nègres transplantés, par exemple en Allemagne, ne font que des nègres, à moins que les Allemands ne se chargent de changer l'espèce, et ainsi du reste. On m'ajoute que jamais homme un peu instruit n'a avancé que les espèces non mélangées dégénérassent... ».
Ce qui faisait la différence spécifique de chaque espèce était une particularité anatomique, une membrane muqueuse, le reticulum mucosum. C’est cette membrane qui donnait aux noirs leur « noirceur inhérente » : « Il n'est permis qu'à un aveugle de douter que les Blancs, les Nègres, les Albinos, les Hottentots, les Lapons, les Chinois, les Américains, soient des races entièrement différentes. Il n'y a point de voyageur instruit qui, en passant par Leyde, n'ait vu la partie du reticulum mucosum d'un Nègre disséqué par le célèbre Ruysch. [...] Cette membrane est noire ; et c'est elle qui communique aux Nègres cette noirceur inhérente... » (Essai sur les mœurs et l’esprit des nations. Introduction. § Des différentes races d'hommes)
Cette membrane, apparemment, donnait également aux noirs les autres caractéristiques physiques et intellectuelles que Voltaire leur attribuait, qui ne pouvaient aucunement être expliquées par le climat — et qui mettaient « entre eux et les autres espèces d'hommes des différences prodigieuses » : « Leurs yeux ronds, leur nez épaté, leurs lèvres toujours grosses, leurs oreilles différemment figurées, la laine de leur tête, la mesure même de leur intelligence, mettent entre eux et les autres espèces d'hommes des différences prodigieuses. Et ce qui démontre qu'ils ne doivent point cette différence à leur climat, c'est que des Nègres et des Négresses, transportés dans les pays les plus froids, y produisent toujours des animaux de leur espèce, et que les mulâtres ne sont qu'une race bâtarde d'un noir et d'une blanche, ou d'un blanc et d'une noire. »
Voltaire ne disait pas ici si la différence d’intelligence était en faveur ou en défaveur des noirs, mais le lecteur ne pouvait avoir de doute. Plus loin, parlant des « Albinos », blancs africains dont « la blancheur [n'était] pas la nôtre », il écrivait : « ...ils n'ont d'homme que la stature du corps, avec la faculté de la parole et de la pensée dans un degré très-éloigné du nôtre » ; et dans le chap. CXLIII, toujours à propos des « Albinos » : « ...ils sont au-dessous des nègres pour la force du corps et de l'entendement, et la nature les a peut-être placés après les nègres et les Hottentots, au-dessus des singes, comme un des degrés qui descendent de l'homme à l'animal. »
Dans le Traité de métaphysique, au chap. V, Voltaire faisait déjà des noirs une espèce intermédiaire entre les singes et les autres espèces d’hommes : « Enfin je vois des hommes qui me paraissent supérieurs à ces nègres, comme ces nègres le sont aux singes, et comme les singes le sont aux huîtres et aux autres animaux de cette espèce. »
L’idée que les hommes appartenaient à différentes espèces allait à l’encontre de la position du christianisme. Cette thèse — la thèse polygéniste — était donc, pour Voltaire, un « vrai cheval de bataille contre les théologiens ».
Cette idée découlait aussi de son système philosophique qui posait, semblable en cela au christianisme, un créateur tout puissant à l’origine de toutes choses. Ce créateur « infini » avait créé « une infinité d’êtres » dissemblables les uns des autres et fixés à jamais dans leurs différences immuables — conception qu’allait détruire définitivement Darwin au siècle suivant avec la publication de De l’origine des espèces par le moyen de la sélection naturelle — : « ...si toutes les espèces sont invariablement les mêmes, ne dois-je pas croire d'abord, avec quelque raison, que toutes les espèces ont été déterminées par le Maître du monde ; qu'il y a autant de desseins différents qu'il y a d'espèces différentes, et que de la matière et du mouvement il ne naîtrait qu'un chaos éternel sans ces desseins ? [...] Chaque genre d’être est un mode à part ; et bien loin qu’une matière aveugle produise tout par le simple mouvement, il est bien vraisemblable que Dieu a formé une infinité d’êtres avec des moyens infinis parce qu’il est infini lui-même ».
La différence qui existait entre les diverses espèces humaines que Dieu avait créées reposait sur leur différente « membrane muqueuse », responsable de leurs différentes couleurs et donc « preuve manifeste qu'il y a dans chaque espèce d'hommes, comme dans les plantes, un principe qui les différencie ». Cette différence anatomique et cette différence de couleur entraînait une différence dans le « génie » et le « caractère des « nations » ; elle expliquait que « les nègres [soient] les esclaves des autres hommes » et que les Américains, « aisément vaincus partout » par les Européens, n'aient « jamais osé tenter une révolution, quoiqu'ils fussent plus de mille contre un » : « La nature a subordonné à ce principe ces différents degrés de génie et ces caractères des nations qu'on voit si rarement changer. C'est par là que les nègres sont les esclaves des autres hommes. On les achète sur les côtes d'Afrique comme des bêtes, et les multitudes de ces noirs, transplantés dans nos colonies d'Amérique, servent un très-petit nombre d'Européans. L'expérience a encore appris quelle supériorité ces Européans ont sur les Américains, qui, aisément vaincus partout, n'ont jamais osé tenter une révolution, quoiqu'ils fussent plus de mille contre un. »
Voltaire faisait partie des « polygénistes les plus extrêmes » — ceux qui prétendaient « que l’Africain était une espèce différente », irrémédiablement inférieure en intelligence par sa nature-même.
« Il est plus facile », comme le remarque Christ. L. Miller, « de justifier l’esclavage si vous croyez que « chaque genre d’être est un mode à part » ».
À côté du discours français sur les noirs, se constate aussi chez certains auteurs, une absence de discours, un silence, par exemple celui de Diderot, dans l’Encyclopédie. Discours et absence de discours étaient révélateurs à la fois de l’importance acquise par les noirs aux yeux des Français du fait de leur rôle dans l’économie française, et de la volonté de les maintenir dans la marge, hors de la vue.
La question de l’inégalité ou non des races était une question centrale dans la pensée européenne. Voltaire la pose et y répond en tête de deux de ses ouvrages, le Traité de métaphysique (1734) et l’Essai sur les mœurs et l’esprit des nations — ouvrage qu’il a retravaillé pendant des années.
Dans le tome V du Cours de philosophie positiviste d’Aug. Comte (1841), consacré à « la partie historique de la philosophie sociale », la supériorité de la « race blanche » ne fait pas de doute. C’est chez elle que le « développement social » est le plus avancé. Les « divers autres centres de civilisation indépendante » avaient vu, eux, leur évolution être, « par des causes quelconques, arrêtée [jusque-là] à un état plus imparfait... » L’« exploration historique » qu’entreprenait Comte devait « donc être presque uniquement réduite à l'élite ou l'avant-garde de l'humanité, comprenant la majeure partie de la race blanche ou les nations européennes, en [se] bornant même, pour plus de précision, surtout dans les temps modernes, aux peuples de l'Europe occidentale. »
Porter son intérêt sur « l'histoire des populations qui, telles que celles de l'Inde, de la Chine, etc., n'ont pu exercer sur notre passé aucune véritable influence, [devait] être hautement signalé comme une source inextricable de confusion radicale dans la recherche des lois réelles de la sociabilité humaine ». C’était un « puéril et inopportun étalage d'une érudition stérile et mal dirigée ».
Si la supériorité de la race blanche et de la civilisation européenne était une certitude pour Comte, la question restait posée de la raison de cette supériorité : « Pourquoi la race blanche possède-t-elle, d'une manière si prononcée, le privilège effectif du principal développement social, et pourquoi l'Europe a-t-elle été le lieu essentiel de cette civilisation prépondérante ? » « Ce double sujet de méditations co-relatives a dû sans doute vivement stimuler plus d'une fois l'intelligente curiosité des philosophes, et même des hommes d'État. »
Prudent, Comte voulait réserver pour plus tard la réponse qui, en l’état actuel de la science positive, était « prématurée ». Néanmoins, il évoquait une hypothèse, bien qu’elle ne fût pas partagée par « tous les naturalistes » : « Sans doute, on aperçoit déjà, sous le premier aspect, dans l'organisation caractéristique de la race blanche, et surtout, quant à l'appareil cérébral, quelques germes positifs de sa supériorité réelle... » A cette première explication pouvaient s’en ajouter d’autres : « De même, sous le second point de vue, on peut entrevoir, d'une manière un peu plus satisfaisante, diverses conditions physiques, chimiques et même biologiques, qui ont dû certainement influer, à un degré quelconque, sur l'éminente propriété des contrées européennes de servir jusqu'ici de théâtre essentiel à cette évolution prépondérante de l'humanité. »
L’idée de l’inégalité des races n’était pas limitée à quelques livres et à quelques auteurs (Voltaire, Comte, Renan, Gobineau...) qui avaient étudié scientifiquement la question ; elle était largement répandue parmi les « élites », intellectuels et « hommes d'État », qui la convoquaient si le besoin s’en faisait sentir sans avoir besoin d’en apporter les preuves — tâche périlleuse — ni de se référer à une « autorité » sur la question. Ce fut particulièrement le cas de Jules Ferry, ainsi que de Paul Bert.
Dans Les colonies françaises, (une publication « de la commission chargée de préparer la participation du ministère des colonies » à « l’exposition universelle de 1900 »), M. Dubois et Aug. Terrier rappelaient dans une annexe, en les citant, « les considérations qui [justifiaient] » la politique coloniale aux yeux de Jules Ferry, politique coloniale qui reposait « sur une triple base, économique, humanitaire et politique ». Le « point de vue humanitaire » est le suivant : « Les races supérieures ont un droit vis-à-vis des races inférieures. Il y a pour elles un droit parce qu'il y a un devoir pour elles. Elles ont le devoir de civiliser les races inférieures ».
Les expressions « races inférieures » et « races arriérées » font partie, avec « barbares », « sauvages », « primitifs », des manières courantes, dans la littérature coloniale et les milieux coloniaux, de désigner les indigènes :
« Nous avons également accru la partie théorique de notre ouvrage, qui résume les enseignements de la partie descriptive. Là aussi, nous avons fait quelques chapitres nouveaux : l'un sur la main-d'œuvre aux colonies, particulièrement dans les contrées tropicales et équatoriales africaines, un autre sur la sociologie coloniale et le traitement des races inférieures. » (P. Leroy-Beaulieu, De la colonisation chez les peuples modernes)
« L'heure de la décadence française aurait sonné !... Que Dieu conjure ce malheur, en inspirant au gouvernement l'amour des expéditions lointaines, du travail et de l'échange ; à la nation, l'ambition des victoires pacifiques ; aux citoyens, l'esprit des grandes entreprises sur terre et sur mer ; aux caractères résolus, la curiosité des pays inconnus ; aux âmes religieuses, le dévouement aux races inférieures ; à tous, l'amour et le respect de la liberté, mère des progrès. La France alors concourra, pour la part que la Providence lui a dévolue, à la connaissance, à l'exploitation et à la colonisation du globe... » (Jules Duval, l'Algérie, cité par A.-M. Gochet, dans La France coloniale illustrée, pour justifier la colonisation : « ...on avouera que la perspective d'un nouvel empire d'outre-mer a de quoi tenter de nouveaux efforts de notre part, alors que, comme bien d'autres nations, nous nous sentons trop à l'étroit dans la vieille Europe ».)
« C'est pour la France un avantage sérieux que d'avoir, dans une grande partie de ses possessions africaines, affaire à des races arriérées... » (L. Bauzil, Essai sur la politique coloniale africaine de la troisième république).
« Je suis un colonial. J’entends par là que je considère la colonisation comme une œuvre nécessaire... [...] Et, malheureusement pour moi, je suis un vieux colonial, ayant été de ces ouvriers de la première heure, qui au lendemain de nos désastres, ont, à la suite de Jules Ferry, cherché pour la France une consolation dans un effort d'expansion hors d’Europe. [...] Maintenant, il faut voir si c'est un brigandage. Pour nous en rendre compte, examinons comment les nations européennes ont été entrainées à substituer la colonisation au commerce libre dans leurs rapports avec les races arriérées. » (Un colonial, Apologie de la colonisation. La pénétration pacifique, dans Revue politique et parlementaire, 1908)
« Quand j'arrivai dans la grande Ile [Madagascar], j'avais une opinion toute faite sur les êtres de race inférieure, et cette opinion ne différait pas sensiblement de celle que professent nos fournisseurs habituels de gloire coloniale, messieurs les officiers de l'infanterie de Marine. Race inférieure !... En ce vocable j'englobais sans distinction tous les mortels qui n'ont pas le privilège d'appartenir à la descendance de Japhet. » (Jean Carol, Chez les Hova)
Face à ces « races inférieures » se posait une « race supérieure » : la « race » blanche, européenne, occidentale ou encore « indo-européenne » : « Race Indo-Européenne. — L'expansion de cette race et les civilisations auxquelles elle a donné naissance, dans la succession des temps et sur les divers points du globe, sont plus remarquables encore que celles de la race sémitique et témoignent d'une véritable supériorité anthropologique. » (J.-L. de Lanessan, Principes de colonisation)
La justification « morale » de la colonisation française, de la mission civilisatrice de la France — ce que J. Ferry appelait le « point de vue humanitaire » —, reposait sur cette « opinion toute faite » de l’inégalité des races, de la « supériorité anthropologique » des races blanches européennes, inégalité raciale qui expliquait la « supériorité » de la civilisation occidentale et justifiait sa diffusion sur l’ensemble de la surface terrestre.
La théorie de l’inégalité des races était une forme de « religion » qui était l’alter ego de cette autre forme de « religion », le nationalisme, et ces deux puissantes « forces » dominèrent conjointement et de plus en plus les esprits dès le XVIIIe siècle, au XIXe et durant une partie du XXe : « ...le racialisme se trouve à côté de son jumeau et alter ego, la religion du nationalisme, comme l’une des forces les plus puissantes affectant le destin de l’homme. »
« [Elle soumettait] à sa puissante attraction gravitationnelle les luttes économiques et politiques des nations « satisfaites » et « insatisfaites », les ambitions des dictateurs, les tensions et les conflits des classes ».
Au cours du XIXe siècle, tout en continuant à s’appuyer sur la couleur de peau et les particularités anatomiques, elle mit plus particulièrement en avant la langue comme facteur discriminant à la suite de la découverte, par les philologues, de la famille linguistique indo-européenne. Ceux qui parlaient ces langues « descendaient », croyait-on, « d’hypothétiques ancêtres communs ». Au point de vue anatomique, ce n’était plus le reticulum mucosum de Ruysch et de Voltaire qui donnait la « preuve » de la supériorité racial mais « les nouvelles méthodes de mesures craniologiques ».
La science — à travers différentes de ses spécialités (paléontologie linguistique, ethnologie, biologie, histoire), de concert avec « un nombre impressionnant d’érudits et de publicistes » — « visait à montrer que la race était la force dominante dans la détermination de la nature du développement humain » ; elle réduisait de la sorte « la complexité de l’histoire » à « une simple formule de race ».
À ce jeu pseudo-scientifique, chacun pouvait facilement apporter à ses propres yeux les « preuves » de la supériorité de sa propre race, mais ne pouvait pas convaincre les autres races de la véracité de ces preuves et de la réalité de cette supériorité. Ce que prouvait la théorie de l’inégalité des races était la puissance et les inépuisables ressources de l’esprit ou de l’instinct ethnocentriste — et son universalité : « La conviction de l’inégalité humaine, généralisée dans le sens de la supériorité de race ou de classe, semble universelle. C’est sûrement très ancien. Aucune race ou classe n’est laissée seule en possession du sentiment de privilège et de fierté ».
Ce qui pouvait altérer ce « sentiment de privilège et de fierté » universel étaient les rapports de domination instaurés par les puissances impérialistes.
La théorie de l’inégalité des races — théorie moderne élaborée par une « civilisation » qui affirme sa supériorité et prétend démontrer cette supériorité par des caractéristiques intrinsèques qui n’appartiennent qu’à elle — « maintient précisément cette caractéristique même des temps primitifs — la peur et le mépris de l’inconnu ». Elle est la réfutation même de ce qu’elle est chargée de prouver.

#### La «civilisation française», ou la recherche de la suprématie intellectuelle et militaire

##### L’évolution culturelle de l’humanité
En même temps qu’il veut croire à l’existence de diverses espèces humaines, à leur fixité et à une inégalité irrémédiable d’intelligence entre elles, Voltaire n’ignore pas qu’il y avait eu une évolution culturelle des diverses nations, évolution qui les avait fait passer, pour un certain nombre d’entre elles, de « l’état « sauvage », « attesté par l’existence de quelques peuples », à « l’état de civilisation, qui seul intéresse l’auteur de l’Essai sur les mœurs, l’histoire de l’homme [tenant] en quelques phrases ». Le « premier art » avait été « celui de pourvoir à la subsistance » ; « le second de former un langage, ce qui certainement [avait demandé] un espace de temps très considérable ; le troisième de se bâtir quelques huttes ; le quatrième de se vêtir ». Ensuite était venu l’emploi du fer, ou de substituts, qui demandait « tant de hasards heureux, tant d’industrie, tant de siècles, qu’on n’imagine même pas comment les hommes en sont venus à bout. Quel saut de cet état à l’astronomie ».
Cette évolution culturelle différait d’une nation à l’autre et n’était pas même uniforme dans chaque nation. En Europe même, les « rustres » des campagnes, « vivant dans des cabanes avec leurs femelles et quelques animaux », « ne connaissant que la terre qui les [nourrissait], et le marché où ils [allaient] quelquefois vendre leurs denrées, pour y acheter quelques habillements grossiers », « parlant un jargon qu'on [n'entendait] pas dans les villes », « ayant peu d'idées et par conséquent peu d'expressions », qu’étaient-ils sinon des « sauvages » ? Et des sauvages, qui plus est, inférieurs aux « peuplades d'Amérique et d'Afrique », qui elles, au moins, possédaient « l'idée de la liberté » : « Il faut convenir, surtout, que les peuples du Canada et les Cafres, qu'il nous a plu d'appeler sauvages, sont infiniment supérieurs aux nôtres. Le Huron, l'Algonquin, l'Illinois, le Cafre, le Hottentot, ont l'art de fabriquer eux-mêmes tout ce dont ils ont besoin ; et cet art manque à nos rustres. Les peuplades d'Amérique et d'Afrique sont libres, et nos sauvages n'ont pas même l'idée de la liberté ».
Ce qui commençait à être l’objet de la « préhistoire » et de l’anthropologie — la « science de l’homme », qui étudie son évolution culturelle, ses arts, ses croyances, ses langues, ses littératures orales ou écrites — n’intéresse pas Voltaire, qui achève un développement sur « la religion des premiers hommes » par ces mots : «« On pourrait faire des volumes sur ce sujet ; mais tous ces volumes se réduisent à deux mots : c'est que le gros du genre humain a été et sera très-long-temps insensé et imbécile ; et que peut-être les plus insensés de tous ont été ceux qui ont voulu trouver un sens à ces fables absurdes, et mettre de la raison dans la folie »
Ce qui intéresse Voltaire, c’est « la civilisation », et « la civilisation » n’existe pas chez les peuples « sauvages » contemporains — pas plus qu’elle n’existait chez les anciens peuples « sauvages » ou « barbares » de l’Europe, qui avaient besoin « d'être soumis par une nation éclairée » : « Voltaire se rencontre avec Buffon dans ce mépris des peuples « dont la physionomie est aussi sauvage que les mœurs », des Tartares « grossiers, stupides et brutaux », des nègres « presque aussi sauvages, aussi laids que les singes » et des sauvages du Nouveau Monde encore enfoncés dans l’animalité. [...] Les Samoyèdes et les Ostiaks méritent « peu d’observations », car « tout peuple qui n’a point cultivé les arts doit être condamné à être inconnu ». « Ce que nous savons des Gaulois par Jules-César et par les autres auteurs romains, nous donne l'idée d'un peuple qui avait besoin d'être soumis par une nation éclairée. [...] Il faut détourner les yeux de ces temps sauvages, qui sont la honte de la nature ».
Si Voltaire, qui « ne s’était d‘abord proposé comme point de départ de son Histoire universelle que le règne de Charlemagne », s’était malgré tout aventuré jusque dans la préhistoire, c’était pour s’être avisé « de la nécessité d‘opposer une « philosophie de l’histoire » aux paradoxes de Rousseau, au naturalisme de Buffon, et accessoirement au providentialisme des théologiens » — et ne pas « laisser s’accréditer « d’inutiles erreurs » ».
Voltaire émet çà et là des observations qui contredisent sa théorie sur les diverses espèces d’hommes :
« Comme le fondement de la morale est le même chez toutes les nations, il y a aussi des usages de la vie civile qu'on trouve établis dans toute la terre. »
Le moraliste chinois, dont la morale est « aussi pure, aussi sévère, et en même temps aussi humaine » que celle du moraliste grec, dit différemment la même chose que lui. Là où le second dit : « Ne fais pas aux autres ce que tu ne voudrais pas qu'on te fit », le premier dit : « Fais aux autres ce que tu veux qu'on te fasse ».
Les principes de la morale sont donc universels, et la « raison » elle-même est universelle et permet à tout être humain, même au « peuple le plus grossier » de « [juger] toujours très-bien, à la longue, des lois qui le gouvernent, parce qu'il sent si ces lois sont conformes ou opposées aux principes de commisération et de justice qui sont dans son cœur. » : « Dieu nous a donné un principe de raison universelle, comme il a donné les plumes aux oiseaux et la fourrure aux ours ; et ce principe est si constant, qu'il subsiste malgré toutes les passions qui le combattent, malgré les tyrans qui veulent le noyer dans le sang, malgré les imposteurs qui veulent l'anéantir dans la superstition. C'est ce qui fait que le peuple le plus grossier juge toujours très-bien, à la longue, des lois qui le gouvernent, parce qu'il sent si ces lois sont conformes ou opposées aux principes de commisération et de justice qui sont dans son cœur ».
Tous les peuples peuvent, avec le temps — fût-ce « un temps prodigieux » —, produire « des Newton et des Locke » — et ainsi remplir « toute l’étendue de la carrière humaine » : « ...le Brasilien est un animal qui n’a pas encore atteint le complément de son espèce. C’est un oiseau qui n’a ses plumes que fort tard, une chenille enfermée dans sa fève, qui ne sera en papillon que dans quelques siècles. Il aura peut-être un jour des Newton et des Locke, et alors il aura rempli toute l’étendue de la carrière humaine... ».
Les progrès de l’esprit humain ont été, à l’origine, extrêmement lents, et ce n’est que grâce à l’invention de l’écriture que ces progrès ont pu s’accroître à une allure accélérée : « Avec l’écriture, on entre dans les « temps historiques », où l’histoire semble s’accélérer. Mais la formation d’un langage a demandé des siècles, et le genre humain a vécu à « l’état de brutes » pendant des milliers de siècles ».
La civilisation n’avait réellement pu se développer que dans des sociétés assez nombreuses et inégalitaires où une infinité d’hommes laborieuse permettait à une minorité oisive de cultiver les sciences et les arts : « L’écriture, la science, les arts libéraux n’ont pu naître que dans des sociétés assez nombreuses pour qu’il s’y trouve une « infinité d’hommes utiles qui ne possèdent rien du tout », et qu’un petit nombre ait ainsi le loisir de cultiver sa raison ».
Si les êtres humains sont égaux « quand ils s'acquittent des fonctions animales » et « quand ils exercent leur entendement », le besoin, la nécessité de se procurer une subsistance conduit à une inégalité sociale entre eux — à une division entre une classe de riches — de maîtres —, et une classe de pauvres — de serviteurs — ; cette inégalité avait été et resterait toujours la condition de la société et de la civilisation, les révolutions ne faisant qu’inverser le rapport inégalitaire sans le supprimer : « Il est impossible, dans notre malheureux globe, que les hommes vivans en société ne soient pas divisés en deux classes, l'une de riches qui commandent, l'autre de pauvres qui servent ; et ces deux se subdivisent en mille, et ces mille ont encore des nuances différentes. [...] Chaque homme dans le fond de son cœur a droit de se croire entièrement égal aux autres hommes : il ne s'ensuit pas de là que le cuisinier d'un cardinal doive ordonner à son maître de lui faire à dîner. Mais le cuisinier peut dire : Je suis homme comme mon maître ; je suis né comme lui en pleurant ; il mourra comme moi dans les angoisses et les mêmes cérémonies. Nous fesons tous deux les mêmes fonctions animales. Si les Turcs s'emparent de Rome, et si alors je suis cardinal et mon maître cuisinier, je le prendrai à mon service. Tout ce discours est raisonnable et juste ; mais en attendant que le grand-turc s'empare de Rome, le cuisinier doit faire son devoir, ou toute société humaine est pervertie ».
Voltaire voyait partout, tant dans l’ancien monde que dans le nouveau, les peuples « les plus policés » — les plus civilisés — se soumettre à des souverains uniques, « conquérants » ou « législateurs », tel que le premier des Incas au Pérou : « Le premier de ces Incas qui avait subjugué le pays, et qui lui imposa des lois, passait pour le fils du Soleil. Ainsi les peuples les plus policés de l'ancien monde et du nouveau se ressemblaient dans l'usage de déifier les hommes extraordinaires, soit conquérants, soit législateurs ».
Le progrès de la civilisation était donc, pour Voltaire, indissociable de l’établissement de la royauté. De même que l’univers était la création d’un dieu unique — la reconnaissance de l’unicité de dieu faisant des religions monothéistes des religions supérieures aux autres croyances — de même la hiérarchie inévitable des sociétés et la nécessité d’y maintenir le bon ordre conduisait naturellement à l’établissement d’un souverain unique.

##### Le «siècle de Louis XIV», «le plus éclairé qui fut jamais»
En France, le souverain qui avait rempli plus que tout autre ce rôle « civilisateur » de la monarchie était Louis XIV, à la gloire duquel Voltaire avait écrit Le siècle de Louis XIV, « le siècle le plus éclairé qui fut jamais. »
De « siècles », tel que Voltaire utilisait ce mot, il n’y en avait eu que quatre : « ...quiconque pense, et, ce qui est encore plus rare, quiconque a du goût, ne compte que quatre siècles dans l'histoire du monde. Ces quatre âges heureux sont ceux où les arts ont été perfectionnés, et qui, servant d'époque à la grandeur de l'esprit humain, sont l'exemple de la postérité. »
Le premier « siècle » avait été celui « de Philippe et d'Alexandre, ou celui des Périclès, des Démosthène... », celui de la Grèce antique en un temps où « le reste de la terre alors connue était barbare ». Le second « âge » fut « celui de César et d'Auguste... ». Le troisième, « celui qui suivit la prise de Constantinople », celui qui, en Italie, vit les Médicis appeler à Florence « les savants que les Turcs chassaient de la Grèce ». Ce fut « le temps de la gloire de l'Italie. Les beaux-arts y avaient déjà repris une vie nouvelle... [...] Tout tendait à la perfection. »
Tout tendait à la perfection mais n’y atteignait pas encore, et c’est, selon les vues de Voltaire, à Louis XIV qu’il a été donné de faire parvenir la civilisation à son degré de quasi-perfection — un degré que, dès lors, il était difficile d’imaginer pouvoir dépasser. Ce qui caractérise en propre la supériorité de ce « siècle » français, c’est le perfectionnement de la « raison humaine en général », c’est la « saine philosophie » qui « n'a été connue que dans ce temps » :
« Le quatrième siècle est celui qu'on nomme le siècle de Louis XIV, et c'est peut-être celui des quatre qui approche le plus de la perfection. Enrichi des découvertes des trois autres, il a plus fait en certains genres que les trois ensemble. Tous les arts, à la vérité, n'ont point été poussés plus loin que sous les Médicis, sous les Auguste et les Alexandre ; mais la raison humaine en général s'est perfectionnée. La saine philosophie n'a été connue que dans ce temps, et il est vrai de dire qu'à commencer depuis les dernières années du cardinal de Richelieu jusqu'à celles qui ont suivi la mort de Louis XIV, il s'est fait dans nos arts, dans nos esprits, dans nos mœurs, comme dans notre gouvernement, une révolution générale qui doit servir de marque éternelle à la véritable gloire de notre patrie. [...] ...l'Europe a dû sa politesse et l'esprit de société à la cour de Louis XIV. »
Avant le « siècle de Louis XIV », que Voltaire fait commencer « à peu près à l'établissement de l'Académie française », fondée en 1635, les Français « méritaient en quelque sorte cette injure » qu’est le « nom de Barbares » par lequel les Italiens les appelaient. Dans le royaume de France, « la peinture, la sculpture, la poésie, l'éloquence, la philosophie » étaient alors « presque inconnues ». Sous Louis XIII, « Paris ne contenait pas quatre cent mille hommes, et n'était pas décoré de quatre beaux édifices... ».
Depuis la « décadence de la famille de Charlemagne », la France « n'avait presque jamais joui d'un bon gouvernement. Il faut, pour qu'un État soit puissant, ou que le peuple ait une liberté fondée sur les lois, ou que l'autorité souveraine soit affermie sans contradiction. » L'Église, « instituée pour enseigner la morale », et qui était « depuis si longtemps » « liée au gouvernement », jouait un rôle tantôt bénéfique, quand elle le fortifiait, tantôt néfaste, lorsqu’elle l’inquiétait et se livrait « à la politique et aux passions humaines ».
« Les Français n'eurent part ni aux grandes découvertes ni aux inventions admirables des autres nations : l'imprimerie, la poudre, les glaces, les télescopes, le compas de proportion, la machine pneumatique, le vrai système de l'univers, ne leur appartiennent point ; ils faisaient des tournois, pendant que les Portugais et les Espagnols découvraient et conquéraient de nouveaux mondes à l'orient et à l'occident du monde connu. Charles-Quint prodiguait déjà en Europe les trésors du Mexique, avant que quelques sujets de François Ier eussent découvert la contrée inculte du Canada... ».
Avec le perfectionnement de la « raison humaine », ce qui caractérise le plus l’époque de Louis XIV, c’est le perfectionnement du « goût » : Quel roi « a marqué plus de goût » que lui ? Dans quelle cour Charles II puisa-t-il « tant de politesse et tant de goût ? ».
Le goût français, dont les écrivains « de Louis XIV » sont les porteurs et qui se caractérise par la « saine raison », s’est répandu sur l’Europe : « Les bons auteurs de Louis XIV n'ont-ils pas été vos modèles ? N'est-ce pas d'eux que votre sage Addison, l'homme de votre nation qui avait le goût le plus sûr, a tiré souvent ses excellentes critiques ? L'évêque Burnet avoue que ce goût, acquis en France par les courtisans de Charles II, réforma chez vous jusqu'à la chaire, malgré la différence de nos religions : tant la saine raison a partout d'empire ! Dites-moi si les bons livres de ce temps n'ont pas servi à l'éducation de tous les princes de l'Empire ? Dans quelles cours de l'Allemagne n'a-t-on pas vu des théâtres français ? Quel prince ne tâchait pas d'imiter Louis XIV ? Quelle nation ne suivait pas alors les modes de la France ? ».
Le « bon goût » français, tel qu’il atteint sa perfection sous Louis XIV, est le modèle que ne peuvent manquer de suivre les autres nations ; et ce « bon goût » doit naturellement servir de modèle également aux siècles à venir : « Ce bon goût », dit G. Lanson, « chez Voltaire, comme chez les Français de son temps, a une sécurité qui ne va pas sans impertinence. Il prétend un empire universel. Il se croit la raison éternelle. Il juge de haut et lestement, les anciens et les étrangers. Il a perfectionné les anciens ; il s'offre à civiliser les étrangers ».
Le « bon goût » français est une marque distinctive ; il se donne en modèle mais se pense inimitable et réservé à une minorité : celui qui « a du goût », dit Voltaire est « encore plus rare » que celui qui « pense ». Il distingue le parisien « cultivé » du reste de l’humanité : « Le bon goût est une partie du bon ton. On se plaît à ces servitudes, qui distinguent l'homme du monde du peuple, le Français poli du barbare Anglais et du grossier Allemand, qui d'autre part atténuent l'inégalité des conditions par l'égalité de la culture. Le bon goût est une franc-maçonnerie des esprits ».
Le livre de Voltaire sur Louis XIV n’est, résume Lanson, « qu'une glorification de l'esprit français, de la civilisation française du XVIIe siècle, et du roi qui en a été la splendide expression : le philosophe qui hait la guerre a bien de la peine à ne pas se laisser parfois éblouir par la grandeur militaire et les conquêtes de la France polie ».
C’est que les conquêtes sont nécessaires pour que la France soit « polie ». C’est que la civilisation française repose sur l’inégalité, sur l’exploitation par une minorité — voire par le souverain unique assis au sommet de la hiérarchie sociale — d’une « infinité d’hommes utiles qui ne possèdent rien du tout » ; — et plus ces « hommes utiles » sont nombreux, plus on peut pensionner d’écrivains et bâtir de « beaux édifices » à Versailles ou à Paris : « Le genre humain, tel qu'il est, ne peut subsister à moins qu'il n'y ait une infinité d'hommes utiles qui ne possèdent rien du tout. Car certainement un homme à son aise ne quittera pas sa terre pour venir labourer la vôtre ; et, si vous avez besoin d'une paire de souliers, ce ne sera pas un maître des requêtes qui vous la fera. L'égalité est donc à la fois la chose la plus naturelle, et en même temps la plus chimérique. » (Dictionnaire philosophique, art. « Égalité »)
« [Louis XIV] excita le mérite naissant de Racine par un présent considérable pour un jeune homme inconnu et sans bien ; et quand ce génie se fut perfectionné, ces talents, qui souvent sont l'exclusion de la fortune, firent la sienne ».
« ...Boileau était ... un fonctionnaire dont le devoir, en tant qu’historiographe de Louis XIV, était de proclamer la supériorité d’un monarque moderne ».
Les conquêtes sont la condition de l’existence de la « civilisation française », et la prétention de cette civilisation à la supériorité sur toutes les autres est la justification des conquêtes : « ...Louis XIV », dit Voltaire, « a instruit les nations » par l’exemple de « tant de politesse et tant de goût... ».
Cependant, Voltaire lui-même trouve des défauts à tant de perfection. Son sens critique égratigne ce qu’il voudrait adorer. Ses objets d’admiration se réduisent insensiblement : « Le grand Corneille souvent n'écrit pas en français et manque de goût. Il y a fort à dire sur La Fontaine. Ainsi son admiration se resserre pauvrement dans un court moment et dans un petit nombre d'œuvres du grand siècle. Quelques épîtres de Boileau, quelques tragédies de Racine, voilà en somme les « diamants » sans tache qui donnent aux connaisseurs des plaisirs sans mélange. Voilà les éternels chefs-d'œuvre où le génie a su atteindre à la correction : trésors d'art achevé et de belle langue ».
La « raison humaine » elle-même — dont le « siècle de Louis XIV » avait, affirmait Voltaire, tant contribué à la perfection, et dont Descartes, le plus renommé des philosophes, « le plus grand géomètre de son siècle », était la plus grande incarnation, avait fini par s’égarer en France dans le cartésianisme devenu « une mode ». La méthode de Descartes, si elle avait conduit à un « peu de vérité », avait surtout conçu des « romans de philosophie » et élevé un « édifice imaginaire » : « Il était le plus grand géomètre de son siècle ; mais la géométrie laisse l'esprit comme elle le trouve : celui de Descartes était trop porté à l'invention ; le premier des mathématiciens ne fit guère que des romans de philosophie. Un homme qui dédaigna les expériences, qui ne cita jamais Galilée, qui voulait bâtir sans matériaux, ne pouvait élever qu'un édifice imaginaire ».
« Il faut avouer qu'il n'y eut pas une seule nouveauté dans la physique de Descartes qui ne fût une erreur. Ce n'est pas qu'il n'eut beaucoup de génie ; au contraire, c'est parce qu'il ne consulta que ce génie sans consulter l'expérience et les mathématiques ; il était un des plus grands géomètres de l'Europe, et il abandonna sa géométrie pour ne croire que son imagination. Il ne substitua donc qu'un chaos au chaos d'Aristote. Par là il retarda de plus de cinquante ans les progrès de l'esprit humain ».
Le cartésianisme avait été « une mode en France » à cause de l’ignorance et à cause de « cette espèce d'amour-propre qu'on appelle national » qui s'était « efforcé de soutenir sa philosophie ».
La science et la philosophie ne pouvaient en vérité être nationales. Leurs vérités étaient universelles, et ne pouvaient pas être « une mode » comme l’avait été le cartésianisme : « ...les expériences de Newton sur la lumière, et ses principes mathématiques ne peuvent pas plus être une mode que les démonstrations d'Euclide. Il faut être vrai ; il faut être juste ; le philosophe n'est ni Français, ni Anglais, ni Florentin ; il est de tout pays. » N’étant pas nationales, ni la science ni la philosophie ne pouvaient représenter le génie d’une nation. Elles étaient l’œuvre collective auxquelles contribuaient les savants et les philosophes de tous les pays.
Descartes n’avait d’ailleurs pas hésité à s’exiler en Hollande — comme le fera Bayle — pour pouvoir poursuivre ses recherches en toute tranquillité ou presque, le royaume de France, sous Richelieu ou Louis XIV, n’étant pas un lieu où régnait la liberté de penser et de publier, chose que chérissait Voltaire : « Misérables humains, soit en robe verte, soit en turban, soit en robe noire ou en surplis, soit en manteau et en rabat, ne cherchez jamais à employer l'autorité là où il ne s'agit que de raison, ou consentez à être bafoués dans tous les siècles comme les plus impertinents de tous les hommes, et à subir la haine publique comme les plus injustes ».
La glorification, comme apogée de la civilisation, du « siècle de Louis XIV » — au temps duquel « l'autorité souveraine » était « affermie sans contradiction » — est contradictoire avec ce rejet de l’autorité « là où il ne s'agit que de raison », c’est-à-dire en matière de science et de philosophie, en matière religieuse — où Voltaire prônait la « tolérance », chose dont le « siècle de Louis XIV » avait été l’antithèse — ainsi qu’en littérature, où la raison devait aussi régner et où l’autorité de Louis XIV dictait de fait ce qui pouvait et ne pouvait pas être publié dans le royaume de France.

##### La «civilisation française» et la guerre: le «dur métier de Mars»
Voltaire ne fut naturellement pas le premier à identifier la France du « siècle de Louis XIV » — c’est-à-dire la cour de Louis XIV, avec ses artistes et ses écrivains — avec l’apogée de la civilisation. C’était déjà le cas des contemporains du roi, et notamment des « modernes » qui, dans la « querelle des anciens et des modernes » s’étaient affrontés aux admirateurs de l’antiquité. Le chef de file des « modernes », Perrault, l’auteur des Contes, avait lu en 1687, à l’Académie française, un « petit poème », disait-il, cependant plutôt long, intitulé Le siècle de Louis le Grand, où l’auteur disait ne pas trouver « adorable » l’antiquité aux « mille erreurs grossières » et où il vantait la supériorité militaire de son siècle, un siècle habile, par de vifs assauts, à forcer les remparts :
« La belle antiquité fut toujours vénérable ;
Mais je ne crus jamais qu’elle fût adorable.
Je vois les anciens, sans plier les genoux ;
Ils sont grands, il est vrai, mais hommes comme nous ;
Et l’on peut comparer, sans craindre d’Être injuste,
Le siècle de Louis au beau siècle d’Auguste.
En quel temps sut-on mieux le dur métier de Mars ?
Quand d’un plus vif assaut força-t-on des remparts ?
Et quand vit-on monter au sommet de la gloire,
D’un plus rapide cours le char de la victoire ?
Si nous voulions ôter le voile spécieux,
Que la prévention nous met devant les yeux,
Et, lassés d’applaudir à mille erreurs grossières,
Nous servir quelquefois de nos propres lumières,
Nous verrions clairement que, sans témérité,
On peut n’adorer pas toute l’antiquité ;
Et qu’enfin, dans nos jours, sans trop de confiance,
On lui peut disputer le prix de la science. »
Dans le Parallèle des anciens et des modernes en ce qui regarde les arts et les sciences, il développe le contenu de son poème, voulant démontrer que « si les Anciens sont excellents, comme on ne peut pas en disconvenir, les Modernes ne leur cèdent en rien, et les surpassent même en bien des choses. » Il admet cependant l’entreprise est au-dessus de [ses] forces, car il s’agit d’examiner en détail tous les beaux Arts et toutes les Sciences, de voir à quel degré de perfection ils sont parvenus dans les plus beaux jours de l’antiquité, et de remarquer en même temps ce que le raisonnement et l’expérience y ont depuis ajouté, et particulièrement dans le siècle [où il est]. »
Évoquant l’art de la guerre, il constate combien « l’invention de l’artillerie a changé insensiblement toute la face de la guerre », et se moque des Anciens en disant que « les plus vaillants et les plus adroits peuples du monde passaient autrefois dix années » — c’est la durée de la guerre de Troie — « au siège d’une ville qu’ils croyaient aller prendre en y arrivant » tandis qu’à son époque « un Général d’armée se [serait cru] presque déshonoré » si « ayant investi une Place qui suivant le calcul qu’il en [avait] fait ne [devait] résister que vingt jour, il en [avait mis] vingt-cinq ou vingt-six à s’en rendre le maître ».
La supériorité de la « civilisation française » s’illustrait donc par la supériorité qu’elle montrait dans « l’art militaire », supériorité grâce à laquelle elle accomplissait en vingt jours ce que les Grecs avaient mis dix ans à réaliser : la prise d’une ville.
Voltaire n’a pas pour la guerre, et en particulier pour les guerres entre Chrétiens, l’admiration de Perrault. Et il ne regarde pas avec le même enthousiasme que ce dernier l’art français de prendre une ville :
« Le duc de La Feuillade ... était l'homme le plus brillant et le plus aimable du royaume ; et quoique gendre du ministre, il avait pour lui la faveur publique. [...] ...on voyait en lui le courage de son père, la même ambition, le même éclat, avec plus d'esprit. Il attendait, pour récompense de la conquête de Turin, le bâton de maréchal de France. Chamillart, son beau-père, qui l'aimait tendrement, avait tout prodigué pour lui assurer le succès. L'imagination est effrayée du détail des préparatifs de ce siège : les lecteurs qui ne sont point à portée d'entrer dans ces discussions seront peut-être bien aises de trouver ici quel fut cet immense et inutile appareil.
On avait fait venir cent quarante pièces de canon ; il est à remarquer que chaque gros canon monté revient à environ deux mille écus. Il y avait cent dix mille boulets, cent six mille cartouches d'une façon, et trois cent mille d'une autre, vingt et un mille bombes, vingt-sept mille sept cents grenades, quinze mille sacs à terre, trente mille instruments pour le pionnage, douze cent mille livres de poudre. Ajoutez à ces munitions le plomb, le fer et le fer-blanc, les cordages, tout ce qui sert aux mineurs, le soufre, le salpêtre, les outils de toute espèce. Il est certain que les frais de tous ces préparatifs de destruction suffiraient pour fonder et pour faire fleurir la plus nombreuse colonie. Tout siège de grande ville exige ces frais immenses ; et quand il faut réparer chez soi un village ruiné, on le néglige.
Le duc de La Feuillade, plein d'ardeur et d'activité, plus capable que personne des entreprises qui ne demandaient que du courage, mais incapable de celles qui exigeaient de l'art, de la méditation et du temps, pressait ce siège contre toutes les règles. [...] ...plus le duc de La Feuillade mettait d'impétuosité dans des attaques réitérées et infructueuses, plus le siège traînait en longueur. » 
Évoquant la guerre entre la France et ses alliés d’une part, l'Empire et l'Espagne d’autre part, il la juge ainsi : « Cette guerre était semblable à toutes celles qui se font depuis tant de siècles entre les princes chrétiens, dans lesquelles des millions d'hommes sont sacrifiés et des provinces ravagées pour obtenir enfin quelques petites villes frontières dont la possession vaut rarement ce qu'a coûté la conquête. »
Ces guerres innombrables au long des siècles furent cependant le socle du développement de la puissance française et de l’expansion de l’État français. Et Voltaire lui-même, à l’occasion, se montre favorable à la guerre de conquête, notamment en Inde — à laquelle il était financièrement « intéressé » à travers la Compagnie des Indes —, regrettant que, dans la rivalité qui opposait les puissances européennes entre elles, rivalité qui étendait son champ de manœuvre aux autres continents, la France n’ait pas su mieux tirer son épingle du jeu, d’une part pour être entrée trop tard dans la carrière coloniale et, d’autre part, pour son insuffisance militaire : « ...l'administration dans l'Inde a été extrêmement malheureuse, et je pense que notre malheur vient en partie de ce qu'une compagnie de commerce dans l'Inde doit être nécessairement une compagnie guerrière. C'est ainsi que les Européens y ont fait le commerce depuis les Albuquerque. Les Hollandais n'y ont été puissans que parce qu'ils ont été conquérans. Les Anglais, en dernier lieu, ont gagné, les armes à la main, des sommes immenses que nous avons perdues ; et j'ai peur qu'on ne soit malheureusement réduit à être oppresseur ou opprimé. Une des causes principales de nos désastres est encore d'être venus les derniers en tout, à l'Occident comme à l'Orient, dans le commerce comme dans les arts ; de n'avoir jamais fait les choses qu'à demi. Nous avons perdu nos possessions et notre argent dans les deux Indes, précisément de la même manière dont nous perdîmes autrefois Milan et Naples. Nous avons été toujours infortunés au dehors. On nous a pris Pondichéri deux fois, Québec quatre ; et je ne crois pas que de long temps nous puissions tenir tête, en Asie et en Amérique, aux nations nos rivales. » 
Le même Voltaire qui, dans sa lettre à M. Gilli, souhaite que la France ait « assez de troupes pour conquérir l'Inde », dans Le siècle de Louis XIV condamne la colonisation, dont il rend responsable « l'industrie » et « la fureur des hommes » : « C'est, depuis deux siècles, un des effets de l'industrie et de la fureur des hommes, que les désolations de nos guerres ne se bornent pas à notre Europe. Nous nous épuisons d'hommes et d'argent, pour aller nous détruire aux extrémités de l'Asie et de l'Amérique. Les Indiens, que nous avons obligés par force et par adresse à recevoir nos établissements, et les Américains, dont nous avons ensanglanté et ravi le continent, nous regardent comme des ennemis de la nature humaine, qui accourent du bout du monde pour les égorger, et pour se détruire ensuite eux-mêmes. »
C’est là décrire exactement la ligne directrice de l’histoire de l’Europe depuis les « Grandes découvertes » jusqu’à la Seconde Guerre Mondiale — de l’histoire de l’Europe, donc de l’histoire de la « civilisation ». Les pays « civilisés », au nom de la « civilisation » et grâce à elle, grâce à son « art militaire » perfectionné, n’accaparaient et n’exploitaient la planète que pour mieux s’affronter entre eux, avec l’ambition, pour les plus puissants, parmi lesquels la France, d’être pour le monde ce qu’avait été l’empire romain autour de la Méditerranée : « L'histoire de la colonisation n'est pas seulement celle des migrations des hommes à travers le monde, c'est aussi celle de la guerre et de l'exploitation des races et des nations les unes par les autres, les plus intelligentes et les plus fortes abusant sans pitié de celles qui sont moins avancées en civilisation ou moins fortes. » 
Le Parallèle des anciens et des modernes est composé d’une succession de Dialogues dont le second est consacré à l’architecture : comment pouvait-on « voir les Bâtiments de Versailles sans parler de l’Architecture » ? Les trois personnages que Perrault fait dialoguer dans le livre se donnent en effet « le plaisir de voir exactement toutes les beautés de Versailles, et d’y mettre le temps que demande une aussi grande et aussi vaste entreprise », et ceci en l’absence du roi « allé visiter Luxembourg et ses autres dernières conquêtes ». Versailles et les « conquêtes » apparaissent, au seuil de l’ouvrage, comme les deux plus grands objets de gloire dont pouvait s’enorgueillir le « siècle de Louis le Grand ».

##### Le classicisme français: de l’imitation à la revendication de l’universalité
Le « parallèle » — celui des « Anciens » et des « Modernes », celui des Romains/Français et des Carthaginois/Anglais, celui du français, langue « universelle », et des autres langues, ou celui des langues indo-européennes et des langues sémitiques — est un exercice récurrent de la « civilisation française » qui se donne pour objectif de montrer sa supériorité.
Cette volonté de se mesurer aux autres, qui apparaît fortement à partir de la Renaissance dans les arts, la littérature, les sciences, la philosophie, ou encore le luxe que les armées françaises avaient découvert en Italie, avait conduit à faire de l’imitation un principe central de la civilisation française. Imiter les Grecs, imiter les Romains, imiter les Italiens de la Renaissance, avait notamment été l’axe conducteur de la littérature française jusqu’à l’apparition du romantisme : « ...la littérature du XVIIe siècle, inspirée par l'esprit de la Renaissance, professe le culte et pratique l'imitation de l'antiquité. L'art ancien passe aux yeux des érudits et des critiques pour avoir réalisé et fixé l'idéal de la perfection : il est admis a priori qu'on ne peut faire mieux et qu'on ne doit pas faire autrement que les Grecs et les Latins, et qu'il serait déraisonnable de l'essayer, puisque toute nouveauté serait condamnée d'avance à une infériorité fatale. »
Au XVIe siècle, le français — la langue « vulgaire », celle du peuple — était encore en concurrence directe avec le latin, langue prestigieuse, langue de l’église, du savoir et parfois encore de la littérature. Le français possédait peu d’œuvres capables de soutenir la comparaison avec celles des auteurs grecs et latins, ni même avec celles des auteurs italiens : Dante, Pétrarque, Boccace. Face à cette carence, on se met à réclamer les droits du français et à affirmer sa capacité à rivaliser avec le latin ; on appelle à « illustrer » le français et à supplanter le latin. L’œuvre emblématique de ce mouvement intellectuel est la Deffence et illustration de la langue française de Du Bellay : « ...pendant tout le cours du XVIe siècle, on rencontre, dans des écrits de tout genre, des revendications en faveur de la langue vulgaire. Les écrivains proclament qu'elle est capable de rivaliser avec le latin, de le supplanter ; ils ont à cœur de l'enrichir, de l'« illustrer » comme ils disent ; ils demandent qu'on lui fasse une place de plus en plus large aux dépens des langues mortes. [...] Autour de 1550, à l'époque où Joachim Du Bellay publie sa Deffence et Illustration (1549) elles se multiplient d'une manière considérable : on les trouve partout. » 
Ce mouvement imitait l’exemple italien : « Ces défenseurs de la langue française ont été littéralement hantés par l'exemple de l'Italie. Venus un siècle plus tôt, alors que l'humanisme régnait encore à peu près sans conteste dans la péninsule et que l'imprimerie n'avait pas encore répandu les œuvres de Dante, de Pétrarque et de Boccace, ils n'auraient pas trouvé en lui ce secours puissant. Désormais, au contraire, le triomphe du vulgaire italien était un fait qui s'affirmait chaque jour d'une manière plus éclatante. Pourquoi n'eût-on pas espéré le même succès pour le vulgaire français ? Il fallait imiter les Italiens. Sans doute la France n'avait pas de grands modèles littéraires : il fallait donc lui en donner. » 
Dans la « querelle entre les anciens et les modernes », l’opposition ne se trouve pas entre imiter ou non les Grecs et les Romains, mais dans la prétention ou non à les avoir dépassés. Ce que revendiquent les modernes, ce ne sont pas l’invention et l’originalité, c’est la supériorité des imitations françaises sur les originaux romains et, surtout, grecs, les Romains ayant été eux-mêmes les imitateurs des Grecs : « ...Perrault et La Motte, champions avérés de l’unité d’action et des bienséances (qualités qu’ils supposent d’ailleurs perfectionnées dans les temps modernes) savent très bien retourner les principes traditionnels de la poétique classique contre le désordre, l’invraisemblance et l’indécence de la poésie antique. Bref, les Modernes opposent la théorie antique aux œuvres littéraires de l’Antiquité... » « ...la querelle des anciens et des modernes ne porte nullement sur la valeur des genres littéraires, mais seulement sur la valeur relative des écrivains grecs, latins et français qui les ont également adoptés. Ce qui sépare Perrault de Boileau c'est l'appréciation des personnes et des œuvres et non un dissentiment sur la conception d'un idéal littéraire. Perrault [...] disait tout simplement : « Nous réalisons mieux que les anciens l'idéal même des anciens, parce qu'avec le temps nos ressources se sont agrandies et nos moyens se sont perfectionnés ; nous traitons mieux qu'eux les genres qu'ils ont créés, comme l'épopée et la tragédie ; notre supériorité sur eux ne vient pas d'une autre esthétique originale et inventée par nous, mais de l'emploi plus savant et plus habile que nous faisons de la leur. » Perrault est donc un moderne, mais c'est encore un classique. [...] Aussi le grand argument de Perrault est-il que le perfectionnement a plus de valeur que l'invention. »
Pour justifier les règles classiques, les « modernes » ne peuvent cependant s’appuyer sur l’autorité des anciens, puisque c’est cette autorité qu’ils combattent. Si les règles classiques formulées par les anciens et perfectionnées par les « modernes » sont les seules règles acceptables en art et en littérature, c’est qu’elles sont les règles de la « raison » même : « Mais les Modernes affirment toujours que cette poétique prescriptive — découverte d’abord, il est vrai, par les anciens, et raffinée ensuite par les doctes modernes — ne se fonde aucunement sur le pouvoir illusoire des noms grecs ou latins, mais au contraire sur la raison et la raison seule. » 
Ce qui permet le perfectionnement dans les arts et en particulier dans la littérature est le perfectionnement des mœurs, de la politesse et de la raison. Car les « modernes » sont offensés par les manières des anciens, et plus que tout par le style d’Homère et par le caractère, le comportement et les propos de ses héros : « Passons aux mœurs et aux caractères des personnages qu’Homère a introduits dans ses deux Poèmes. À l’égard des mœurs, il y en a de particulières au temps où il a écrit, et il y en a qui sont de tous les temps. À l’égard des premières, quoiqu’elles semblent ridicules par rapport à celles du temps où nous sommes, comme de voir des Héros qui font eux-mêmes leur cuisine, et des Princesses qui vont laver la lessive, il pourrait y avoir de l’injustice à les reprendre. [...] Il faut distinguer. Il y aurait de l’injustice à en estimer moins Homère, qui ne pouvait pas nous donner des mœurs plus polies que celles de son siècle ; mais il pourrait n’y en avoir pas à en estimer un peu moins ses ouvrages que ces sortes de mœurs avilissent. [...] Je trouve bon que la Princesse Nausicaa aille à la rivière avec ses demoiselles, dans le chariot bien sonnant du Roi Alcinoos, pour y laver ses robes et celles de ses frères. Les Princes et les Princesses en usaient de la sorte ; et cela a sa beauté ; mais je ne puis prendre plaisir à voir le sage Nestor qui dit à Agamemnon et à Achille, qu’il a conversé avec des gens qui valaient mieux qu’eux ; et qui ajoute, en parlant encore à Agamemnon, qu’Achille est plus vaillant que lui. Cela n’est guère civil ni guère doux pour une éloquence emmiellée comme celle du vieux Nestor. Je suis offensé d’entendre Achille qui traite Agamemnon d’ivrogne et d’impudent, qui l’appelle sac à vin, et visage de chien. Il n’est pas possible que des Rois et de grands Capitaines aient jamais été assez brutaux pour en user ainsi ; ou si cela est arrivé quelquefois, ce sont des mœurs trop indécentes pour être représentées dans un Poème, où les choses se mettent, non point comme elles peuvent, mais comme elles doivent arriver pour donner de l’instruction ou du plaisir. Pour ce qui est des caractères qu’Homère donne à ses personnages, j’avoue qu’ils sont pour la plupart très beaux et très bien gardés dans tout l’ouvrage ; et c’est la partie où Homère est le plus admirable ; cependant celui d’Achille, le Héros principal, me paraît mal entendu. Il est, comme le remarque Horace, colère, inexorable, emporté, se moquant des lois, et croyant avoir droit de s’emparer de tout par la force des armes. Quelle nécessité y avait-il de donner tant de mauvaises qualités à son Héros ? Il semble par là qu’Homère veuille insinuer qu’il suffit à un grand Capitaine d’avoir de la valeur et les pieds bien légers, et qu’il lui est permis d’être injuste, brutal, impitoyable, sans foi, et sans loi ; car qui ferait difficulté de ressembler à Achille ? Je trouve Homère inexcusable dans ce caractère qu’il a outré en mal, sans aucun besoin. Je n’examine pas les caractères des autres Héros de l’Iliade ; cela nous mènerait trop loin. Je passe à celui de l’Odyssée. Le caractère d’Ulysse est tellement mêlé de prudence et de fourberie, d’héroïque et de bas qu’il est presque impossible de le bien définir. » 
Perrault faisait là une caricature en règle d’Homère qui indigna Boileau : « Boileau a résumé, dans une page indignée de ses Réflexions critiques, les appréciations de Perrault sur Homère : “Il (Perrault) emploie la moitié de son livre à prouver, Dieu sait comment, qu'il n'y a dans les ouvrages de ce grand homme ni ordre, ni raison, ni économie, ni suite, ni bienséance, ni noblesse de mœurs ; que tout y est plein de bassesse, de chevilles, d'expressions grossières ; qu'il est mauvais géographe, mauvais astronome, mauvais naturaliste, etc.” » 
Ce que représente la littérature classique, ce sont « des Rois et de grands Capitaines », et elle doit les représenter avec des mœurs « polies », sans bassesse, sans indécence. Le héros ne doit pas utiliser de mots tels qu’« ivrogne », « impudent », « sac à vin » ou encore « visage de chien ». Il ne doit pas faire preuve de « fourberie », ne doit pas être « colère, inexorable, emporté, se moquant des lois, et croyant avoir droit de s’emparer de tout par la force des armes ». La littérature classique ne doit pas représenter la réalité dans toute sa richesse ; elle doit donner un « idéal », qui se trouve être une représentation de la cour de Louis XIV vue à travers le regard d’un Perrault, transposée dans un costume antique et exposée dans une langue « noble » — ainsi qu’on le voit chez Racine.
La réalité de la guerre, sa brutalité, sa cruauté, que le philosophe Voltaire voit, Perrault ne la voit pas. La guerre, pour Perrault, est un art — et un art où excellent les Français. La brutalité, Perrault la voit dans les propos injurieux — et irrespectueux de l’autorité — proférés par les héros d’Homère, par Achille « qui traite Agamemnon » — son roi — « d’ivrogne et d’impudent, qui l’appelle sac à vin, et visage de chien ».
« Le genre classique a introduit une sorte d'aristocratie dans l'art ; il n'a pris des choses que le noble et l'essentiel : de l'univers il n'a pris que l'homme, et pas la nature ; de la société il a pris les grands, et pas les petits ; de l'individu humain l'âme, et pas le corps ; de l'âme la substance et non les phénomènes. » 
Mais cette petite portion de la réalité qui intéresse les classiques devient pour eux « l’universel », car seul conforme à la « raison », à l’ordre, la clarté, la politesse, la douceur, l’urbanité — comme la langue française devient la langue « universelle », car langue de la « raison », de l’ordre, de la clarté, etc., grâce à Louis XIV, nous dit Voltaire : « Enfin la langue française, milord, est devenue presque la langue universelle. A qui en est-on redevable ? était-elle aussi étendue du temps de Henri IV ? Non, sans doute ; on ne connaissait que l'italien et l'espagnol. Ce sont nos excellents écrivains qui ont fait ce changement. Mais qui a protégé, employé, encouragé ces excellents écrivains ? » 
Voltaire avait énoncé les arguments, repris ensuite par Rivarol dans son célèbre Discours, qui prétendaient démontrer la supériorité de la langue française et expliquer son universalité en Europe : « Le génie de cette langue est la clarté et l'ordre : car chaque langue a son génie, et ce génie consiste dans la facilité que donne le langage de s'exprimer plus ou moins heureusement, d'employer ou de rejeter les tours familiers aux autres langues. Le français n'ayant point de déclinaisons, et étant toujours asservi aux articles, ne peut adopter les inversions grecques ou latines ; il oblige les mots à s'arranger dans l'ordre naturel des idées. [...] L'ordre naturel dans lequel on est obligé d'exprimer ses pensées et de construire ses phrases répand dans cette langue une douceur et une facilité qui plaît à tous les peuples : et le génie de la nation, se mêlant au génie de la langue, a produit plus de livres agréablement écrits qu'on n'en voit chez aucun autre peuple. La liberté et la douceur de la société n'ayant été longtemps connues qu'en France, le langage en a reçu une délicatesse d'expression et une finesse pleine de naturel qui ne se trouvent guère ailleurs. [...] Enfin le génie français est peut-être égal aujourd'hui à celui des Anglais en philosophie ; peut-être supérieur à tous les autres peuples, depuis quatre-vingts ans, dans la littérature et le premier, sans doute, pour les douceurs de la société, pour cette politesse si aisée, si naturelle, qu'on appelle improprement urbanité. » 
En dehors de cet « universel », qui est « la civilisation », il n’y a que du « barbare », du « sauvage », du « primitif » — toutes choses dont il faut « détourner les yeux » car c’est « la honte de la nature ». Il n’y a dans « l'histoire du monde », dit Voltaire, que « quatre siècles ». Et de ces quatre, un seul qui approche « de la perfection », le « siècle de Louis XIV ».
La littérature classique devait prendre ce qu’il y avait eu de bon chez les anciens — qui avaient été « autant polis qu’ils le pouvaient être » — et rejeter les « mauvais exemples » de l’antiquité dans le but de « donner de l’instruction ou du plaisir » : « Je ne dis point que les siècles d’Alexandre et d’Auguste aient été barbares, ils ont été autant polis qu’ils le pouvaient être, mais je prétends que l’avantage qu’a notre siècle d’être venu le dernier, et d’avoir profité des bons et des mauvais exemples des siècles précédents, l’a rendu le plus savant, le plus poli et le plus délicat de tous. Les Anciens ont dit de bonnes choses mêlées de médiocres et de mauvaises, et il ne pouvait pas en arriver autrement à des gens qui commençaient, mais les Modernes ont eu le bonheur de pouvoir choisir, ils ont imité les Anciens en ce qu’ils ont de bon, ils se sont dispensés de les suivre dans ce qu’ils ont, ou de mauvais ou de médiocre... »
La politesse, la délicatesse, la galanterie, la noblesse des sentiments, le règne de la « raison » et du « bon goût », sont les marques distinctives du « siècle de Louis Le Grand ». Perrault, qui n’ignore pourtant pas que Louis XIV fait la guerre pour faire des conquêtes, ne veut pas voir représenté un héros qui croit « avoir droit de s’emparer de tout par la force des armes ». Cela est dangereux, et les poètes grecs qui montrent de tels héros ne devraient pas même être traduits : « Ces traductions de Poètes grecs sont contre la bonne politique. »
Larry F. Norman remarque que la monarchie absolue trouvait son avantage aussi bien avec le camp des anciens qu’avec celui des modernes, qui tous deux, quoique d’une manière différente, lui offraient des outils « de propagande » : « Bien que Colbert penche plutôt pour les Modernes et Louvois pour les Anciens, le fait est que Louis XIV lui-même, et le régime absolu en général, trouvent des avantages aux deux côtés de la Querelle. L’affirmation de la supériorité du « siècle de Louis le Grand » par les Modernes est évidemment flatteuse et s’avère un outil de propagande efficace, tandis que le prestige des héros anciens et de la mythologie païenne est lui aussi utile à l’élaboration de l’image du « Roi-Soleil », connu également sous le nom de « Louis Auguste » et de « Nouvel Apollon ». Le régime n’avait donc aucunement besoin d’intervenir. » 
Si Perrault revendiquait, comme Descartes, l’usage seul de la raison dans le domaine de l’art et de la science, il l’excluait cependant dans deux disciplines, la théologie et la jurisprudence, où devait continuer de régner l’autorité : « Il y a longtemps qu’on ne se paie plus de cette sorte d’autorité, et que la raison est la seule monnaie qui ait cours dans le commerce des Arts et des Sciences. L’autorité n’a de force présentement et n’en doit avoir que dans la Théologie et la Jurisprudence. »
Le classicisme français exclut le discours politique — domaine réservé de la monarchie — comme le discours religieux — domaine réservé de l’Église : « Je retrouve encore [l’influence de Descartes] dans cette espèce de silence universel sur les questions qui ordinairement passionnent le plus les hommes, je veux dire la politique et la religion. Descartes en avait ajourné la solution, se bornant à admettre provisoirement ce qu'il trouvait établi. Le provisoire devint définitif. Les esprits ne s'ingénièrent que pour fonder sur des démonstrations irréfutables la légitimité absolue et l’immutabilité de ce qui était. On ne cherche plus alors, on a trouvé : on ne hasarde plus des doutes, on prononce des axiomes. » 

##### Goût «universel» et intolérance à ladifférence culturelle
Les partisans des anciens continuaient pour leur part de regarder les auteurs grecs et latins avec admiration et défendaient la différence culturelle que représentait cette antiquité que les « modernes » traitaient avec mépris et condescendance du haut de leur « vanité » et de leur chauvinisme : « En défense de l’antiquité, ses champions répondirent en condamnant ce qu’ils appelèrent la « vanité » et les « préjugés » chauvins collectifs d’un monde moderne incapable de tolérer toute forme de différence culturelle »
Longepierre, un défenseur des « anciens », dit à propos des « modernes » : « ...cette odieuse antiquité leur paraîtra toujours pleine de défauts et condamnable ».
L’opposition entre les anciens et les « modernes » repose sur l’appréciation de l’antiquité comme altérité. Pour les « modernes », tout ce qui n’est pas « le siècle de Louis le Grand » est par définition inférieur, donc plein de défauts, odieux et condamnable : « Le vrai débat ne concerne pas l’autorité de l’Antiquité, mais l’altérité de l’Antiquité. [...] Pour les Modernes, l’Antiquité — avec ses mœurs brutales et grossières, sa pensée rudimentaire et sa politique désordonnée — est une mine inépuisable de scandale ; pour les Anciens, au contraire, elle est une source exotique et sublime d’émerveillement. »
On trouve cependant, chez les partisans des anciens, deux manières opposées d’envisager l’antiquité : l’une y voit une altérité, et l’apprécie pour telle. C’est le cas de La Bruyère dans son Discours sur Théophraste : 
« Ayons ... pour les livres des anciens cette même indulgence que nous espérons nous-mêmes de la postérité, persuadés que les hommes n'ont point d'usages ni de coutumes qui soient de tous les siècles ; qu'elles changent avec les temps ; que nous sommes trop éloignés de celles qui ont passé, et trop proches de celles qui règnent encore, pour être dans la distance qu'il faut pour faire des unes et des autres un juste discernement. Alors ni ce que nous appelons la politesse de nos mœurs, ni la bienséance de nos coutumes, ni notre faste, ni notre magnificence, ne nous préviendront pas davantage contre la vie simple des Athéniens que contre celle des premiers hommes, grands par eux-mêmes, et indépendamment de mille choses extérieures qui ont été depuis inventées pour suppléer peut-être à cette véritable grandeur qui n'est plus.
La nature se montrait en eux dans toute sa pureté et sa dignité, et n'était point encore souillée par la vanité, par le luxe et par la sotte ambition. Un homme n'était honoré sur la terre qu'à cause de sa force ou de sa vertu ; il n'était point riche par des charges ou des pensions, mais par son champ, par ses troupeaux, par ses enfants et ses serviteurs ; sa nourriture était saine et naturelle : les fruits de la terre, le lait de ses animaux et de ses brebis ; ses vêtements simples et uniformes : leurs laines, leurs toisons ; ses plaisirs innocents : une grande récolte, le mariage de ses enfants, l'union avec ses voisins, la paix dans sa famille. Rien n'est plus opposé à nos mœurs que toutes ces choses ; mais l'éloignement des temps nous les fait goûter, ainsi que la distance des lieux nous fait recevoir tout ce que les diverses relations ou les livres de voyages nous apprennent des pays lointains et des nations étrangères. »
La Bruyère se fait ici le défenseur non seulement de l’altérité des anciens, mais aussi de celle « des pays lointains et des nations étrangères ». Le regard que La Bruyère veut que l’on porte sur ce qui est éloigné dans le temps et dans l’espace est l’inverse d’un regard ethnocentrique. Son appréciation sur la cour de Louis XIV, « souillée par la vanité, par le luxe et par la sotte ambition » est une condamnation. La Bruyère dénonce en fait ce qui se cache derrière, dit-il « ce que nous appelons la politesse de nos mœurs », « la bienséance de nos coutumes », « notre faste », « notre magnificence ». Là n’est pas pour lui la « véritable grandeur ».
Il n’y a pas « d'usages ni de coutumes qui soient de tous les siècles », autrement dit, les usages et les coutumes du siècle de Louis XIV ne sont pas l’aboutissement du processus de civilisation, arrivé à sa perfection, que tout le monde, comme le voudraient Voltaire et Perrault, devrait admirer et imiter ; au contraire, ils sont un contre-modèle. La Bruyère n’est ni impressionné ni séduit par le faste et la magnificence de son siècle, et il voit la vraie simplicité et la « véritable grandeur » chez les Athéniens et chez les « premiers hommes ».
Une autre manière de considérer l’antiquité, chez les partisans des anciens, est d’y voir la similitude avec leur monde et de faire abstraction des différences, de construire, à partir de la sélection d’éléments de l’antiquité, une abstraction « immuable et universelle » : « ...Racine a cru à la raison immuable et universelle de Descartes, et ... son esthétique s'en est sans cesse inspirée ».
Dans la préface d’Iphigénie, Racine, reconnaissant ce qu’il doit à Euripide (et à Homère), écrit : « J'avoue que je lui dois un bon nombre des endroits qui ont été les plus approuvés dans ma tragédie. Et je l'avoue d'autant plus volontiers que ces approbations m'ont confirmé dans l'estime et dans la vénération que j'ai toujours eues pour les ouvrages qui nous restent de l'antiquité. J'ai reconnu avec plaisir par l'effet qu'a produit sur notre théâtre tout ce que j'ai imité ou d'Homère ou d'Euripide, que la raison et le bon sens étaient les mêmes dans tous les siècles. Le goût de Paris s'est trouvé conforme à celui d'Athènes. »
Pour Racine, comme pour Boileau, comme pour Perrault, comme pour Voltaire, il existe un seul goût véritable — un goût « universel » comme la « raison » et le « bon sens » —, goût que les Grecs, et à leur suite les Romains, ont été les premiers à découvrir et que les « modernes » doivent imiter respectueusement (Racine, Boileau) ou peuvent encore, et même ont perfectionné (Perrault, Voltaire). Ces quatre auteurs sont en même temps des partisans de la monarchie et, pour trois d’entre eux, des soutiens directs de Louis XIV, Racine et Boileau ayant notamment été tous deux historiographes de Louis XIV.
L’opposition entre partisans des anciens et « modernes » en cache donc une autre, celle entre les partisans de la monarchie absolue, d’une part — qui font de Paris le centre du « bon goût » et de la « raison universelle », que ce « bon goût » et cette « raison universelle » aient également été (Racine, Boileau) ou non (Perrault) l’apanage des Athéniens — et, d’autre part, les critiques du « siècle de Louis XIV » — qui, tel La Bruyère, discernent et révèlent ce qui se cache derrière les apparences, derrière la « politesse » des mœurs et la « bienséance » des coutumes : la « vanité », l’« ambition », le goût du « luxe ».
Toutes les pensées, maximes et réflexions morales de La Rochefoucauld ne visent qu’à mettre au jour ce qui se dissimule derrière les belles paroles et les beaux sentiments, tous le produit, d’une manière ou d’une autre, de l’amour-propre, « le plus grand de tous les flatteurs » et la plus grande de toutes les passions. Les « grands hommes », dit La Rochefoucauld, ne sont mus que par l’ambition et la vanité : « Lorsque les grands hommes se laissent abattre par la longueur de leurs infortunes, ils font voir qu'ils ne les soutenaient que par la force de leur ambition, et non par celle de leur âme ; et qu'à une grande vanité près, les héros sont faits comme les autres hommes. »
Les « modernes » se pensent l’incarnation du « bon goût » et de la « raison », seuls à savoir apprécier les choses à leur juste mesure : eux seuls savent ce qu’est le beau et le rationnel, eux seuls possèdent l’« esprit d’examen et de discussion », inconnu des siècles précédents, dit Terrasson au XVIIIe siècle, sinon à l’état de « traces » : « Le véritable creuset des auteurs et des ouvrages est donc cet esprit d’examen et de discussion, en un mot cette philosophie, dont on voit sans doute des traces dans quelques anciens, comme dans Cicéron, dans Horace et quelques autres ; mais dont on n’a fait un principe, un système constant et général, que dans ce siècle. » 
Étant des « classiques », c’est-à-dire partant des civilisations grecques et romaines, lesquelles, malgré leurs imperfections, sont « la civilisation », toute primitive qu’elle soit encore, ils considèrent que, sans elles — sans leur redécouverte par la Renaissance —, ils seraient encore dans la « barbarie », ainsi que le dit Houdar de La Motte : « Nous serions encore dans la barbarie si nous ne les avions retrouvés. Il eût fallu de nouveau défricher tout, passer par les commencements les plus faibles, acquérir, pour ainsi dire, les arts pièce à pièce, et perfectionner nos vues par l’expérience de nos propres fautes, au lieu que les anciens ont fait tout ce chemin pour nous. » 
Venant après les Grecs et les Romains, et ayant bénéficié de leurs défrichements, ils sont parvenus au sommet de la perfection et du savoir : les « idées du beau dans tous les genres » leur étant désormais « connues », ils sont à même de « mesurer tout indistinctement » à cette « règle » : « La question n'est pas, comme bien des gens se l'imaginent, et comme les partisans outrés de l'antiquité semblent l'entendre, s'il faut mépriser ou estimer les anciens, les abandonner ou les conserver. Il est hors de doute qu'il faut les estimer et les lire ; il s'agit seulement de savoir s'il ne les faut pas peser au même poids que les modernes ; si, quand les idées du beau dans tous les genres sont une fois connues, il ne faut pas mesurer tout indistinctement à cette règle, et effacer des ouvrages, pour ainsi dire, le nom de leurs auteurs pour ne les juger qu'en eux-mêmes. » 
« Or il faut dire que cette approche rationaliste, qui veut mesurer tout par une « règle » universelle et inflexible, tend souvent au dogmatisme. [...] Leur foi dans la raison pure, dans la déduction abstraite, va les conduire à l’impasse. » 
Pour Perrault, la norme du beau — la manifestation de la raison universelle dans le domaine du beau — est le château de Versailles et ses jardins ordonnés où la nature est domptée. L’idéal des « modernes » — où esthétique et morale se confondent — révèle là son but : dompter la nature, y compris la nature humaine — « la Philosophie [morale] n’a pas une plus importante et plus continuelle occupation que de dompter, et de corriger cette pure Nature » —, est l’objectif de cette « civilisation française », de ses arts — y compris l’« art militaire » — et de ses sciences :
« Et moi je vous dis que cette pure Nature dont vous faites tant de cas n’est point belle dans les ouvrages de l’Art. Elle est admirable dans des forêts, dans des rivières, dans des torrents, dans des déserts, et généralement dans tous les lieux sauvages qui lui sont entièrement abandonnés ; mais dans les lieux que l’Art cultive, comme par exemple [sic] dans des jardins, elle gâterait tout si on la laissait faire, elle remplirait toutes les allées d’herbes et de ronces, toutes les fontaines et les canaux de roseaux et de limon, aussi les Jardiniers ne font-ils autre chose que de la combattre continuellement. Il en est de même dans les choses de la Morale, où la Philosophie n’a pas une plus importante et plus continuelle occupation que de dompter, et de corriger cette pure Nature qui est toujours brutale, n’allant jamais qu’à ses fins, sans s’inquiéter de l’intérêt des autres. » 
Le jardin classique, dont le modèle est celui de Versailles, est l’extension et le reflet de la cour et du salon, c’est « le salon agrandi, étendu au-delà des murs de la maison et jusqu'aux limites du parc » : « La vie à cette époque est entièrement dénuée de fraîcheur ; il n'y germe pas la plus petite pastorale. Elle est toute faite d'intrigues, d'artifices, de représentation, d'apparat, de politesse. C'est, si vous voulez un mot plus moderne, une vie de salon et de conversation par excellence, c'est-à-dire avec exclusion et effacement de tous les goûts et de toutes les idées qui naissent du séjour à la campagne et de la rêverie solitaire. Que sera le jardin pour des hommes ainsi faits ? Vous le devinez, ce sera le salon agrandi, étendu au-delà des murs de la maison et jusqu'aux limites du parc. Dans ce salon sub Dio en quelque sorte, il n'y a rien qui ne réponde par sa disposition à une disposition semblable du salon intérieur. Les buis figurent la plinthe, les charmilles taillées se posent sur les troncs également espacés des chênes comme des tentures accrochées à une colonnade... » 
Lanson dit de Voltaire qu’il « n'est chauvin que de goût », mais qu’il l’est « énergiquement ». Le goût est cependant ce qui fait pour Voltaire la différence, la supériorité, le vrai civilisé. Voltaire est « infiniment curieux » et ses connaissances sont vastes ; son admiration ne se limite pas à ce qui est français ; il est notamment anglophile, et cite Newton et Locke comme des références ; il a écrit les Éléments de la philosophie de Newton pour faire connaître la physique newtonienne en France ; mais il ne peut admirer Shakespeare, car en matière littéraire, où se révèle la supériorité de goût, la suprématie doit rester à la France et Racine doit rester supérieur à Shakespeare, quel que soit le génie de ce dernier : « En dehors du goût noble et pur de nos chefs-d'œuvre, il y a du génie sans doute, mais du génie brut et barbare. Shakespeare a « des morceaux grands et terribles », mais des « idées bizarres et gigantesques », « pas la moindre étincelle de goût », ni « la moindre connaissance de règles ». La Bible est le produit d'un peuple ignorant et grossier. »
Les goûts diffèrent de peuples à peuples, Voltaire le constate, mais un seul connaît le vrai goût ; et pas même le peuple entier, seulement une petite minorité : « Il constate ! les goûts différents des peuples : il n'est pas tenté d'en conclure à la relativité du goût. Mais rares sont les peuples et les époques où l'on a su ce que c'était que l'imitation de la belle nature. Quelques milliers de Français le savent. C'est la plus sûre gloire et la plus solide supériorité de notre nation. » 
L’intolérance à l’altérité de l’idéal classique — à ce qui n’est pas poli, ordonné, dompté, réglé — n’est pas uniquement une question de goût ou la manifestation du chauvinisme et de l’ethnocentrisme, elle est aussi — et surtout — la manifestation de la peur du « mauvais exemple » et du désir de l’éliminer : dans les livres des anciens, on peut lire des choses qui menacent l’ordre instauré par la monarchie absolue. La traduction des anciens va à l’encontre de la « bonne politique » (Perrault)
Larry F. Norman rappelle ce qu’avait, comme Perrault, constaté Thomas Hobbes : « Comme l’a bien remarqué le plus formidable champion européen du pouvoir absolu, rien n’est plus dangereux pour les monarchies modernes que la lecture des livres grecs et romains. » 
A cet « intérêt des autres », dont la morale de Perrault prétend se soucier, le moraliste La Rochefoucauld répond : « L'intérêt parle toutes sortes de langues, et joue toutes sortes de personnages, même celui de désintéressé. » Et le philosophe Voltaire : « Tout homme naît avec un penchant assez violent pour la domination, la richesse et les plaisirs, et avec beaucoup de goût pour la paresse ; par conséquent tout homme voudrait avoir l'argent et les femmes ou les filles des autres, être leur maître, les assujettir à tous ses caprices et ne rien faire, ou du moins ne faire que des choses très-agréables. Vous voyez bien qu'avec ces belles dispositions il est aussi impossible que les hommes soient égaux, qu'il est impossible que deux prédicateurs ou deux professeurs de théologie ne soient pas jaloux l'un de l'autre. »

##### Hiérarchiser les êtres vivants et se mettre au sommet de l’échelle
Voltaire, adhérant à la théorie polygéniste, classe les êtres humains en différentes espèces qui diffèrent entre elles par leurs capacités intellectuelles. S’il admet parfois que tous les hommes sont doués de la même raison — « Dieu nous a donné un principe de raison universelle, comme il a donné les plumes aux oiseaux et la fourrure aux ours... » — sa théorie de l’inégalité des races, ou espèces, établit une échelle qui hiérarchise les êtres humains en fonction du degré de leur intelligence. Il écrit, à propos des Albinos : « ...ils n'ont d'homme que la stature du corps, avec la faculté de la parole et de la pensée dans un degré très-éloigné du nôtre » ; « ...ils sont au-dessous des nègres pour la force du corps et de l'entendement, et la nature les a peut-être placés après les nègres et les Hottentots, au-dessus des singes, comme un des degrés qui descendent de l'homme à l'animal. »  Dans son Traité de métaphysique, il écrit : « Enfin je vois des hommes qui me paraissent supérieurs à ces nègres, comme ces nègres le sont aux singes, et comme les singes le sont aux huîtres et aux autres animaux de cette espèce. »
Lorsqu’il considère la « civilisation », Voltaire établit de nouveau des degrés selon leur perfection, le perfectionnement de la civilisation étant dû à celui de la « raison humaine en général ». Pour arriver à la perfection, il avait fallu « un temps prodigieux », « une suite de siècles qui nous effraie » : « Pour qu'une nation soit rassemblée en corps de peuple, qu'elle soit puissante, aguerrie, savante, il est certain qu'il faut un temps prodigieux. »  De ces siècles innombrables, Voltaire ne veut en retenir que quatre qui méritent considération : le siècle de Périclès ou d’Alexandre, celui de César et d’Auguste, celui du pape Léon X et des Médicis, enfin celui de Louis XIV, qui commence sous Richelieu avec l'établissement de l'Académie française. Et de ces quatre, « le plus éclairé qui fut jamais », celui seul dans lequel la « saine philosophie » a été connue, est le dernier, et cela grâce à ce qui différencie les Français des autres nations : leur langue, une langue « universelle », « devenue la langue de l’Europe », une langue dont le « génie » est « la clarté et l'ordre », une langue qui a reçu de la « liberté » et de la « douceur de la société » « une délicatesse d'expression et une finesse pleine de naturel qui ne se trouvent guère ailleurs ».
Tous les êtres humains sont également dotés de la « raison universelle » dit Voltaire, mais, dit le même Voltaire, les Français sont mieux dotés que tout autre en matière de « raison humaine en général ». A propos du français, résumant Voltaire, Rivarol dira : « Sûre, sociale, raisonnable, ce n'est plus la langue française, c'est la langue humaine. »
Cette hiérarchisation des êtres humains s’intègre dans une hiérarchisation plus générale, celle du règne animal — dont le degré inférieur est occupé par les « huîtres » et « autres animaux de cette espèce » —, règne animal lui-même supérieur au règne végétal et aux choses inanimées, comme l’explique Buffon, double académicien et intendant des jardins du Roi, dans son Histoire naturelle : « Dans la foule d'objets que nous présente ce vaste globe..., dans le nombre infini des différentes productions dont sa surface est couverte et peuplée, les animaux tiennent le premier rang, tant par la conformité qu'ils ont avec nous, que par la supériorité que nous leur connaissons sur les êtres végétants ou inanimés. [...] ...quoique les ouvrages du créateur soient en eux-mêmes tous également parfaits, l'animal est, selon notre façon d'apercevoir, l'ouvrage le plus complet de la nature, et l'homme en est le chef-d'œuvre. »
Ce qui permet à l’homme, « chef-d'œuvre » de la création, d’établir cette hiérarchie, c’est la capacité de juger, qu’il est seul, de la création, à posséder. Cette capacité de juger lui permet de faire des comparaisons, comparer étant le moyen par lequel nous pouvons « juger » : « ce n'est qu'en comparant que nous pouvons juger, ...nos connaissances roulent même entièrement sur les rapports que les choses ont avec celles qui leur ressemblent ou qui en diffèrent, et ..., s'il n'existait point d'animaux, la nature de l'homme serait encore plus incompréhensible... » (Discours sur la nature des animaux, 1753)
L’homme, dit Buffon, « n'est pas un simple animal », « sa nature est supérieure à celle des animaux », et Buffon s’attache « à démontrer la cause de cette supériorité », à « établir, par des preuves claires et solides, le degré précis de cette infériorité de la nature des animaux, afin de distinguer ce qui n'appartient qu'à l'homme de ce qui lui appartient en commun avec l'animal ». Si Buffon fait appel à un Dieu créateur comme principe ultime de l’existence des choses et de leur ordonnancement, son discours sur « l’histoire naturelle », c’est-à-dire sur l’histoire de la nature — là où Voltaire s’était restreint à une histoire des « mœurs » et de « l’esprit des nations » — se veut scientifique, et non théologique, basé sur l’observation de la nature et non sur l’autorité des textes sacrés.
Buffon, après avoir observé les animaux et les avoir comparés à l’homme, arrive à la conclusion que « l'animal n'est remué que par l'appétit » tandis que « l'homme est conduit par un principe supérieur ». L'appétit, « véhément et promptement développé » chez l’animal, « est le principe unique de la détermination de tous [ses] mouvements » tandis que « dans l'homme au contraire l'appétit est faible » et « ne se développe que plus tard ».
Les animaux ne sont pas de simples machines comme chez Descartes : ils possèdent « tout » ce que possède l’homme, « à l'exception de la pensée et de la réflexion ». Ils possèdent donc le sentiment ; « ils l'ont même à un plus haut degré que nous ne l'avons » ; ils ont aussi la « conscience de leur existence actuelle », mais non « celle de leur existence passée » ; « ils ont des sensations, mais il leur manque la faculté de les comparer, c'est-à-dire la puissance qui produit les idées... »
Si l’homme se différencie de l’animal par le fait de posséder la pensée et la réflexion, celles-ci sont cependant troublées et obscurcies par une autre faculté de l’homme : l’imagination — qui « ne fait rien que pour son malheur » en ne présentant à son âme que des « fantômes vains ou des images exagérées », que des « illusions » et des « chimères » qui lui font perdre « sa faculté de juger, et même son empire ». Cette imagination est sans cesse excitée par les « passions » qui « détournent l'âme de toute contemplation ; dès qu'elles ont pris le dessus, la raison est dans le silence, ou du moins elle n'élève plus qu'une voix faible et souvent importune ; le dégoût de la vérité suit ; le charme de l'illusion augmente, l'erreur se fortifie, nous entraine et nous conduit au malheur... » 
Le plus grand malheur de l’homme vient de ces passions qui l’empêchent « de ne plus rien voir tel qu'il est, de ne plus rien juger que relativement à sa passion, de n'agir que par son ordre, de paraitre en conséquence injuste ou ridicule aux autres, et d'être forcé de se mépriser » lui-même lorsqu'il vient à « s'examiner ». Le seul qui échappe à l’empire des passions et aux illusions de l’imagination est « l’homme sage, le seul qui soit digne d'être considéré : maître de lui-même, il l'est des événements... [...] ...occupé continuellement à exercer les facultés de son âme, il perfectionne son entendement, il cultive son esprit, il acquiert de nouvelles connaissances... [...] ...il jouit de tout l'univers en jouissant de lui-même. » Et Buffon est l’un de ces sages-là, quand « la plupart des hommes », « réduits à une imitation servile », « ne font que ce qu'ils voient faire, ne pensent que de mémoire et dans le même ordre que les autres ont pensé ; les formules, les méthodes, les métiers remplissent toute la capacité de leur entendement, et les dispensent de réfléchir assez pour créer. »
En théorie, tous les hommes sont égaux par leur capacité à juger, à comparer, à former des idées, à créer, à se perfectionner. Cette égalité leur vient de la possession du langage, « signe de la pensée » — et attribut tant de « l'homme sauvage » que de « l'homme policé » — ainsi que l’explique Buffon dans De la nature de l‘homme (1749) : « L'homme rend par un signe extérieur ce qui se passe au-dedans de lui ; il communique sa pensée par la parole, ce signe est commun à toute l'espèce humaine ; l'homme sauvage parle comme l'homme policé, et tous deux parlent naturellement, et parlent pour se faire entendre : aucun des animaux n'a ce signe de la pensée, ce n'est pas, comme on le croit communément, faute d'organes ; la langue du singe a paru aux anatomistes aussi parfaite que celle de l'homme ; le singe parlerait donc s'il pensait... »
L’homme est, par sa nature — par la possession du langage, de la réflexion, de la conscience de soi (conscience de son existence présente et passée, et conscience de « la supériorité de sa nature sur celle des autres »), par sa capacité à créer et à se perfectionner — non seulement « fort au-dessus » de l’animal, mais « tout-à-fait » autre. Et cependant, parmi les êtres humains, seuls certains — une petite minorité — se montrent capables « de réfléchir assez pour créer », quand la multitude, elle, se compose d’hommes « plus ou moins stupides », semblant « ne différer des animaux que par ce petit nombre d'idées que leur âme a tant de peine à produire ». (Discours sur la nature des animaux)
« La « distance infinie » qui séparait au départ l’homme de l’animal n’est donc pas si infinie qu’on ne puisse trouver des degrés entre l’un et l’autre. L’homme qui « produit » peu d’idées, n’usant point de ce « sens supérieur » qui fonde sa supériorité naturelle, perd son éminente dignité et se rapproche de la brute. « L’homme stupide », l’homme « imbécile » ou l’homme sauvage peuvent donc apparaître comme dégénérés de leur propre espèce. » 
Cette inégalité entre les êtres humains d’une même société quant à leur capacité à penser — et donc à être véritablement hommes et fort au-dessus de l’animal — se reproduit entre sociétés elles-mêmes, entre les sociétés civilisées d’une part et les sociétés sauvages ou barbares d’autre part.
La constitution des sociétés fut, dans l’histoire de l’homme, une étape cruciale et essentielle au développement de la civilisation. C’est la société — qui est la civilisation elle-même — qui lui a donné « l'empire sur les animaux, comme tous les autres empires ». La réunion en société « est de l'homme l'ouvrage le meilleur, c'est de sa raison l'usage le plus sage. En effet, il n'est tranquille, il n'est fort, il n'est grand, il ne commande à l'univers que parce qu'il a su se commander à lui-même, se dompter, se soumettre et s'imposer des lois ; l'homme, en un mot, n'est homme que parce qu'il a su se réunir à l'homme. » (Discours sur la nature des animaux) « ...il a fallu qu'il fût civilisé lui-même pour savoir instruire et commander, et l'empire sur les animaux, comme tous les autres empires, n'a été fondé qu'après la société. C'est d'elle que l'homme tient sa puissance, c'est par elle qu'il a perfectionné sa raison, exercé son esprit et réuni ses forces. » (Les animaux domestiques, 1753)
Si la société, dans son stade minimal, commence avec la famille, pour qu’une société devienne réellement civilisée, il a fallu atteindre un niveau de population critique auquel seules certaines sociétés sont parvenues, les « grandes sociétés » : Si « la société, considérée même dans une seule famille, suppose dans l'homme la faculté raisonnable », seuls les « grandes sociétés » peuvent devenir des « sociétés policée » (Discours sur la nature des animaux) capables de « marcher en force pour conquérir l'univers » (Les animaux domestiques).
En Amérique du Nord, la société policée, — la « nation civilisée » — n’existe pas, car les sociétés n’y ont pas atteint une dimension suffisante, au point que l’on peut à peine les considérer comme des sociétés. Les « nations sauvages » de l’Amérique, dit Buffon, ne peuvent donc être que « toutes également stupides, également ignorantes, également dénuées d'arts et d'industrie » : « Dans cette partie de l'Amérique dont nous venons de parler, les bisons sont peut-être plus abondants que les hommes ; mais de la même façon que le nombre des hommes ne peut augmenter considérablement que par leur réunion en société, c'est le nombre des hommes déjà augmenté à un certain point qui produit presque nécessairement la société. Il est donc à présumer que, comme l'on n'a trouvé dans toute cette partie de l'Amérique aucune nation civilisée, le nombre des hommes y était encore trop petit et leur établissement dans ces contrées trop nouveau pour qu'ils aient pu sentir la nécessité ou même les avantages de se réunir en société ; car, quoique ces nations sauvages eussent des espèces de mœurs ou de coutumes particulières à chacune, et que les unes fussent plus ou moins farouches, plus ou moins cruelles, plus ou moins courageuses, elles étaient toutes également stupides, également ignorantes, également dénuées d'arts et d'industrie. » (Variétés dans l'espèce humaine, 1749)
Ces « nations sauvages » ne sont pas de vraies « sociétés », elles ne sont pas non plus de vraies « nations », elles ne sont qu’un « assemblage tumultueux d'hommes barbares et indépendants » : « ...toute nation où il n'y a ni règle, ni loi, ni maître, ni société habituelle, est moins une nation qu'un assemblage tumultueux d'hommes barbares et indépendants, qui n'obéissent qu'à leurs passions particulières, et qui, ne pouvant avoir un intérêt commun, sont incapables de se diriger vers un même but, et de se soumettre à des usages constants, qui tous supposent une suite de desseins raisonnés et approuvés par le plus grand nombre. » 
Ces assemblages d’êtres humains peuvent avoir l’apparence de « nations » car ils sont composés « d'hommes qui se reconnaissent, qui parlent la même langue, qui se réunissent lorsqu'il le faut, sous un chef, qui s'arment de même, qui hurlent de la même façon, qui se barbouillent de la même couleur », mais ces « usages » ne sont pas « constants », ils se réunissent mais « sans savoir pourquoi », ils se séparent « sans raison », leur chef cesse de l'être « par son caprice ou par le leur », et la langue de ces non-nations est « si simple qu'elle leur est presque commune à tous » : « Comme ils n'ont qu'un très-petit nombre d'idées, ils n'ont aussi qu'une très-petite quantité d'expressions, qui toutes ne peuvent rouler que sur les choses les plus générales et les objets les plus communs : et quand même la plupart de ces expressions seraient différentes, comme elles se réduisent à un fort petit nombre de termes, ils ne peuvent manquer de s'entendre en très-peu de temps, et il doit être plus facile à un sauvage d'entendre et de parler toutes les langues des autres sauvages, qu'il ne l'est à un homme d'une nation policée d'apprendre celle d'une autre nation également policée. » 
Il est donc « inutile de se trop étendre sur les coutumes et les mœurs de ces prétendues nations ». Seul l’individu, « l'homme sauvage », « de tous les animaux le plus singulier, le moins connu, et le plus difficile à décrire » mérite l’attention de l’historien de la nature par le contraste qu’il fait avec l’homme civilisé, l’examen de l’homme extérieur à la société, sa comparaison avec l’homme policé, devant permettre de distinguer « ce que la nature seule nous a donné de ce que l'éducation, l'imitation, l'art et l'exemple nous ont communiqué ».
Un autre paramètre différencie les groupes humains entre eux, leur position géographique sur le globe, et donc le climat sous lequel ils vivent. Buffon, contrairement à Voltaire, est monogéniste et fait dériver l’ensemble de l’humanité d’une origine commune. Si la civilisation ne s’est pas développée partout, ou partout au même degré, c’est parce que certaines agrégations d’hommes n’ont pas atteint une densité suffisante, et c’est également parce que le climat a une influence déterminante sur l’homme. Seules des populations denses vivant sous un climat tempéré ont pu générer des « sociétés policées ».
Par le degré de latitude auquel les peuples habitent, on peut donc déterminer leur degré d’intelligence ou de stupidité, mais aussi leur degré de beauté ou de laideur. L’homme « modèle », — l’homme plus homme que tous les autres hommes, plus beau et mieux fait, celui qui possède « la vraie couleur naturelle de l'homme » — est celui qui vit depuis le 40° degré jusqu'au 50°, zone qui correspond au « climat le plus tempéré » : « Le climat le plus tempéré est depuis le 40° degré jusqu'au 50° ; c'est aussi sous cette zone que se trouvent les hommes les plus beaux et les mieux faits, c'est sous ce climat qu'on doit prendre l'idée de la vraie couleur naturelle de l'homme, c'est là qu'on doit prendre le modèle ou l'unité à laquelle il faut rapporter toutes les autres nuances de couleur et de beauté ; les deux extrêmes sont également éloignés du vrai et du beau : les pays policés situés sous cette zone sont la Géorgie, la Circassie, l'Ukraine, la Turquie d'Europe, la Hongrie, l'Allemagne méridionale, l'Italie, la Suisse, la France, et la partie septentrionale de l'Espagne ; tous ces peuples sont aussi les plus beaux et les mieux faits de toute la terre. »
Buffon avait donné précédemment, dans le même texte, une liste de pays plus nombreuse, étendus sur une plus grande distance : « Si nous examinons maintenant ceux qui habitent sous un climat plus tempéré, nous trouverons que les habitants des provinces septentrionales du Mogol et de la Perse, les Arméniens, les Turcs, les Géorgiens, les Mingréliens, les Circassiens, les Grecs et tous les peuples de l'Europe, sont les hommes les plus beaux, les plus blancs et les mieux faits de toute la terre ; et que, quoiqu'il y ait fort loin de Cachemire en Espagne, ou de la Circassie à la France, il ne laisse pas d'y avoir une singulière ressemblance entre ces peuples si éloignés les uns des autres, mais situés à peu près à une égale distance de l'équateur. »
Plus on s’éloigne, par le sud ou par le nord, de cette zone idéale où vit le « vrai » et le « beau » de l’humanité, plus on rencontre la dégénérescence, la laideur, la difformité, le bizarre, la grossièreté, la superstition, la stupidité, l’idolâtrie, la lâcheté, l’impudeur, l’abjection — par exemple, tout au nord « en Laponie et sur les côtes septentrionales de la Tartarie » : En parcourant ... la surface de la terre, et en commençant par le nord, on trouve en Laponie et sur les côtes septentrionales de la Tartarie une race d'hommes de petite stature, d'une figure bizarre, dont la physionomie est aussi sauvage que les mœurs. Ces hommes, qui paraissent avoir dégénéré de l'espèce humaine, ne laissent pas que d'être assez nombreux et d'occuper de très-vastes contrées... [...] Cette race est ... bien différente des autres ; il semble que ce soit une espèce particulière dont tous les individus ne sont que des avortons ; car, s'il y a des différences parmi ces peuples, elles ne tombent guère que sur le plus ou moins de difformité. [...] Chez tous ces peuples, les femmes sont aussi laides que les hommes, et leur ressemblent si fort qu'on ne les distingue pas d'abord. [...] Non-seulement ces peuples se ressemblent par la laideur, la petitesse de la taille, la couleur des cheveux et des yeux, mais ils ont aussi tous à peu près les mêmes inclinations et les mêmes mœurs ; ils sont tous également grossiers, superstitieux, stupides. Les Lapons danois ont un gros chat noir, auquel ils disent tous leurs secrets et qu'ils consultent dans toutes leurs affaires, qui se réduisent à savoir s'il faut aller ce jour-là à la chasse ou à la pêche. [...] Ils n'ont, pour ainsi dire, aucune idée de religion ni d'un être suprême, la plupart sont idolâtres, et tous sont très-superstitieux ; ils sont plus grossiers que sauvages, sans courage, sans respect pour soi-même, sans pudeur : ce peuple abject n'a de mœurs qu'assez pour être méprisé. Ils se baignent nus et tous ensemble, filles et garçons, mère et fils, frères et sœurs, et ne craignent point qu'on les voie dans cet état ; en sortant de ces bains extrêmement chaux, ils vont se jeter dans une rivière très-froide. Ils offrent aux étrangers leurs femmes et leurs filles, et tiennent à grand honneur qu'on veuille bien coucher avec elles... » 
D’autres facteurs interviennent encore dans la diversification des êtres humains : la nourriture, la « manière de vivre » — les « mœurs » —, le mélange éventuel des races entre elles. Ainsi, le « sang tartare s'est mêlé d'un côté avec les Chinois, et de l'autre avec les Russes orientaux, et ce mélange n'a pas fait disparaître en entier les traits de cette race ; car il y a parmi les Moscovites beaucoup de visages tartares... » Dans une partie du royaume de Perse, le « sang Persan » est « devenu fort beau par le mélange du sang Géorgien et Circassien »
Les mœurs d’un « peuple policé », qui se caractérisent par leur douceur, sont à l’antipode de ceux d’une « nation sauvage » ; ils produisent des hommes « plus forts, plus beaux et mieux faits », même si dans une « nation sauvage » — où l’individu agit « en un mot plus souvent comme animal que comme homme » — on rencontrera « beaucoup moins de bossus, de boiteux, de sourds, de louches, etc. », du fait que, l’individu n’y survivant que par « ses qualités corporelles, son adresse et sa force », les faibles disparaissent rapidement : « Un peuple policé, qui vit dans une certaine aisance, qui est accoutumé à une vie réglée, douce et tranquille, qui, par les soins d'un bon gouvernement, est à l'abri d'une certaine misère, et ne peut manquer des choses de première nécessité, sera par cette seule raison composé d'hommes plus forts, plus beaux et mieux faits, qu'une nation sauvage et indépendante, où chaque individu ne tirant aucun secours de la société, est obligé de pourvoir à sa subsistance, de souffrir alternativement la faim ou les excès d'une nourriture souvent mauvaise, de s'épuiser de travaux ou de lassitude, d'éprouver les rigueurs du climat sans pouvoir s'en garantir, d'agir en un mot plus souvent comme animal que comme homme. En supposant ces deux différents peuples sous un même climat, on peut croire que les hommes de la nation sauvage seraient plus basanés, plus laids, plus petits, plus ridés que ceux de la nation policée. S'ils avaient quelque avantage sur ceux-ci, ce serait par la force ou plutôt par la dureté de leur corps ; il pourrait se faire aussi qu'il y eut dans cette nation sauvage beaucoup moins de bossus, de boiteux, de sourds, de louches, etc. Ces hommes défectueux vivent et même se multiplient dans une nation policée, où l'on se supporte les uns les autres, où le fort ne peut rien contre le faible, où les qualités du corps font beaucoup moins que celles de l'esprit ; mais dans un peuple sauvage, comme chaque individu ne subsiste, ne vit, ne se défend que par ses qualités corporelles, son adresse et sa force, ceux qui sont malheureusement nés faibles, défectueux, ou qui deviennent incommodés, cessent bientôt de faire partie de la nation. » 
Ce qui permet le perfectionnement de certains êtres humains, et leur supériorité sur le reste de l’humanité, — ce qui fait qu’ils sont « les plus beaux, les plus blancs et les mieux faits de toute la terre » — c’est donc la somme de plusieurs facteurs : une société suffisamment dense, un climat tempéré, un sang pur du mélange avec celui d’une race dégradée, une nourriture de qualité, une manière de vivre policée, à la fois résultat et marque de la civilisation. Plus l’on s’écarte de ces facteurs, plus les races sont sauvages ou barbares, dégénérées, inférieures en fait de civilisation et d’humanité. Dans le nord, « une race d'hommes de petite stature, d'une figure bizarre, dont la physionomie est aussi sauvage que les mœurs » paraît « avoir dégénéré de l'espèce humaine ». Même quand Buffon reconnaît des nations policées parmi les nations du centre et du sud de l’Amérique, il les classe finalement avec les « presque sauvages » : « ...tous les Américains naturels étaient, ou sont encore sauvages, ou presque sauvages ; les Mexicains et les Péruviens étaient si nouvellement policés qu'ils ne doivent pas faire une exception. »
Tous ceux qui se sont écartés du berceau originel de l’homme, la zone tempérée, ont subi une altération, une dégénération par rapport à ce qui représente le « vrai » et le « beau » de l’humanité, mais cette dégénération est réversible : « ...s'il arrivait jamais, par des révolutions qu'on ne doit pas prévoir, mais seulement entrevoir dans l'ordre général des possibilités, que le temps peut toutes amener ; s'il arrivait, dis-je, que l'homme fût contraint d'abandonner les climats qu'il a autrefois envahis pour se réduire à son pays natal, il reprendrait avec le temps ses traits originaux, sa taille primitive et sa couleur naturelle... » Cette régénération des races dégénérées demanderait cependant des décennies, voir des siècles. Buffon calcule que, pour redonner à un noir la « couleur naturelle » de l’homme, la couleur blanche, pour « laver » sa peau, il faudrait, par la voie la plus courte, « cent cinquante ou deux cents ans » : « ...il ne faut donc que cent cinquante ou deux cents ans pour laver la peau d'un nègre par cette voie du mélange avec le sang du blanc, mais il faudrait peut-être un assez grand nombre de siècles pour produire ce même effet par la seule influence du climat. » (De la dégénération des animaux, 1766)
En théorie, Buffon reconnaît à tout être humain la possibilité de se perfectionner et de devenir « policé ». Les « Mexicains » et les « Péruviens » avaient fondé des sociétés qui étaient encore récentes, c’est pourquoi leurs arts « étaient naissans » eux-mêmes, « comme leur société », « leurs talens imparfaits, leurs idées non développées, leurs organes rudes », « leur langue barbare », et les noms qu’ils donnaient aux animaux « presque tous si difficiles à prononcer, qu’il est étonnant que les Européens aient pris la peine de les écrire ». (Animaux communs aux deux continents, 1761)
A l’arrivée des Européens, le Nouveau Monde était encore, de façon générale, un monde en friche peuplé de sauvages. Mais, « dans quelques siècles, lorsqu’on aura défriché les terres, abattu les forêts, dirigé les fleuves et contenu les eaux, cette même terre deviendra la plus féconde, la plus saine, la plus riche de toutes, comme elle paraît déjà l’être dans toutes les parties que l’homme a travaillées ».
Cette œuvre, ce n’est cependant pas le « sauvage » d’Amérique — « animal du premier rang », « être sans conséquence », « espèce d’automate impuissant », incapable de « réformer » ou de « seconder » la nature — qui pourra la faire par lui-même, car la nature de son corps, comme celle de son esprit et de son âme, comme celle de ses mœurs, le lui interdisent : « ...loin d’user en maître de ce territoire [du Nouveau-Monde] comme de son domaine, [l’Américain] n’avait nul empire ; ...ne s’étant jamais soumis ni les animaux, ni les élémens, n’ayant ni dompté les mers, ni dirigé les fleuves, ni travaillé la terre, il n’était en lui-même qu’un animal du premier rang, et n’existait pour la nature que comme un être sans conséquence, une espèce d’automate impuissant, incapable de la réformer ou de la seconder : elle l’avait traité moins en mère qu’en marâtre, en lui refusant le sentiment d’amour et le désir vif de se multiplier ; car, quoique le sauvage du Nouveau-Monde soit à peu près de même stature que l’homme de notre monde, cela ne suffit pas pour qu’il puisse faire une exception au fait général du rapetissement de la nature vivante dans tout ce continent. Le sauvage est faible et petit par les organes de la génération ; il n’a ni poil ni barbe, et nulle ardeur pour sa femelle ; quoique plus léger que l’Européen, parce qu’il a plus d’habitude à courir, il est cependant beaucoup moins fort de corps ; il est aussi bien moins sensible, et cependant plus craintif et plus lâche ; il n’a nulle vivacité, nulle activité dans l’âme ; celle du corps est moins un exercice, un mouvement volontaire, qu’une nécessité d’action causée par le besoin : ôtez-lui la faim et la soif, vous détruirez en même temps le principe actif de tous ses mouvemens ; il demeurera stupidement en repos sur ses jambes ou couché pendant des jours entiers. Il ne faut pas aller chercher plus loin la cause de la vie dispersée des sauvages, et de leur éloignement pour la société : la plus précieuse étincelle du feu de la nature leur a été refusée ; ils manquent d’ardeur pour leur femelle, et par conséquent d’amour pour leurs semblables ; ne connaissant pas l’attachement le plus vif, le plus tendre de tous, leurs autres sentimens de ce genre sont froids et languissants ; ils aiment faiblement leurs pères et leurs enfans ; la société la plus intime de toutes, celle de la même famille, n’a donc chez eux que de faibles liens ; la société d’une famille à l’autre n’en a point du tout : dès lors nulle réunion, nulle république, nul état social. Le physique de l’amour fait chez eux le moral des mœurs ; leur cœur est glacé, leur société froide et leur empire dur. »
Buffon se désole que l’homme, « qui se connaît si peu lui-même », aime à se comparer aux animaux et à ne voir entre eux et lui « qu’une nuance, dépendante d'un peu plus ou d'un peu moins de perfection dans les organes », allant jusqu’à les faire « raisonner, s'entendre et se déterminer comme lui » et leur attribuant « non-seulement les qualités qu'il a, mais encore celles qui lui manquent ». C’est là, selon Buffon, une erreur. Qu’il « s'examine, s'analyse et s'approfondisse, il reconnaîtra bientôt la noblesse de son être, il sentira l'existence de son âme, il cessera de s'avilir, et verra d'un coup d'œil la distance infinie que l'être suprême a mise entre les bêtes et lui. » L’homme se distingue de l’animal par la « lumière divine » que « Dieu » a placée en lui. (Discours sur la nature des animaux)
La « noblesse », dans l’être humain, Buffon est cependant le premier à la refuser aux parties de l’humanité qui ne vivent pas comme l’Européen, à cette sous-humanité de « peu de valeur », composée de sauvages ou demi-sauvages, de brutes ou demi-brutes, qui ne fait « que peser sur le globe sans soulager la Terre, l'affamer sans la féconder, détruire sans édifier, tout user sans rien renouveler », — sous-humanité « méprisable », mais non encore la pire, puisque plus méprisables encore sont les « nations au quart policées, qui de tout temps ont été les vrais fléaux de la nature humaine », composées « d'animaux à face humaine » et que « les peuples civilisés ont encore peine à contenir » : « Comparez en effet la Nature brute à la Nature cultivée, comparez les petites nations sauvages de l'Amérique avec nos grands peuples civilisés ; comparez même celles de l'Afrique qui ne le sont qu'à demi ; voyez en même temps l'état des terres que ces nations habitent, vous jugerez aisément du peu de valeur de ces hommes par le peu d'impressions que leurs mains ont faites sur leur sol : soit stupidité, soit paresse, ces hommes à demi bruts, ces nations non policées, grandes ou petites, ne font que peser sur le globe sans soulager la Terre, l'affamer sans la féconder, détruire sans édifier, tout user sans rien renouveler. Néanmoins la condition la plus méprisable de l'espèce humaine n'est pas celle du sauvage, mais celle de ces nations au quart policées, qui de tout temps ont été les vrais fléaux de la nature humaine, et que les peuples civilisés ont encore peine à contenir aujourd'hui : ils ont, comme nous l'avons dit, ravagé la première terre heureuse ; ils en ont arraché les germes du bonheur et détruit les fruits de la science. Et de combien d'autres invasions cette première irruption des barbares n'a-t-elle pas été suivie ! C'est de ces mêmes contrées du nord où se trouvaient autrefois tous les biens de l'espèce humaine, qu'ensuite sont venus tous ses maux. Combien n'a-t-on pas vu de ces débordements d'animaux à face humaine, toujours venant du nord, ravager les terres du midi ? » (Époque de la nature. Septième et dernière époque : Lorsque la puissance de l'homme a secondé celle de la nature, 1778) 
Dans De la nature de l‘homme, Buffon écrit : « On conviendra que le plus stupide des hommes suffit pour conduire le plus spirituel des animaux ; il le commande et le fait servir à ses usages, et c'est moins par force et par adresse que par supériorité de nature, et parce qu'il a un projet raisonné, un ordre d'actions et une suite de moyens par lesquels il contraint l'animal à lui obéir, car nous ne voyons pas que les animaux qui sont plus forts et plus adroits, commandent aux autres et les fassent servir à leur usage ; les plus forts mangent les plus faibles, mais cette action ne suppose qu'un besoin, un appétit, qualités fort différentes de celle qui peut produire une suite d'actions dirigées vers le même but. »
Ce qui distingue l’homme de l’animal, c’est la capacité du premier à commander au second, à le faire servir à son usage. Ce qui distingue l’Européen du reste de l’humanité, c’est « une suite d'actions dirigées vers le même but » : « user en maître » du globe terrestre, établir sur le globe son « empire » — soumettre les animaux et les éléments, dompter les mers, diriger les fleuves, travailler la terre — en un mot, maîtriser océans, mers et fleuves et coloniser l’ensemble de la surface terrestre. Sur ce globe colonisé, il n’y a de place ni pour les sauvages, ni pour les barbares.
Buffon a bâti son anthropologie à partir de la lecture d’ouvrages innombrables mais peu fiables, car écrits par des « marchands, marins, soldats ou missionnaires » qui n’étaient pas des observateurs objectifs de la réalité humaine des territoires qu’ils participaient à conquérir : « En Afrique et en Amérique, marchands, marins, soldats ou missionnaires sont engagés dans une entreprise dont ils escomptent un profit, qu’il soit d’ordre matériel ou d’ordre spirituel : conquérir des empires, préparer ou fortifier un établissement, jeter les bases d‘un commerce suivi de gomme ou d’ivoire, dénombrer les tribus hostiles ou accueillantes, évangéliser des peuples « grossiers » et « superstitieux », autant de tâches qui ne prédisposent ni à l’observation ni à la compréhension. » 
C’est déjà la critique fondamentale faite par Rousseau dans le Discours sur l'origine et les fondements de l'inégalité parmi les hommes (1754). Sous « le nom pompeux d'étude de l'homme », les Européens, même les « gens de lettres », ne font que l’étalage de leurs préjugés : « Depuis trois ou quatre cents ans que les habitants de l'Europe inondent les autres parties du monde, et publient sans cesse de nouveaux recueils de voyages et de relations, je suis persuadé que nous ne connaissons d'hommes que les seuls Européens ; encore paraît-il, aux préjugés ridicules qui ne sont pas éteints même parmi les gens de lettres, que chacun ne fait guère, sous le nom pompeux d'étude de l'homme, que celle des hommes de son pays. [...] La cause de ceci est manifeste, au moins pour les contrées éloignées : il n'y a guère que quatre sortes d'hommes qui fassent des voyages de long cours, les marins, les marchands, les soldats, et les missionnaires. Or on ne doit guère s'attendre que les trois premières classes fournissent de bons observateurs ; et quant à ceux de la quatrième, occupés de la vocation sublime qui les appelle, quand ils ne seraient pas sujets à des préjugés d'état comme tous les autres, on doit croire qu'ils ne se livreraient pas volontiers à des recherches qui paraissent de pure curiosité, et qui les détourneraient des travaux plus importants auxquels ils se destinent. [...] ...toute la terre est couverte de nations dont nous ne connaissons que les noms ; et nous nous mêlons de juger le genre humain ! »
Si une étude sérieuse et désintéressée du genre humain était entreprise par les savants voyageant au loin, non seulement, dit Rousseau, « nous verrions nous-mêmes sortir un monde nouveau de dessous leur plume », mais encore « nous apprendrions ainsi à connaître le nôtre... »
Dans la Défense de son ouvrage sur les Américains — attaqué pour son manque d’objectivité et son européocentrisme —, l’auteur hollandais Cornelius de Pauw écrit dans un chapitre intitulé Observations sur les voyageurs : « Au reste, on peut établir comme une règle générale, que sur cent voyageurs, il y en a soixante qui mentent sans intérêt, et comme par imbécillité ; trente qui mentent par intérêt, ou si l’on veut par malice ; et enfin dix qui disent la vérité, et qui sont des hommes ; mais malheureusement ce n’est point encore tout de dire la vérité, il faut rapporter des faits intéressans, des observations dignes d’être connues, et ne pas tomber dans des détails qui n’en sont pas moins puérils pour n’être pas faux, et qui deviennent insupportables, lorsque l’ennui y est joint. On s’est plaint depuis long-temps, et on se plaint encore tous les jours, de ce que dans cette foule importune de voyageurs qui se mêlent d’écrire, il s’en trouve si peu qui méritent d’être lus ; mais cela n’est pas étonnant, lorsqu’on réfléchit que ce sont ordinairement des marchands, des flibustiers, des armateurs, des aventuriers, des missionnaires, des religieux, qui servent d’aumôniers sur les vaisseaux, des marins, des soldats ou des matelots même ; l’histoire naturelle, l’histoire politique, la géographie, la physique, la botanique, sont pour la plupart d’entre eux, comme les terres australes dont on entend toujours parler et qu’on ne découvre jamais. De tant de religieux qui ont décrit leurs longues pérégrinations, il n’y en a que très-peu qui se soient distingués, et pour ainsi dire élevés au-dessus du vulgaire des auteurs de relations, sur lesquels ils auroient dû avoir, à ce qu’il semble, quelque supériorité ; mais leur jeunesse est entièrement consacrée à la théologie, la chose du monde la plus inutile pour un voyageur. Il y a dans chaque ordre monastique un degré de crédulité plus ou moins grand, et on doit cette justice aux Jésuites, que leurs Missionnaires ont été plus dégagés que tous les autres des préjuges grossiers. Ce qui est vrai, par rapport aux ordres monastiques, est encore vrai par rapport aux différentes nations... [...] Les Hollandais ont toujours eu la réputation d’être véridiques, et on peut compter sur ce qu’ils disent, lorsque leurs voyageurs n’ont pas été, comme Aris et Struys, des hommes nés dans un état qui exclut toute éducation et toutes connaissances. »
Buffon le dit naïvement lui-même, il ne juge des « objets de l’histoire naturelle » que « par les rapports qu’ils [ont] avec lui », il ne les conçoit qu’en fonction de leur utilité et de leur familiarité, c’est le principe qu’il s’est donné lui-même pour hiérarchiser l’univers : « A l’égard de l’ordre général et de la méthode de distribution des différents sujets de l’histoire naturelle, on pourrait dire qu’il est purement arbitraire, et dès lors on est assez le maître de choisir celui qu’on regarde comme le plus commode ou le plus communément reçu. [...] Imaginons un homme qui a ... tout oublié, ou qui s’éveille tout neuf pour les objets qui l’environnent... [...] Ensuite mettons-nous à la place de cet homme, ou supposons qu’il ait acquis autant de connaissances et qu’il ait autant d’expérience que nous en avons ; il viendra à juger les objets de l’histoire naturelle par les rapports qu’ils auront avec lui ; ceux qui lui seront les plus nécessaires, les plus utiles, tiendront le premier rang ; par exemple, il donnera la préférence, dans l’ordre des animaux, au cheval, au chien, au bœuf, etc., et il connaîtra toujours mieux ceux qui lui seront les plus familiers : ensuite il s’occupera de ceux qui, sans être familiers, ne laissent pas que d’habiter les mêmes lieux, les mêmes climats... [...] Il en sera de même pour les poissons, pour les oiseaux, pour les insectes, pour les coquillages, pour les plantes, pour les minéraux et pour toutes les autres productions de la nature : il les étudiera à proportion de l’utilité qu’il en pourra tirer ; il les considérera à mesure qu’ils se présenteront plus familièrement, et il les rangera dans sa tête relativement à cet ordre de ses connaissances, parce que c’est en effet l’ordre selon lequel il les a acquises, et selon lequel il lui importe de les conserver. » (Histoire naturelle. Premier discours. De la manière d’étudier et de traiter l’histoire naturelle)
Bachelard, dans La formation de l’esprit scientifique, discerne dans ce point de vue utilitariste choisi comme base d’une méthode à prétention objective l’un des principaux obstacles à la connaissance scientifique : « Flourens a dénoncé chez Buffon cette référence systématique à l'utilité. (Buffon) « ne veut plus juger des objets que par les rapports d'utilité ou de familiarité qu'ils ont avec nous ; et sa grande raison pour cela, c'est « qu'il nous est plus facile, plus agréable et plus utile de considérer les choses par rapport à nous que sous aucun autre point de vue ». » On voit de reste que l'examen empirique pratiqué suivant les conseils de Buffon, en partant du point de vue familier et utilitaire, risque d'être offusqué par un intérêt qui n'est pas spécifiquement intellectuel. Une psychanalyse de la connaissance objective doit rompre avec les considérations pragmatiques. » 
La pensée de Buffon — comme la pensée française en général, telle que formée par le classicisme, qui croit en une raison toute pure et sans limites, qui veut croire que cette raison universelle est une particularité propre aux Français, qui finit par affirmer que cette raison est consubstantielle à la langue française elle-même — est incapable de penser ce qu’un Freud mettra en lumière avec la psychanalyse, l’inconscient de cette « raison ».
Lorsque Buffon parle de l’âme, il la définit comme un « principe spirituel », le « principe de toute connaissance », « toujours en opposition avec cet autre », le « principe animal et purement matériel » : « le premier est une lumière pure qu'accompagnent le calme et la sérénité, une source salutaire dont émanent la science, la raison, la sagesse ; l'autre est une fausse lueur qui ne brille que par la tempête et dans l'obscurité, un torrent impétueux qui roule et entraine à sa suite les passions et les erreurs ». (Discours sur la nature des animaux) Mais l’œuvre de Buffon, fondée de son propre aveu sur ce qui est le « plus facile », le « plus agréable » et le « plus utile », à savoir « considérer les choses par rapport à nous », est entièrement « offusqué(e) par un intérêt qui n'est pas spécifiquement intellectuel ». Lorsqu’on examine l’univers en se posant comme son « chef-d’œuvre », en se donnant comme référence, comme incarnation du « vrai » et du « beau » de l’humanité, on définit par là-même tout ce qui n’est pas soi comme inférieur, laid et faux. Et toute l’anthropologie de l’intendant des jardins du Roi, comme la pensée classique, dont elle est une émanation, ne vise qu’à cela.
« Buffon est encore un artiste du XVIIe siècle au milieu du XVIIIe. Quoique naturaliste, il a le tempérament d'un géomètre. Il écrit l’Histoire des animaux a priori. C'est un constructeur de grandes hypothèses, un métaphysicien en géologie, plutôt qu'un observateur et un collectionneur de faits. Ce n'est pas à la quantité des vérités qu'il tient, mais à leur forme, à leur beauté. Il a vu du reste la nature bien plutôt en esthéticien qu'en savant. » 
Le monogénisme de Buffon aboutit au même résultat que le polygénisme de Voltaire, à la même hiérarchisation des êtres humains, de leurs civilisations ou cultures, de leurs langues, de leurs « mœurs ». Seule une minorité est « civilisée », l’élite des pays « policés », seule elle mérite attention et considération. Dans une Adresse à messieurs de l'académie française, Buffon leur dit : « Que de grands objets, messieurs, frappent ici mes yeux ! et quel style et quel ton faudrait-il employer pour les peindre et les représenter dignement ! L'élite des hommes est assemblée ; la Sagesse est à leur tête. La Gloire, assise au milieu d'eux, répand ses rayons sur chacun, et les couvre tous d'un éclat toujours le même et toujours renaissant. Des traits d'une lumière plus vive encore partent de sa couronne immortelle, et vont se réunir sur le front auguste du plus puissant et du meilleur des rois [Louis XV]. »
Le reste de l’humanité n’est que sauvagerie et barbarie, laideur, superstition, ignorance, stupidité, animalité. Ce que l’Européen lui réserve se tient dans cette alternative : ou se laisser civiliser, si elle le peut, ou disparaître. Pauw voyait dans le débat entre monogénisme et polygénisme — le genre humain est-il issu d’une « tige » ou de plusieurs — une « question inutile » : « Que le genre humain ait eu une tige, ou qu’il en ait eu plusieurs, question inutile que des physiciens ne devraient jamais agiter en Europe... »  Le racisme, pour être plus latent, car faisant descendre tous les humains de la même « tige », n’en est pas moins réel chez Buffon que chez Voltaire, et il se donne également, et plus fortement que chez Voltaire, l’apparence scientifique.

#### L’idéologie coloniale: dichotomie «civilisé»/«sauvage» ethumanisme de conquête
Le rapport à l’autre dans la confrontation entre l’Européen et le non-Européen est fondé sur l’opposition « civilisé »/« sauvage » (ou « barbare »), rapport biaisé par les mots mêmes en présence, rapport inégalitaire, entièrement à la faveur de l’Européen dans le cas de Buffon, de Voltaire et d’autres, — plus rarement à l’avantage du « sauvage » chez ceux qui, comme Rousseau, voient davantage les vices chez le « civilisé », et lui opposent le « bon sauvage ». Cet européocentrisme détermine le regard sur l’autre et — comme l’orientalisme s’est construit en envers négatif de la « civilisation » occidentale — il construit le « sauvage » (et le « barbare ») en envers, généralement négatif, de l’Européen « civilisé » : « Tantôt il est question de peuples sans histoire, sans écriture, sans religion, sans mœurs, sans police, et dans ce premier type de discours les négations se combinent avec des traits marqués positivement pour signifier le manque, le vide immense de la sauvagerie opposé au monde plein du civilisé. Tantôt on envie ces mêmes peuples qui vivent sans maîtres, sans prêtres, sans lois, sans vices, sans tien ni mien, et les négations, combinées ici avec des traits marqués négativement, disent le désenchantement de l’homme social et l’infini bonheur de l’homme naturel. » 
L’opposition « civilisé »/« sauvage » au sein de l’humanité se double d’une opposition « nature cultivée »/« nature sauvage » ou « brute » : « La nature brute », dit Buffon, « est hideuse et mourante ; c’est moi, moi seul qui peux la rendre agréable et vivante... [...] Qu’elle est belle cette nature cultivée ! Que, par les soins de l’homme, elle est brillante et pompeusement parée ! » 
Dans cette « nature cultivée », le destin de l’animal est d’être domestiqué et asservi à l’homme, n’ayant pour fonction que de lui servir d’aide dans l’œuvre de défrichement et de culture : « ...servons nous de ces nouveaux aides pour achever notre ouvrage ; que le bœuf, soumis au joug, emploie ses forces et le poids de sa masse à sillonner la terre... » Les animaux et les plantes inutiles ou nuisibles doivent être écartés : « bientôt, au lieu du jonc, du nénuphar, dont le crapaud composait son venin, nous verrons paraître la renoncule, le trèfle, les herbes douces et salutaires » ; « que de trésors ignorés ! que de richesses nouvelles ! Les fleurs, les fruits, les grains perfectionnés, multipliés à l’infini ; les espèces utiles d’animaux transportées, propagées, augmentées sans nombre ; les espèces nuisibles réduites, confinées, reléguées... »
L’œuvre de Buffon est un appel aux Européens — qui, partie supérieure de l’humanité, sont les seuls à même d’établir entre les êtres vivants et dans la nature en général « l’ordre, la subordination, l’harmonie » — à continuer de coloniser et d’exploiter le reste du globe : « ...l’or, et le fer, plus nécessaire que l’or, tirés des entrailles de la terre ; les torrents contenus ; les fleuves dirigés, resserrés ; la mer soumise, reconnue, traversée d’un hémisphère à l’autre ; la terre accessible partout, partout rendue aussi vivante que féconde... » 
Des idées, des images et des incitations analogues se retrouvent dans l’Histoire des deux Indes de Raynal, qui juge que l’Amérique, avant l’arrivée des Européens — avant que « l'homme y parut » —, était une terre qui « semblait inutile à l'homme », peuplée d’humains « épars » qui « se fuyaient, ou ne se cherchaient que pour se détruire » : « Tout à coup l'homme y parut, et l'Amérique septentrionale changea de face. Il y porta la règle et la faux de la symétrie avec les instrumens de tous les arts. Aussitôt des bois impraticables s'ouvrent et reçoivent dans de larges clairières des habitations commodes. Les animaux destructeurs cèdent la place à des troupeaux domestiques, et les ronces arides aux moissons abondantes. Les eaux abandonnent une partie de leur domaine, et s'écoulent dans le sein de la terre ou de la mer par des canaux profonds. Les côtes se remplissent de cités, les anses de vaisseaux, et le Nouveau-Monde subit le joug de l'homme à l'exemple de l'Ancien. Quels efforts puissants ont élevé le merveilleux édifice de l'industrie et de la politique européenne ! » 
Buffon n’est cependant pas tout à fait aveugle — pas plus que Raynal — aux vices de l’homme civilisé, à son penchant pour une gloire fondée sur le « sang » et le « carnage », et il évoque amèrement l’œuvre destructrice de la guerre, dont la cause est « l’insatiable avidité » et « l’ambition encore plus insatiable » de l’homme : « Ce temps où l'homme perd son domaine, ces siècles de barbarie pendant lesquels tout périt, sont toujours préparés par la guerre, et arrivent avec la disette et la dépopulation. L’homme, qui ne peut que par le nombre, qui n’est fort que par sa réunion, qui n’est heureux que par la paix, a la fureur de s’armer pour son malheur, et de combattre pour sa ruine ; excité par l’insatiable avidité, aveuglé par l’ambition encore plus insatiable, il renonce aux sentimens d’humanité, tourne toutes ses forces contre lui-même, cherche à s’entre-détruire, se détruit en effet ; et après ces jours de sang et de carnage, lorsque la fumée de la gloire s’est dissipée, il voit d’un œil triste la terre dévastée, les arts ensevelis, les nations dispersées, les peuples affaiblis, son propre bonheur ruiné, et sa puissance réelle anéantie. » 
Buffon est également sensible aux souffrances des « sauvages », notamment à celles entraînées par la soif de l’or des conquérants européens — sourds à la « voix de la sagesse » et au « cri de la pitié » et se permettant « tous les excès du fort contre le faible » — soif de l’or qui, en plus d’avoir « dépeuplé l’Europe », a « englouti les nations américaines » : « L’on doit voir assez évidemment par cette énumération de toutes les terres qui ont produit et produisent encore de l’or, tant en Europe qu’en Asie et en Afrique, combien peu nous était nécessaire celui du Nouveau-Monde ; il n’a servi qu’à rendre presque nulle la valeur du nôtre ; il n’a même augmenté que pendant un temps assez court la richesse de ceux qui le faisaient extraire pour nous l’apporter ; ces mines ont englouti les nations américaines et dépeuplé l’Europe : quelle différence pour la nature et pour l’humanité, si les myriades de malheureux qui ont péri dans ces fouilles profondes des entrailles de la terre eussent employé leurs bras à la culture de sa surface ! Ils auraient changé l’aspect brut et sauvage de leurs terres informes en guérets réguliers, en riantes compagnes aussi fécondes qu’elles étaient stériles et qu’elles le sont encore ; mais les conquérants ont-ils jamais entendu la voix de la sagesse, ni même le cri de la pitié ? Leurs seules vues sont la déprédation et la destruction ; ils se permettent tous les excès du fort contre le faible ; la mesure de leur gloire est celle de leurs crimes, et leur triomphe l’opprobre de la vertu. En dépeuplant ce nouveau monde, ils l’ont défiguré et presque anéanti ; les victimes sans nombre qu’ils ont immolées à leur cupidité mal entendue auront toujours des voix qui réclameront à jamais contre leur cruauté : tout l’or qu’on a tiré de l’Amérique pèse peut-être moins que le sang humain qu'on y a répandu. » 
Cet humanisme qui surgit par endroits chez Buffon, comme chez d’autres, n’est cependant pas une condamnation de la colonisation et une invitation à y renoncer. C’est un humanisme de conquête. L’idéologie de Buffon, comme celle, généralement, des penseurs de son siècle, est un soutien à la colonisation, à une colonisation réformée, « humanisée », et par là légitimée. C’est l’idéologie de la « mission civilisatrice » elle-même, l’idéologie coloniale des deux siècles à venir : « Certes il n’est pas un philosophe qui ne condamne les crimes des conquistadors, l’atroce commerce des esclaves, la cruauté des colons. Mais le siècle qui s’attendrit si volontiers sur le sort des peuples sauvages et qui s’indigne de la barbarie des civilisés ne lui connaît réellement qu’un antidote : la civilisation [au sens d’action de civiliser] des sauvages, seul fondement moral d’un humanisme de la conquête. » 
Cet humanisme construit une dualité, « le couple sauvage-civilisé » qui, dit M. Duchet, « commande le fonctionnement de la pensée anthropologique », distribuant les rôles, « l’homme sauvage » en « objet », « l’homme civilisé » en « sujet » : ce dernier « est celui qui civilise, il apporte avec lui la civilisation, il la parle, il la pense, et parce qu’elle est le mode de son action, elle devient le référent de son discours. Bon gré mal gré, la pensée philosophique prend en charge la violence faite à l’homme sauvage, au nom d’une supériorité dont il participe : elle a beau affirmer que tous les hommes sont frères, elle ne peut se défendre d’un européocentrisme, qui trouve dans l’idée de progrès son meilleur alibi. » L’« anticolonialisme des philosophes » est un « mythe ».
Les penseurs du XVIIIe siècle sont ordinairement si peu anticolonialistes qu’ils cherchent des modèles convenables de colonisation, et en ont trouvé un dans les pratiques des jésuites, notamment au Paraguay et au Brésil — même quand ils goûtent peu leur « zèle outré pour la religion » (Raynal) —, ou encore dans celles des quakers dans le voisinage de la Pennsylvanie : 
« Le Paraguay peut nous fournir un autre exemple. On a voulu en faire un crime à la Société [de Jésus], qui regarde le plaisir de commander comme le seul bien de la vie ; mais il sera toujours beau de gouverner les hommes en les rendant plus heureux. Il est glorieux pour elle d'avoir été la première qui ait montré dans ces contrées l'idée de la religion jointe à celle de l'humanité. En réparant les dévastations des Espagnols, elle a commencé à guérir une des grandes plaies qu'ait encore reçues le genre humain. Un sentiment exquis qu'a cette société pour tout ce qu'elle appelle honneur, son zèle pour une religion qui humilie bien plus ceux qui l'écoutent que ceux qui la prêchent, lui ont fait entreprendre de grandes choses ; et elle y a réussi. Elle a retiré des bois des peuples dispersés ; elle leur a donné une subsistance assurée ; elle les a vêtus ; et, quand elle n'aurait fait par-là qu'augmenter l'industrie parmi les hommes, elle aurait beaucoup fait. » (Montesquieu, De l’esprit des lois, IV-6)
« Si quelqu'un doutait de ces heureux effets de la bienfaisance et de l'humanité sur des peuples sauvages, qu'il compare les progrès que les jésuites ont faits, en très-peu de temps, dans l'Amérique méridionale, avec ceux que les armes et les vaisseaux de l'Espagne et du Portugal n'ont pu faire en deux siècles. Tandis que des milliers de soldats changeaient deux grands empires policés en déserts de sauvages errants, quelques missionnaires ont changé de petites nations errantes en plusieurs grands peuples policés. » (Raynal, Histoire des deux Indes, IX-6 : Ascendant des Missionnaires sur les naturels du Brésil, et sur les Portugais, dans les premiers tems de la colonie) 
« Ceux qui habitent dans les terres voisines des côtes de la mer se sont un peu civilisés par le commerce volontaire ou forcé qu'ils ont avec les Portugais ; mais ceux de l'intérieur des terres sont encore, pour la plupart, absolument sauvages. Ce n'est pas même par la force et en voulant les réduire à un dur esclavage, qu'on vient à bout de les policer ; les missions ont formé plus d'hommes dans ces nations barbares, que les armées victorieuses des princes qui les ont subjuguées. Le Paraguay n'a été conquis que de cette façon ; la douceur, le bon exemple, la charité et l'exercice de la vertu, constamment pratiqués par les missionnaires, ont touché ces sauvages, et vaincu leur défiance et leur férocité ; ils sont venus souvent d'eux-mêmes demander à connaître la loi qui rendait les hommes si parfaits, ils se sont soumis à cette loi et réunis en société. Rien ne fait plus d'honneur à la religion que d'avoir civilisé ces nations et jeté les fondements d'un empire, sans autres armes que celles de la vertu. » (Buffon, Variétés dans l'espèce humaine)
« [L]’établissement dans le Paraguay par les seuls jésuites espagnols paraît à quelques égards le triomphe de l'humanité ; il semble expier les cruautés des premiers conquérants. Les quakers dans l'Amérique septentrionale, et les jésuites dans la méridionale, ont donné un nouveau spectacle au monde. [...] Les primitifs ou quakers ont adouci les mœurs des sauvages voisins de la Pennsylvanie ; ils les ont instruits seulement par l'exemple, sans attenter à leur liberté, et ils leur ont procuré de nouvelles douceurs de la vie par le commerce. Les jésuites se sont à la vérité servis de la religion pour ôter la liberté aux peuplades du Paraguay : mais ils les ont policées ; ils les ont rendues industrieuses, et sont venus à bout de gouverner un vaste pays, comme en Europe on gouverne un couvent. Il paraît que les primitifs ont été plus justes, et les jésuites plus politiques. Les premiers ont regardé comme un attentat l'idée de soumettre leurs voisins ; les autres se sont fait une vertu de soumettre des sauvages par l'instruction et par la persuasion. » (Voltaire, Essai sur les mœurs et l’esprit des nations, chap. CLIV. Du Paraguay. De la domination des jésuites dans cette partie de l'Amérique...)
Les administrateurs coloniaux ne pensent pas autrement, et voient dans l’évangélisation des « sauvages », en Guyane et ailleurs, le meilleur moyen d’en faire des sujets soumis, « des esclaves civilisés » [Malouet] : « Les administrateurs du bureau des Colonies n’auront garde d‘oublier les services que peuvent rendre les missionnaires, si on contient leur zèle dans de justes limites : ils savent les langues des sauvages, et ils ont l’art de les persuader. » 
Des naturalistes, souvent secondés de dessinateurs, accompagnaient les expéditions des Européens autour de la terre afin de collecter des informations sur les pays abordés. Ces naturalistes étaient pour une grande part les disciples de Linné ou de Buffon :
« Il est sans doute bien surprenant, que de la seule université d’Upsal, il soit parti depuis 1745 jusqu’en 1760, plus de voyageurs naturalistes que d’aucun pays de l’Europe... [...] Tous ces disciples de Linnæus ont presque parcouru le globe entier... » 
L’influence de Buffon, qui s’est exercée sur Raynal, s’était « exercée d'abord sur toute une pléiade de naturalistes, à qui le chapitre des Variétés dans l'espèce humaine publié en 1749 est apparu autant comme une invite à de nouvelles recherches que comme un modèle de synthèse. » 
L’un d’eux, Commerson, qui accompagnait Bougainville, écrit dans un Sommaire d'observations d'histoire naturelle « présenté au ministre » avant son départ : « La première nuance après l'homme est celle des animaux anthropomorphes ou singe à figure humaine, dont il serait fort à désirer de connaître toutes les séries, parce qu'elles établissent un passage insensible de l'homme aux quadrupèdes. Ceux-ci, tous sujets, nés, subjugués ou révoltés de l’homme, doivent tous déposer à ses pieds volontairement ou forcément les tributs de leur sujétion. »
Parmi les « observations » faites par Commerson se trouve celle d’un peuple nain de Madagascar, les Quimos ou Quimosses, « dans lesquels il croit précisément découvrir une race proche de l’animalité, le premier élément d’une série d’« anthropomorphes ». ». Buffon reportera dans son Histoire naturelle l’existence des Quimos, et Raynal fera de même dans son Histoire des deux Indes, — Quimos que Commerson n’avait cependant pu observer du fait qu’il s’agissait d’un peuple imaginaire.
Les voyages scientifiques de Commerson ne sont pas désintéressés. Comme il le dit lui-même, il fait de la recherche de connaissances le préalable à une colonisation pacifique ou humaniste — consistant à « s’insinuer dans un pays » sans s’en « emparer à force ouverte » : « La connaissance de la côte [de Madagascar] quoique très essentielle ne peut être d’aucune utilité pour s’insinuer dans un pays dont on ne veut point s’emparer à force ouverte et dans lequel l’établissement doit avoir pour base l’affection des peuples qui l’habitent. » 
Le naturaliste Commerson est lié au milieu des « administrateurs coloniaux qui ont fait cause commune avec les économistes et les philosophes pour faire prévaloir une politique de colonisation en profondeur, fondée sur une parfaite connaissance du pays et de ses habitants ».
Dans la seconde partie du XVIIIe siècle, les colonisateurs, en lien avec les penseurs et les naturalistes de terrain, recherchent le moyen le plus efficace et le moins inhumain et destructeur de vies humaines de procéder à la colonisation. Des « plans de « civilisation » des sauvages ou d’affranchissement des nègres » sont proposés par tel ou tel (Bessner, Maudave, etc.), « dont Raynal assure la diffusion dans son livre ». « A la recherche d’un modèle de colonisation, les philosophes s’interrogent sur la « civilisation » des Indiens : au lieu de les détruire, il eût fallu les policer, les faire sortir de l’état sauvage pour les accoutumer insensiblement au travail et à leur nouvelle condition. Mais ils ne s’accordent pas sur les moyens propres à opérer un si grand changement. » 
L’ambiguïté, les limites, le faux-semblant de cet humanisme européen sont soulignés par Pauw qui, prenant l’exemple de Las Casas et lui accordant « des éloges pour les maux qu'il ne fit pas aux Américains », lui reproche d’avoir caché « des vues orgueilleuses et immenses, sous [un] plan dicté en apparence par l'humanité et la modestie », et « d'avoir le premier » eut l’idée de la traite des noirs : « Las Casas, Évêque de Chiappa, avait eu, à la vérité, l'idée de policer les Américains, de les laisser libres, de les porter au commerce, et de leur donner simplement des Gouverneurs. Mais cet Ecclésiastique, d'ailleurs intrigant, cachait des vues orgueilleuses et immenses, sous ce plan dicté en apparence par l'humanité et la modestie : si l'on lui doit des éloges pour les maux qu'il ne fit pas aux Américains, il est impossible de lui pardonné d'avoir le premier, en Espagne, formé et exécuté le projet d'aller en Afrique acheter des Nègres, de les déclarer esclaves, et de les forcer, par des traitements inouïs, à labourer la terre du nouveau Monde. » 
Pour Raynal, Buffon ou Voltaire, l’exemple à suivre est celui des jésuites (ou encore celui des quakers pour Voltaire), ce qui « montre assez la difficulté de concevoir un modèle de colonisation qui fût purement laïque ».
La christianisation est aussi ce qu’envisage Commerson : « La conversion des Madécasses [habitants de Madagascar] au christianisme est le plus grand bien que nous puissions désirer. Elle naturaliserait en quelque sorte notre police et notre politique parmi ces peuples. »
Cependant, le but du « grand système de la civilisation » est moins de les christianiser que de les assimiler, de les franciser. Parlant de Madagascar et envisageant une colonisation qui « ne devait pas être l’ouvrage de la violence », l’Histoire des deux Indes fait cette proposition : « Peut-être même n'aurait-il pas fallu songer à y amener les hommes dont l’âge aurait fortifié les habitudes ; peut-être aurait-il fallu s'attacher uniquement aux jeunes gens qui, formés par nos institutions, seraient devenus, avec le temps, des missionnaires politiques qui auraient multiplié les prosélytes du gouvernement. Le mariage des filles Madécasses avec les colons français aurait encore plus avancé le grand système de la civilisation. » 
« Qu’il s’agisse des projets de Maudave et de Commerson, qui concernent Madagascar, de ceux de Bessner, qui concernent la Guyane, ou encore du peuplement de la Louisiane ou de la Floride, on croit possible de substituer à une colonisation par la violence une politique d’assimilation, qui ferait la prospérité des établissements du Nouveau Monde. » 
Commerson avait repris à son compte un passage du Journal de Madagascar du comte de Maudave dans lequel le comte imaginait un lien de renforcement mutuel entre christianisation et francisation, — francisation consistant ici, pour commencer, à porter un prépuce et à manger du boudin — donnant pour but à la colonisation d’établir l’« autorité » française « parmi [les] peuples » de l’île, d’« en faire des Français » : « L’expérience a montré jusqu’à présent que les missions ont prospéré parmi les nations qui n’avaient point de culte, et n’ont guère fait de progrès dans les pays où il y avait une religion établie. Je ne prétends parler ici que d’une façon purement humaine et politique. [...] En ne parlant même que dans un sens purement politique, la conversion des Madécasses au christianisme est le plus grand bien que nous puissions désirer. Elle naturaliserait en quelque sorte notre police et notre autorité parmi ces peuples. Mais je crois aussi que c’est à notre police à préparer les voies au christianisme, en attendant qu’elle en reçoive à son tour une force et une sanction à laquelle rien ne pourra résister. C’est donc à nous à travailler à en faire des Français, et les ouvriers évangéliques en feront après des chrétiens. C’est un grand bonheur que le mahométisme n’ait pas tout infecté. Cependant nous aurons la circoncision et l’abstinence du porc à combattre, et je crois qu’il sera très difficile d’introduire la mode des prépuces et des boudins. Ce ne sera pas assez que les Madécasses nous voient porter les uns et manger les autres. Il est vrai qu’ils ne paraissent pas s’en scandaliser, mais, jusqu’à présent, ils ne veulent pas nous imiter. J’ai même eu la malice de faire manger du lard à plusieurs sans qu’ils s’en soient aperçus. »
On cherche à se persuader de la faisabilité de l’entreprise colonisatrice en révisant le portrait des « sauvages » qui, de féroces et d’inaptes à la civilisation, comme cherchait à le faire croire la « calomnie », sont métamorphosés en êtres tout à fait « sociables », au même titre que les Européens, et cela, naturellement, avant même leur contact avec les Européens : « On a calomnié les Madécasses lorsque sur un petit nombre d‘actes isolés d’emportement et de rage, commis dans l’accès de quelque passion violente, on n’a pas craint d’accuser la nation entière de férocité. Ils sont naturellement sociables, vifs, gais, vains et même reconnaissants. Tous les voyageurs qui ont pénétré dans l'intérieur de l’isle y ont été accueillis, secourus dans leurs besoins, traités comme des hommes, comme des frères. » 
A propos des habitants de l’île de « Hayti », au moment de leur rencontre avec Colomb, l’Histoire des deux Indes dit de même : « Ce sont les Espagnols eux-mêmes, qui nous attestent que ces peuples étaient humains, sans malignité, sans esprit de vengeance, presque sans passion. [...] On sait peu de chose de leur religion, à laquelle ils n'étaient pas fort attachés ; et il y a apparence que sur cet article comme sur beaucoup d'autres, leurs destructeurs les ont calomniés. Ils ont prétendu que ces insulaires si doux adoraient une multitude d'être malfaisants. On ne le saurait croire. Les adorateurs d'un dieu cruel n'ont jamais été bons. Et qu'importaient leurs dieux et leur culte ? Firent-ils aux nouveaux venus quelque question sur leur religion ? Leur croyance fut-elle un motif de curiosité, de haine ou de mépris pour eux ? C'est l'Européen qui se conduisit comme s'il eût été conseillé par les démons de l'insulaire ; c'est l'insulaire qui se conduisit comme s'il eut obéi à la divinité de l'Européen. »
Non seulement les indigènes sont « sociables » et « humains », mais ils ont parfois déjà un « commencement de lumière et d'industrie » — à Madagascar, par exemple : « On aperçoit un commencement de lumière et d'industrie chez ces peuples. Avec de la soie, du coton, du fil d'écorce d'arbre, ils fabriquent quelques étoffes. L'art de fondre et de forger le fer ne leur est pas entièrement inconnu. Leurs poteries sont assez agréables. Dans plusieurs cantons, ils pratiquent la manière de peindre la parole par le moyen de l’écriture. Ils ont même des livres d'histoire, de médecine, d'astrologie, sous la garde de leurs Ombis, qu'on a pris mal-à-propos pour des prêtres, et qui ne sont réellement que des imposteurs qui se disent et peut-être se croient sorciers. Ces connaissances, plus répandues à l’Ouest que dans le reste de l’isle, y ont été portées par des Arabes qui, de temps immémorial, y viennent trafiquer. » 
Ce recours au mythe du « bon sauvage » dans « le sillage du mot civilisation » est le recours à « un instrument au service d’une politique » : « les vertus de l’homme sauvage que vantent Commerson ou Maudave » comme l’Histoire des deux Indes, sont la preuve d’une « aptitude à la civilisation », et donc une justification à l’entreprise coloniale, civiliser et coloniser étant dans la plupart des esprits du temps des mots synonymes. Si l’expérience a montré que la civilisation des « sauvages » pouvait rencontrer une résistance obstinée chez certains, on la croit néanmoins généralement possible : « S’il est vain d’espérer le succès, quand il s’agit de peuples « opiniâtrement attachés à leur idiome, à leurs mœurs, à leurs coutumes », comme les Maynas, dont les jésuites mêmes n’ont pas réussi à vaincre l’indolence, on peut tout se promettre d‘un plan de civilisation qui ne rencontre ni l’obstacle du climat, ni celui du terrain. » 
On condamne l’« oppression » à laquelle on oppose la « persuasion », le « doux empire de l'opinion, le seul peut-être qu'il soit permis à des hommes d'exercer sur des hommes », « doux empire » qui doit entraîner une « soumission volontaire des esprits », comme celle que les jésuites sont parvenus à établir au Paraguay : « L'oppression d'un gouvernement monacal dut, selon d'autres, arrêter [l’augmentation de] la population des Guaranis. Mais l'oppression n'est que dans les travaux et dans les tributs forcés ; dans les levées arbitraires, soit d'hommes, soit d'argent, pour composer des armées et des flottes destinées à périr ; dans l'exécution violente des loix imposées sans le consentement des peuples et contre la réclamation des magistrats ; dans la violation des privilèges publics et l'établissement des privilèges particuliers ; dans l'incohérence des principes d'une autorité qui se disant établie de Dieu par l'épée, veut tout prendre avec l'une et tout ordonner au nom de l'autre, s'armer du glaive dans le sanctuaire, et de la religion dans les tribunaux. Voilà l'oppression. Jamais elle n'est dans une soumission volontaire des esprits, ni dans la pente et le vœu des cœurs, en qui la persuasion opère et précède l'inclination, qui ne font que ce qu'ils aiment à faire et n'aiment que ce qu'ils font. C'est là ce doux empire de l'opinion, le seul peut-être qu'il soit permis à des hommes d'exercer sur des hommes ; parce qu'il rend heureux ceux qui s'y abandonnent. Tel fut, sans doute, celui des Jésuites au Paraguay, puisque des nations entières venaient d'elles-mêmes s'incorporer à leur gouvernement, et qu'on ne vit pas une seule de leurs peuplades secouer le joug. » 
Le mot civilisation, au sens actif comme au sens passif, revient constamment, avec le verbe correspondant civiliser, dans les plans de colonisation et dans l’Histoire des deux Indes qui en est le porte-voix : « le mot devient thème, concept, il résume et supporte toute une idéologie », une « nouvelle politique, qui concilie l’humanité et l’intérêt ».
Pour les populations de chasseurs, de pêcheurs et de cueilleurs, qui se déplacent constamment, la première étape doit consister à les « fixer », et cela demande d’imaginer des stratagèmes — « distribuer des vaches », par exemple — et de détruire des préjugés :
« Jusqu'ici, dit l’Histoire des deux Indes, aucune considération n'a pu fixer ces Indiens [de Guyane]. La plus sûre voie, pour y réussir, serait de leur distribuer des vaches qu'ils ne pourraient nourrir qu'en abattant des bois et en formant des prairies. Les légumes, les arbres fruitiers dont on enrichirait leur demeure, seraient un moyen de plus pour prévenir leur inconstance. Il est vraisemblable que ces ressources qu'ils n'ont jamais connues, les dégoûteraient avec le temps, de la chasse et de la pêche, qui sont actuellement les seuls soutiens de leur misérable et précaire existence. Un préjugé bien plus funeste resterait à vaincre. Il est généralement établi chez ces peuples que les occupations sédentaires ne conviennent qu'à des femmes. Cet orgueil insensé avilit tous les travaux aux yeux des hommes. »
Cette étape est un premier palier vers un autre objectif, l’obtention des « bras nécessaires » pour développer la colonie : « Le dessèchement des côtes de la Guyane exigerait des travaux longs et difficiles. Où prendre les bras nécessaires pour l'exécution de cette entreprise ? On crut en 1763 que les Européens y seraient très-propres. Douze mille furent la victime de cette opinion. » 
Mais les indigènes de la Guyane ne sauraient suffire aux « vues étendues » de la cour de Versailles : « Cependant, après cette révolution heureuse, la Guyane ne remplirait encore que très-imparfaitement les vues étendues que peut avoir la cour de Versailles. Jamais les faibles mains des Indiens ne feront croître que des denrées de valeur médiocre. Pour obtenir de riches productions, il faudra recourir nécessairement aux bras nerveux des nègres. » 
Les conditions de la Guyane rendent cependant facile la désertions des esclaves, et une telle désertion a déjà eu lieu par le passé : « On craint la facilité qu'auront ces esclaves pour déserter de leurs ateliers. Ils se réfugieront, ils s'attrouperont, ils se retrancheront, dit-on, dans de vastes forêts, où l'abondance du gibier et du poisson rendra leur subsistance aisée ; où la chaleur du climat leur permettra de se passer de vêtement ; où les bois propres à faire des arcs et des flèches ne leur manqueront jamais. »
Pour éviter l’évasion des esclaves, le meilleur moyen serait encore une « modération » inspirée par l’humanité : « Cependant, il ne serait peut-être pas impossible de prévenir l'évasion de ces infortunées victimes de notre cupidité, en rendant leur condition supportable. La loi de la nécessité, qui commande même aux tyrans, prescrira, dans cette région, une modération que l'humanité seule devrait inspirer par-tout. » 
L’Histoire des deux Indes, qui à l’occasion condamne fermement l’esclavage, le prône en Guyane comme seule solution pour pourvoir la colonie de la main-d’œuvre jugée nécessaire par les colonisateurs — un esclavage que l’Histoire des deux Indes voudrait cependant tempéré par la « modération » dans l’intérêt même du colonisateur, morale humanitaire et intérêt colonial se rejoignant.
Dans le livre XI, consacré à la question de l’esclavage, le chapitre 23, qui s’intitule Comment on pourrait rendre l’état des esclaves plus supportable, donne comme recommandation aux esclavagistes, pour rendre l’esclavage « utile », de le rendre « doux, et cela grâce en particulier à la musique : « L'histoire de tous les peuples leur démontrerait, que pour rendre l'esclavage utile, il faut du moins le rendre doux ; que la force ne prévient point les révoltes de l’âme ; qu'il est de l’intérêt du maître, que l’esclave aime à vivre ; et qu'il n'en faut plus rien attendre, dès qu'il ne craint plus de mourir. Ce trait de lumière puisé dans le sentiment, mènerait à beaucoup de réformes. On se rendrait à la nécessité de loger, de vêtir, de nourrir convenablement des êtres condamnés à la plus pénible servitude qui ait existé, depuis l'infâme origine de l'esclavage. On sentirait qu'il n'est pas dans la nature, que ceux qui ne recueillent aucun fruit de leurs sueurs, qui n'agissent que par des impulsions étrangères, puissent avoir la même intelligence, la même économie, la même activité, la même force, que l'homme qui jouit du produit entier de ses peines, qui ne suit d'autre direction que celle de sa volonté. Par degrés, on arriverait à cette modération politique, qui consiste à épargner les travaux, à mitiger les peines, à rendre à l'homme une partie de ses droits, pour en retirer plus sûrement le tribut des devoirs qu'on lui impose. Le résultat de cette sage économie, serait la conservation d'un grand nombre d'esclaves, que les maladies, causées par le chagrin ou l'ennui, enlèvent aux colonies. Loin d'aggraver le joug qui les accable, on chercherait à en adoucir, à en dissiper même l'idée, en favorisant un goût naturel qui semble particulier aux nègres. Leurs organes sont singulièrement sensibles à la puissance de la musique. [...] La musique chez eux anime le courage, éveille l'indolence. [...] Un penchant si vif pourrait devenir un grand mobile entre des mains habiles. »
La musique est aussi un élément central dans le plan de civilisation que le baron Bessner envisage pour les indigènes de l’Amérique dans son Précis sur les Indiens, « dont l’Histoire des Indes reproduit l’essentiel » : « Parmi les moyens de civiliser ces peuples, la Musique sera un des plus efficaces. » 
Dans ses Mémoires, Malouet juge ce genre de plans élaborés depuis Paris, loin de toute connaissance réel du terrain, tout à fait chimérique. Voici comment il présente le projet de Bessner : « En 1776, Cayenne redevint, pour la troisième fois dans l’espace de douze ans, un nouveau Pérou. Un baron de Bessner, qui visait à en être gouverneur, et qui y est parvenu après mon administration, avait électrisé toutes les têtes. Lié avec des savants, des financiers, des gens de la cour, il leur distribuait ses mémoires et les intéressait tous au succès de ses plans, qu’il savait adapter aux goûts et aux lumières de ceux auxquels il s’adressait. La première partie de ses récits rappelait toujours les fautes commises, les catastrophes et leurs causes qu’il était facile d’éviter. Venaient ensuite pour M. de Buffon, pour les naturalistes qu’il fréquentait, les détails les plus piquants sur l’histoire naturelle et minéralogique de la Guyane. Aux gens de la cour, aux financiers, il présentait la perspective des plus riches produits, moyennant les plus légères avances. »
Ce qui manquait au riche sol de la Guyane, c’était des « bras pour la récolte » « et ces bras n'étaient pas ceux des paysans d’Europe, qu’on avait sacrifiés, disait-il, avec une cruauté absurde ; c’étaient les naturels du pays, les Indiens eux-mêmes, qu’il était facile de réunir et d'employer à peu de frais. C’étaient vingt mille nègres marrons de Surinam qui demandaient asile sur notre territoire, et dont la retraite et l’emploi pourraient être aisément négociés avec la Hollande. »
L’exploitation des colonies demande l’existence d’une main-d’œuvre sans laquelle l’intérêt de posséder des colonies est singulièrement limité : « Sans indigène, pas de production et pas d'impôt : voilà pour le gouvernement ; sans indigène, pas d'agriculture ni d'industrie : voilà pour les colons-planteurs ; sans indigènes, pas d'affaires : voilà pour les commerçants : sans indigènes il n'y aurait plus qu'à évacuer. » (J. Chailley, Dix années de politique coloniale, 1902)
Dans les colonies dont le climat est malsain pour l’Européen, ce qui fut le cas de la plupart des colonies françaises, comme la Guyane, deux solutions se présentent : transformer l’indigène en main-d’œuvre, ou importer cette main-d’œuvre de régions au climat similaire, comme on le fit dans la traite négrière. Les plans de civilisation des indigènes, comme celui du baron Bessner, ont ce but : développer la main-d’œuvre pour faire de la colonie une affaire fructueuse. Toute entreprise coloniale suppose un investissement qui ne peut se trouver que si elle promet des profits, et c’est par cette promesse que Bessner obtint l’attention des financiers et des gens de la cour.
Malouet doutait de la pertinence du projet de Bessner pour la Guyane : « Après la catastrophe du Kourou, on ne vous propose plus des cultivateurs européens ; ce sont des Indiens et des nègres fugitifs dont on veut faire des laboureurs et des pasteurs, sous le prétexte très-plausible qu’ils sont acclimatés et déjà habitants de la terre qu’il est question d'exploiter. Mais qui vous assure que ces Indiens et ces nègres existent, qu’il sera facile d’en rassembler cent mille, de les civiliser, de les former au travail ? »
La vie « sauvage » des indigènes, qui « paraît si misérable » à l’Européen, pouvait avoir pour les indigènes eux-mêmes une attirance plus forte que la vie « civilisée » que les Européens voulaient leur imposer, ainsi que le suggère Malouet : « Arrêtons-nous maintenant aux détails de cette vie sauvage qui nous paraît si misérable. Nous y trouverons peut-être le degré de civilisation qui convient aux Indiens et qui suffit à leur bonheur. Premièrement, ils sont en réalité dans un état de société ; ils vivent en famille ; ils ont une association nationale, car leur village est pour eux la cité ; ils ont un magistrat ou chef, qui les représente dans leurs relations de voisinage, qui les commande à la guerre ; ils n'ont pas besoin du Code civil, n'ayant ni terres, ni procès ; mais leurs usages, les coutumes de leurs pères sont religieusement observés. La communauté délibère, le chef exécute ; la paix ou la guerre, une alliance, un changement de domicile, une chasse commune, voilà toutes les délibérations de leur conseil. Cette égalité que nous avons si douloureusement, ils l'ont trouvée, ils la maintiennent sans effort ; la plus parfaite indépendance supplée pour eux tout ce qui manque, selon nous, à leur civilisation, et l'on ne peut pas dire qu'ils en jouissent sans en connaître le prix. Rien n'est plus frappant pour un Européen que leur indifférence, l'éloignement même que leur cause le spectacle de nos arts, de nos mœurs, de nos jouissances. Les plus apathiques du continent sont ceux de la Guyane ; mais quelque bornés qu'ils soient, ils ont, en général, un sens droit ; ils raisonnent peu, mais ils rendent avec précision le petit nombre d'idées sur lesquelles leur jugement s'exerce. Depuis la baie d'Hudson jusqu'au détroit de Magellan, ces hommes, si différents entre eux de tempérament, de figure, de caractère, les uns doux, les autres féroces, tous s'accordent en un seul point : l'amour de la vie sauvage, la résistance à la civilisation perfectionnée ; et si l'on considère combien de fatigues, de périls et d'ennuis cette vie sauvage leur impose, il faut qu'elle ait un charme particulier, qui ne peut être que l'amour de l'indépendance, caractère distinctif de tous les êtres animés. »
Malouet ne juge pas seulement le projet de Bessner chimérique, il le juge, d’un point de vue politique, une tromperie, substituant à une « égalité » et une « indépendance » qui font la valeur de la « vie sauvage » — à laquelle les indigènes demeurent attachés malgré le « spectacle » de la civilisation européenne et contrairement aux expectations des Européens — un « contrat truqué » (M. Duchet) qui fait des indigènes la « dernière classe de nos sociétés » : « (...) comment se flatter qu’une poignée de sauvages, répandue sur un vaste continent, heureux par la liberté, par l’absence des peines, par la facilité de se nourrir sans beaucoup de soin, se constitue volontairement dans la dernière classe de nos sociétés, celle qui n’a en partage que le travail, le  besoin, l’obéissance ? Du moment qu’on voudra mettre une bêche à la main de ces Indiens, qu’on le fera garder des troupeaux, ne se verra-t-il pas alors assimilé à nos esclaves ? Certainement il serait moins difficile de les engager à se faire bourgeois ou rentiers (...). » 
La civilisation des indigènes par l’Européen n’est que leur asservissement, leur intégration dans un système dans lequel ils ne sont qu’une classe dominée et utilisée au bon gré du colonisateur, et toute la politique coloniale, derrière le discours humanitaire, ne vise qu’à assurer cette domination et cet assujettissement : « Si l’on donne au mot toute l’étendue de son sens — y compris son sens politique —, l’idée de civilisation, appliquée au monde sauvage, finit par se détruire elle-même. Elle n’est qu’un avatar de l’idée coloniale. » 
Une autre menace que l’asservissement guette les indigènes : leur disparition — menace qu’envisage Diderot dans l’Histoire des deux Indes, et dont il décèle l’une des causes dans les « pièges sans nombre que nous ne cessons de leur tendre » : « Une réflexion se présente. Si l'on considère la haine que les sauvages se portent de horde à horde, leur vie dure et disetteuse, la continuité de leurs guerres, leur peu de population, les pièges sans nombre que nous ne cessons de leur tendre, on ne pourra s'empêcher de prévoir qu'avant qu'il se soit écoulé trois siècles ils auront disparu de la terre. Alors que penseront nos descendants de cette espèce d'hommes, qui ne sera plus que dans l'histoire des voyageurs ? »

#### L’Histoire des deux Indeset la politique coloniale de la France
L’Histoire des deux Indes (titre complet : Histoire philosophique et politique des établissemens et du commerce des Européens dans les deux Indes) de Raynal (aidé de collaborateurs), eut un fort impact en son temps et apporta à son auteur la célébrité — une célébrité qui n’allait toutefois pas durer. « Publiée en plus de trente éditions et vingt-quatre versions abrégées, son œuvre fut un best-seller international. [...] On dit qu’elle a inspiré le révolutionnaire haïtien Toussaint L’Ouverture et incité l’invasion de l’Égypte par Napoléon. » 
Publiée pour la première fois en 1772 anonymement, republiée, révisée et augmentée durant les années 1770, la troisième édition parut en 1780 avec Raynal en nom d’auteur et une participation plus importante que précédemment, mais toujours non créditée, de Diderot. Raynal y est présenté en « défenseur de l’humanité, de la vérité, de la liberté » et donné en portrait avec l’Encyclopédie en arrière-plan. Composé de 19 livres répartis en 4 ou 10 tomes selon les éditions, elle suit des tendances contradictoires, balançant entre l’apologie de la colonisation — comme celle de l'Amérique septentrionale, qui « changea de face » grâce au « merveilleux édifice de l'industrie et de la politique européenne » — et sa condamnation — dans certains textes de Diderot. Cette fluctuation existe même sur la question de l’esclavage. D’une façon générale, l’œuvre essaie cependant de peser le pour et le contre de la colonisation et n’hésite ni à poser des questions de principe — par exemple : « Les Européens ont-ils été en droit de fonder des colonies dans le Nouveau-Monde ? (Livre VIII, chap. 1) — ni à dénoncer les crimes de la colonisation européenne.
L’introduction met en évidence l’importance du sujet, à savoir l’expansion européenne, « dans les deux Indes » dit le titre, en réalité sur le reste du globe : « Il n’y a point eu d'événement aussi intéressant pour l'espèce humaine en général, et pour les peuples de l’Europe en particulier, que la découverte du Nouveau-monde et le passage aux Indes par le cap de Bonne-Espérance. Alors a commencé une révolution dans le commerce, dans la puissance des nations, dans les mœurs, l’industrie et le gouvernement de tous les peuples. C'est à ce moment que les hommes des contrées les plus éloignées se sont rapprochés par de nouveaux rapports et de nouveaux besoins. [...] ...par-tout les hommes ont fait un échange mutuel de leurs opinions, de leurs loix, de leurs usages, de leurs maladies, de leurs remèdes, de leurs vertus et de leurs vices. »
Ce dont l’ouvrage se veut d’abord le promoteur, c’est le commerce. La diffusion de la civilisation, le polissage des hommes, est, selon Raynal (et Diderot, auteur du passage), l’œuvre des peuples commerçants : « C'est là enfin que, voyant à mes pieds ces belles contrées où fleurissent les sciences et les arts, et que les ténèbres de la barbarie avaient si long-tems occupées, je me suis demandé : Qui est-ce qui a creusé ces canaux ? Qui est-ce qui a desséché ces plaines ? Qui est-ce qui a fondé ces villes ? Qui est-ce qui a rassemblé, vêtu, civilisé ces peuples ? Et qu'alors toutes les voix des hommes éclairés qui sont parmi elles m'ont répondu : c'est le commerce, c'est le commerce. En effet, les peuples qui ont poli tous les autres, ont été commerçans. »
Si Diderot contribuait anonymement à l’ouvrage, c’est peut-être pour se protéger d’éventuelles répercussions : « Avec Raynal prenant la couverture, ses contributeurs furent en mesure de faire des arguments hétérodoxes qui les auraient probablement mis en prison si leur paternité avait été connue. Diderot, en particulier, semblait apprécier l’opportunité d’élaborer des arguments moraux et politiques controversés sans la menace d’une expulsion ou d’un retour à Vincennes, où il avait été emprisonné pour avoir écrit des documents prétendument blasphématoires. »
La troisième édition fut d’ailleurs interdite en 1781 par le parlement de Paris — les exemplaires récupérés mis au feu — et Raynal condamné à l’exil. Il était pourtant un auteur en quelque sorte officiel, déployant « son activité au service du pouvoir », recevant une pension de l’État, pension qui continua d’être versée après la condamnation du livre et l’exil. (« cette pension lui est confirmée en 1779 et à nouveau en 1786 ».  
Raynal travaillait en lien avec le ministère des affaires étrangères, et l’œuvre, comme ce fut le cas précédemment pour Raynal, peut avoir été au départ une commande officielle : « Plusieurs documents montrent en effet que la « fabrication » de l’Histoire des Indes a eu un but politique, si même elle n’a pas été une commande officielle, comme l’Histoire des voyages de Prévost. [...] ...Raynal était au courant de tous les projets qui s’élaboraient dans les Bureaux » ; « son livre était non seulement une encyclopédie du monde colonial, mais aussi une chronique de la politique coloniale ; enfin, et surtout, « l’abbé n’avait rien à refuser au Ministère ».
Les objectifs de Raynal, sa « vision géopolitique » et le « discours économique » qu’il présente dans l’œuvre possèdent « plusieurs points en commun avec la stratégie diplomatique suivie par le duc de Choiseul pour contrecarrer la prépondérance anglaise » ; « l’Histoire se fit le porte-parole de la tentative accomplie par le duc de Choiseul d’utiliser le Pacte de Famille (1761) pour créer un espace commercial unifié capable de contrebalancer le pouvoir économique de la Grande-Bretagne ».
L’aide apportée par la France aux indépendantistes américains s’inscrivit dans le cadre de cette lutte avec l’Angleterre : « Mais c'est surtout dans les négociations qui préparèrent la « guerre d'indépendance » et qui eurent pour but de réparer les pertes de 1763, qu'on saisit la préoccupation des hommes d'État au sujet des colonies. Choiseul, on le sait, croyait ou feignait de croire qu'il avait « attrapé » les Anglais, en leur cédant le Canada, dont la population n'atteignait par soixante mille âmes et le commerce un million et demi. Plus tard, de Vergennes répétait encore : « Le conseil du roi d'Angleterre se trompe grièvement s'il se persuade que nous regrettons autant le Canada qu'il peut se repentir d'en avoir fait l'acquisition. » Mais Choiseul et Vergennes n'en ont pas moins au cœur la blessure faite en 1763 ; ils n'en brûlent pas moins du désir de ruiner cet empire colonial que l'Angleterre a formé [aux dépens de la France]. Ils entretiennent des agents près des Américains révoltés, à la fois pour les exciter et supputer leurs forces. » 
Rayneval, premier commis aux Affaires étrangères, avait rédigé un Mémoire remis en mars 1776 dans lequel il présentait les enjeux du conflit entre la Grande-Bretagne et ses colonies américaines et l’intérêt qu’aurait la France à intervenir dans le conflit : « La querelle qui subsiste actuellement entre l’Angleterre et ses colonies est un de ces événements majeurs qui méritent l’attention de toutes les puissances, par l’influence qu'elle peut avoir sur l'existence politique de la Grande-Bretagne. La France surtout et l'Espagne ont un intérêt immédiat à en suivre la marche et les progrès, et en préjuger les effets. […] L'Angleterre est l'ennemi naturel de la France ; et elle est un ennemi avide, ambitieux, injuste et de mauvaise foi : l'objet invariable et chéri de sa politique est, sinon la destruction de la France, du moins son abaissement, son humiliation et sa ruine. C'est là depuis longtemps le motif véritable des guerres qu'elle nous a suscitées ; cette raison d’État l'emporte toujours sur toute autre considération, et lorsqu'elle parle tous les moyens sont justes, légitimes et même nécessaires, pourvu qu'ils soient efficaces. Ces dispositions, jointes au soin que la France doit prendre de sa propre conservation, l'autorisent et même l'invitent à saisir toutes les occasions possibles pour affaiblir les forces et la puissance de l'Angleterre, tandis que de l'autre la politique lui en fait un devoir. »
En aidant les colonies américaines à se rendre indépendantes de l’Angleterre, Rayneval conjecturait les répercussions suivantes : « En nous rendant aux désirs des colonies, et en supposant efficace l’assistance que nous leur accorderions, il paraît devoir en résulter les avantages suivants : 1° La puissance de l'Angleterre diminuera et la nôtre haussera d’autant ; 2° son commerce éprouvera une perte irréparable, tandis que le nôtre prendra de l’accroissement ; 3° il est très-probable que par la suite des événements nous pourrions recouvrer une partie des possessions que les Anglais nous ont enlevées en Amérique, comme la pêche de terre, celle du golfe Saint-Laurent, l’île Royale, etc. On ne parle pas du Canada. »
Cependant, l’indépendance des colonies américaines pouvait également entraîner des conséquences néfastes pour l’empire français, conséquences que Rayneval présente ainsi : « Mais, dira-t-on, l’indépendance des colonies anglaises préparera une révolution dans le Nouveau-Monde ; elles seront à peine tranquilles et assurées de leur liberté, qu'elles seront saisies de l’esprit de conquête ; d’où pourra résulter l’envahissement de nos colonies et des riches possessions de l’Espagne dans l’Amérique méridionale. »
A cette conjecture, Rayneval répond notamment que si les colonies atteignaient leur but, « elles [donneraient] à leur nouveau gouvernement la forme républicaine » ; « or », écrit-il, « il est généralement reçu, d'après l'expérience, que les républiques ont rarement l’esprit de conquête ».
L’amenuisement de l’empire français n’avait pas entraîné un désintérêt pour les questions coloniales chez les dirigeants français de l’époque : « …Louis XVI, qui [a fait la guerre d’Amérique avec vigueur et bonheur], était, lui aussi, un adepte de la politique coloniale. […] [Le roi avait du goût] pour la géographie, la cartographie et les voyages. L'instruction donnée à La Pérouse en 1785, rédigée avec tant de soin par Fleurieu, a été revue et annotée de sa main. Bien des actes … montrent le soin intelligent que ses ministres et lui apportaient aux questions coloniales. Turgot, de Vergennes, Necker, Sartines, de Castries, font des enquêtes attentives sur les projets qui leur sont soumis ou sur les questions qu'agite l'opinion. A aucune époque on n'a plus étudié les questions multiples de la colonisation et l'on n'a montré plus d'attachement aux colonies. »
L’œuvre de Raynal semble devoir son origine à la volonté « de repenser la politique coloniale française après les pertes de la guerre de Sept Ans ».
La vision géopolitique de Raynal est exprimée à la fin du quatorzième, et dernier, livre de l’édition de 1772, dans lequel il désigne l’Angleterre comme l’adversaire, non seulement de la France, mais des autres nations, Angleterre qui doit sa puissance — sa « monarchie universelle des mers » — à sa marine, point faible de la France — et Raynal d’appeler à la constitution d’une marine « redoutable » et « formidable » pour relever la puissance de la France, déclinante en Europe même, dénonçant au passage l’incurie et les mauvais choix des gouvernements successifs depuis Richelieu ainsi que les « circuits tortueux de la capitale ou de la cour » :
« Il n’est pas d’autre moyen de conserver les isles, qu’une marine redoutable. C’est sur les chantiers et dans les ports d’Europe, que doivent être construits les bastions et les boulevards des colonies de l’Amérique. Tandis que la métropole les tiendra, pour ainsi dire, sous les ailes de ses vaisseaux ; tant qu’elle remplira de ses flottes le vaste intervalle qui la sépare de ces filles de son industrie et de sa puissance, sa vigilance maternelle sur leur prospérité lui répondra de leur attachement. C’est donc vers les forces de mer que les peuples propriétaires du nouveau monde porteront désormais leurs regards. […] Une isle commerçante n’a pas même besoin de places. Son rempart, c’est la mer qui fait sa sûreté, sa subsistance, sa richesse. Les vents sont à ses ordres, et tous les élémens conspirent à sa gloire.
A ces titres, l’Angleterre peut tout oser, tout se promettre. Elle est maintenant la seule qui doive se confier dans ses possessions de l’Amérique, et qui puisse attaquer les colonies de ses rivaux. Peut-être ne tardera-t-elle pas à prendre, à cet égard, conseil de son courage. L’orgueil de ses succès, l’inquiétude même inséparable de ses prospérités, le fardeau des conquêtes qui semble être le châtiment de la victoire : tout la ramène à la guerre. Le peuple Anglais est écrasé sous le poids de ses entreprises et de ses dettes nationales… […] Les sentimens qu’il a conçus de sa valeur, et la terreur qu’il a inspirée de ses armes, s’affaibliraient dans une longue paix ; ses escadres s’anéantiraient dans l’oisiveté ; ses amiraux perdraient le fruit d’une heureuse expérience. Toutes ces réflexions sont des causes de guerre assez légitimes, pour une nation qui l’a faite avant de la déclarer, et qui prétend devenir la maîtresse de l’Amérique par le droit qui met les despotes à la tête des peuples. La première étincelle éclatera dans l’Amérique, et l’orage fondra d’abord sur les isles Françaises, parce que le reste, à la Havane près, ira de soi-même au-devant du joug.
C’est donc aux Français à se préparer les premiers à la défense du nouveau monde, seuls capables de le défendre s’il peut l’être, puisque les Hollandais ne sont plus rien, et que l’Espagne a laissé engourdir toutes les forces qu’elle tenait de la nature, et mis le nerf de sa puissance aux mains des autres nations. Oui la France peut seule en ce moment élever une marine formidable. Philosophes de tous les pays, amis des hommes, pardonnez à un écrivain Français d’exciter aujourd’hui sa patrie à s’armer de vaisseaux. C’est pour le repos de la terre qu’il fait des vœux, en souhaitant de voir établir sur l’empire des mers, l’équilibre qui maintient aujourd’hui la sûreté du continent.
Presque au centre de l’Europe, entre l’océan et la méditerranée, la France joint par sa position et son étendue, aux forces d’une puissance de terre, les avantages d’une puissance maritime. Elle peut transporter toutes ses productions d’une mer à l’autre, sans passer sous le canon menaçant de Gibraltar, sous le pavillon insultant des Barbaresques. […] Que de peuples lui demandent ses sels, ses huiles, ses savons, ses fruits même et ses grains ? On recherche à l’envi les denrées de ses colonies. Mais c’est encore plus par ses manufactures, ses étoffes et ses modes, qu’elle a subjugué le goût des nations. En vain ont-elles voulu mettre des barrières à cette passion que ses manières inspirent pour son luxe ; l’Europe est fascinée et n’en reviendra pas. […] Quel devait être le mouvement des navires d’une nation en possession de fournir ainsi aux autres peuples ce qui sert à nourrir leur vanité, leur luxe et leur volupté ? Aucun obstacle pris de la nature des choses ne devrait arrêter cette activité. Assez grande, pour n’être pas embarrassée dans sa marche par les puissances qui l’environnent ; assez heureusement limitée, pour n’être pas surchargée par sa propre grandeur, la France a tous les moyens d’acquérir sur mer la puissance qui peut mettre le comble à sa prospérité. […]
Les États modernes ne peuvent s’agrandir que par la puissance maritime. Depuis qu’un luxe inconnu des anciens a comme empoisonné l’Europe d’une foule de nouveaux goûts, les nations qui peuvent fournir ces besoins à toutes les autres, deviennent les plus considérables… […] C’est depuis cette révolution qui pour ainsi dire, a soumis la terre à la mer, que les grands coups d’État se sont frappés sur l’océan. Richelieu ne l’avait pas entrevue dans un avenir prochain… […] …la marine n’entra pour rien dans son plan de subjuguer la France pour dominer dans l’Europe. Le monarque dont il avait préparé la grandeur, ne la vit comme lui, que dans l’art de conquérir. Après avoir soulevé par ses entreprises tout le continent de l’Europe, il lui fallut pour résister à cette ligue, soudoyer des armées innombrables. Bientôt son royaume ne fut, pour ainsi dire, qu’un camp, ses frontières qu’une haie de places fortes. […]
Depuis la fin d’un siècle, où la nation du moins soutenait ses disgrâces par le souvenir de ses succès, en imposait encore à l’Europe par quarante ans de gloire, chérissait un gouvernement qui l’avait honoré, et bravait des rivaux qu’elle avait humiliés, la France a toujours décliné de sa prospérité, malgré les acquisitions dont son territoire s’est agrandi. Vingt ans de paix ne l’auraient pas énervée, si l’on eut tourné vers la navigation les forces qu’on avait trop longtemps prodiguées à la guerre. Mais la marine n’a pris aucune consistance. L’avarice d’un ministère, les prodigalités d’un autre, l’indolence de plusieurs, de fausses vues, de petits intérêts, les intrigues de cour qui mènent le gouvernement, une chaîne de vices et de fautes, une foule de causes obscures et méprisables, ont empêché la nation de devenir sur la mer ce qu’elle avait été dans le continent, d’y monter du moins à l’équilibre du pouvoir, si ce n’était pas à la prépondérance. Le mal est incurable, si les malheurs qu’elle vient d’éprouver dans la guerre [commencée en 1756], si les humiliations qu’elle a dévorées à la paix [de 1763], n’ont pas rendu l’esprit de sagesse au conseil qui la gouverne, et ramené tous les projets, tous les efforts au système d’une marine formidable.
L’Europe attend cette révolution avec impatience. Elle ne croira pas sa liberté assurée, jusqu’à ce qu’elle voie voguer sur l’océan un pavillon qui ne tremble point devant le pavillon de la Grande-Bretagne. Celui de la France est le seul en ce moment qui pût le balancer avec le temps. Le vœu des nations est aujourd’hui pour la prospérité de celle qui saura les défendre contre la prétention d’un seul peuple à la monarchie universelle des mers. Le système de l’équilibre veut que la France augmente ses forces navales, d’autant plus qu’elle ne le peut sans diminuer ses forces de terre. Alors son influence partagée entre les deux élémens, ne sera plus redoutable sur aucun, qu’à ceux qui voudraient en troubler l’harmonie. La nation elle-même ne demande pour aspirer à cet état de grandeur, que la liberté d’y tendre. C’est au gouvernement de la laisser agir. Mais si l’autorité resserre de plus en plus l’aisance et les facultés de l’industrie nationale par des gênes, par des entraves, par des impôts ; si elle lui ôte sa vigueur, en voulant la forcer ; si attirant tout à elle seule, elle tombe elle-même dans la dépendance de ses subalternes ; si pour aller en Amérique ou dans l’Inde, il faut passer par les circuits tortueux de la capitale ou de la cour ; si quelque ministre déjà grand et puissant ne veut pas immortaliser son nom, en délivrant les colonies du joug d’une administration militaire, en allégeant l’action de la douane sur le commerce, en ouvrant aux élèves de la marine marchande l’entrée aux honneurs comme au service de la marine royale : si tout ne change pas, tout est perdu.
La France a fait des fautes irréparables, des sacrifices amers. Ce qu’elle a conservé de richesses dans les isles de l’Amérique, ne la dédommage peut-être pas de ce qu’elle a perdu de forces dans le continent de cette vaste contrée. C’est au nord que se prépare une nouvelle révolution dans le nouveau monde. C’est là le théâtre de nos guerres. Allons-y chercher d’avance le secret de nos destinées. »
Ces vues resteront présentes dans les éditions suivantes. Dans celle de 1780, elles sont distribuées sous les chapitres 57 et 58 du livre XIII : Changemens qu’il conviendrait de faire dans l’administration des isles Françaises et La France peut-elle avoir une marine militaire ? Lui convient-il de l'avoir ? Mesures qu’elle doit prendre pour l’avoir.
Ce sont les mêmes vues géopolitiques que l’on retrouvera exprimées par le gouvernement révolutionnaire de salut public, notamment dans le Rapport sur l'acte de navigation présenté par Barrère (1793) : l’Angleterre désignée comme adversaire et dénoncée comme « tyran de la mer » ; la France présentée comme seule possible bienfaitrice et protectrice de la liberté et des droits des autres nations, impuissantes sans elle face à l’Angleterre ; la création d’une marine française puissante jugée nécessaire à la préservation des colonies et à la prospérité commerciale, marine, colonies et prospérité commerciale étant regardées comme indissolublement liées : « Vous voulez une marine, car sans marine point de colonies, et sans colonies point de prospérité commerciale. »
Dans Changemens qu’il conviendrait de faire dans l’administration des isles Françaises, Raynal propose un certain nombre d’améliorations ou de réformes :
Sur le « culte public », il ne voit en vérité rien à redire : « On ne trouvera que peu de changemens à faire dans ce qui concerne le culte public. Il a été subordonné, autant qu'il était possible, à l’autorité civile. Ses ministres sont des moines, dont l’extérieur composé, l'habillement bizarre, font plus d'impression sur des nègres bornés et superstitieux, qu’on ne pourrait l'attendre de la sublime morale de la religion. »
Sur « la coutume de Paris et les loix criminelles du royaume » imposées telles quelles dans les colonies, en revanche, il est critique, estimant qu’on ne peut pas imposer partout, en particulier dans des colonies lointaines, où tout est différent, ce qui se fait à Paris : « Un hasard, heureux ou malheureux, fonda ces grands établissemens, un peu avant le milieu du dernier siècle. On n'avait alors aucune idée arrêtée sur les contrées du Nouveau-Monde. Il arriva de là qu'on choisit pour les conduire la coutume de Paris et les loix criminelles du royaume. Les gens sages ont bien compris depuis qu'une pareille jurisprudence ne pouvait pas convenir à un pays d'esclavage et à un climat, à des mœurs, à des cultures, à des possessions, qui n'ont aucune ressemblance avec les nôtres : mais ces réflexions de quelques particuliers n'ont eu aucune influence sur l'action du gouvernement. Loin de corriger ce que ces premières institutions avaient de vicieux, il a ajouté à l'absurdité des principes l'embarras, la confusion, la multiplicité des formes. Aussi la justice n'a-t-elle pas été rendue. Il en sera ainsi, jusqu'à ce qu'une législation particulière aux isles, rende possibles, faciles même les décisions ; mais cet ouvrage important ne saurait être fait en France. Laissez aux colons assemblés le soin de vous éclairer sur leurs besoins. »
Raynal est favorable à ce que soit accordé aux colons — aux colons, non aux indigènes — un certain degré d’autonomie, mesure propre selon lui à susciter l’« attachement » des colonies pour la métropole, cette dernière devant cependant restée en dernier ressort maître de « l'impulsion », à la manière du vaisseau entraînant derrière lui des chaloupes : « Rien ne paraît plus conforme aux vues d'une politique judicieuse, que d'accorder à ces insulaires le droit de se gouverner eux-mêmes, mais d'une manière subordonnée à l'impulsion de la métropole, à-peu-près comme une chaloupe obéit à toutes les directions du vaisseau qui la remorque. […] Ces créoles qui naturellement ont de la pénétration, de la franchise, de l'élévation, un certain amour de la justice qui naît de ces belles qualités, touchés des marques d'estime et de confiance que leur donnerait la métropole, en les chargeant du soin de régler l’intérieur de leur patrie, s'attacheraient à ce sol fertile, se feraient une gloire, un bonheur de l’embellir, et d'y créer toutes les douceurs d'une société civilisée. Au lieu de cet éloignement pour la France, dont le reproche est une accusation de dureté contre ses ministres, on verrait naître dans les colonies cet attachement que la confiance paternelle inspire toujours à des enfants. Au lieu de cet empressement secret qui les fait courir durant la guerre au-devant d'un joug étranger, on les verrait multiplier leurs efforts pour prévenir ou pour repousser une invasion. »
L’exposition et la condamnation des crimes coloniaux des puissances européennes dans l’Histoire des deux Indes n’empêchent pas Raynal non seulement de demeurer favorable au colonialisme français, mais même d’y pousser de ses « vœux ». Raynal se soucie du bien-être des colons et souhaite que l’on tienne compte de leurs besoins. Mais, pour ce qui est des indigènes, « bornés et superstitieux » comme il les juge, il ne voit pas mieux que de continuer à chercher leur soumission par la religion, ainsi qu’on le faisait et qu’on continuera de le faire. L’Histoire des deux Indes, en voulant voir une possibilité de conciliation entre une forme d’humanisme et le colonialisme, contribue à rendre celui-ci acceptable et légitime, la civilisation des sauvages, ici réduite à leur christianisation, suffisant à donner un fondement moral à cet « humanisme de la conquête », humanisme qui ne cherche même pas à dissimuler ce que doivent être les objectifs de cet État moderne qu’est la France, à savoir « s’agrandir » « par la puissance maritime », maintenant que les possibilités d’expansion sur le continent européen lui-même semblent limitées sinon impossibles.

#### Diderot, philosophe anti-impérialiste
Diderot n’a pas conçu d’ouvrage de synthèse sur sa philosophie politique. Il prônait en la matière à la fois l’éclectisme et la prudence : « …Diderot lui-même a marqué dans l'Encyclopédie son opposition à l’esprit de systême, ...il y a fait l'éloge de l'« éclectisme », non pas le mélange d'opinions peu accusées, mais plus précisément la soumission aux faits et à l'expérimentation. »
« Si l'on met de la précipitation dans la réforme, il pourra facilement arriver qu'en voulant tout corriger, on gâtera tout. Le premier mouvement est de se porter aux extrêmes. J'invite les philosophes à s'en méfier ; s'ils sont prudents, ils se résoudront à devenir disciples en beaucoup de genres, avant de vouloir être maîtres ; ils hasarderont quelques conjectures, avant que de poser des principes. »
C’est avec la troisième édition de l’Histoire des deux Indes, livre devenu « séditieux », que Diderot à la fois accède à une large audience et exprime des idées politiques fortes, sans qu’elles soient cependant développées en un système cohérent, d’autant moins qu’elles sont éparpillées et mêlées indistinctement aux contributions des autres auteurs : « En définitive, pour exercer une influence réelle, Diderot devra revêtir le masque de Raynal. Cette 3e édition, qui commence à se répandre vers le début de 1781, il lui a consacré deux ans de travail, et il a changé le sens du livre. »
Le point de vue auquel se place Diderot n’est pas celui de Raynal — « pardonnez à un écrivain Français d’exciter aujourd’hui sa patrie à s’armer de vaisseaux » —, il se veut résolument philosophique, et donc dégagé de tout encrage national, comme il le dit dans l’introduction : « J'ai appelé à mon secours les hommes instruits de toutes les nations. J'ai interrogé les vivants et les morts : les vivants, dont la voix se fait entendre à mes côtés ; les morts, qui nous ont transmis leurs opinions et leurs connaissances, en quelque langue qu'ils aient écrit. J'ai pesé leur autorité ; j'ai opposé leurs témoignages ; j'ai éclairci les faits. […] L'image auguste de la vérité m'a toujours été présente. O vérité sainte ! C'est toi seule que j'ai respectée. Si mon ouvrage trouve encore quelques lecteurs dans les siècles à venir, je veux qu'en voyant combien j'ai été dégagé de passions et de préjugés, ils ignorent la contrée où je pris naissance ; sous quel gouvernement je vivais ; quelles fonctions j'exerçais dans mon pays ; quel culte je professai : je veux qu'ils me croient tous leur concitoyen et leur ami. »
Dans un chapitre sur le Portugal après que ce pays soit tombé sous la domination de l’Espagne, Diderot décrit les conséquences — le « chaos » — issues de la conquête, conséquences générales de toute conquête, dont celle du Portugal n’est qu’un exemple : « Les loix du conquérant luttent contre les loix du peuple conquis ; les usages de l'un contre les usages de l'autre ; ses mœurs contre ses mœurs ; sa religion contre sa religion ; sa langue se confond avec un idiome étranger. C'est un chaos dont il est difficile de présager la fin ; un chaos qui ne se débrouille qu'après le laps de plusieurs siècles, et dont il reste des traces que les événemens les plus heureux n'effacent jamais entièrement. »
Évoquant les victoires — « qui causent un étonnement dont on ne revient pas » — de « cinq ou six cens Européens » sur « des armées innombrables de Gentils et de Mahométans, instruits la plupart dans les arts de la guerre », Diderot les attribue à l’effet débilitant de la civilisation qui a affaibli en eux la « vertu », le « courage » et l’« amour pour l’indépendance », — ajoutant cependant comme autre vérité « prouvée par l’histoire » que « toute puissance arbitraire » finit toujours par être détruite : « Il n’est point de nation, qui, en se poliçant, ne perde de sa vertu, de son courage, de son amour pour l’indépendance ; et il est tout simple que les peuples du midi de l’Asie, s'étant les premiers assemblés en société, aient été les premiers exposés au despotisme. Telle a été, depuis l'origine du monde, la marche de toutes les associations. Une autre vérité également prouvée par l’histoire, c'est que toute puissance arbitraire se précipite vers sa destruction, et que des révolutions plus ou moins rapides ramènent par-tout un peu plutôt, un peu plus tard le règne de la liberté. »
L’impérialisme des puissances européennes, dans la pensée de Diderot, ne se limite pas à la conquête de territoires habités par des peuples « sauvages » ou « barbares » dépourvus des arts et techniques de la civilisation européenne et que les Européens auraient une certaine légitimité à civiliser. Cet impérialisme s’étend à des peuples pionnés dans le développement de la civilisation, tels que « les peuples du midi de l’Asie », dont l’infériorité militaire résulte précisément dans le fait d’avoir été civilisés (policés) avant l’Europe. C’est la civilisation elle-même qui est cause d’une dégénération, de la perte d’« amour pour l’indépendance ». La civilisation n’est donc pas un état enviable à tout point de vue, elle est un état problématique. L’impérialisme des puissances européennes s’exerce même au sein de l’Europe, entre puissances européennes elles-mêmes, entre l’Espagne et le Portugal. Et cet impérialisme espagnol cherchant à soumettre le Portugal produit le « chaos ». La prétention à coloniser pour civiliser ne peut donc être qu’un faux-prétexte, le Portugal et l’Espagne ayant des civilisations tout à fait similaires.
Ce que constate Diderot, et dont l’Espagne n’est qu’un exemple, c’est la rapacité des nations, et en particulier des nations européennes. Lorsqu’une nation entre en décadence et devient incapable de se défendre, comme ce fut le cas du Portugal, lorsqu’elle « tombe dans un état de mort », qu’elle n’est plus « qu’un cadavre dont toutes les parties entrent en putréfaction », alors « les nations adjacentes tournent autour, comme on voit dans les campagnes les animaux voraces. Elles s'emparent sans effort d'une contrée sans défense. Alors les peuples passent sous un état pire qu'au sortir de la barbarie. Les loix du conquérant luttent contre les loix du peuple conquis, etc. »
L’impérialisme est donc un état permanent. Il est un rapace, un animal vorace attendant sa proie. Il n’attend que la faiblesse d’une nation pour entrer de nouveau en action. Après la victoire militaire elle-même et l’imposition de la domination du conquérant, la lutte entre ce dernier et sa victime se poursuit — une lutte entre les « lois », les « usages », les « mœurs », la « religion », la « langue » du conquérant et ceux du peuple vaincu, une lutte qui dure « plusieurs siècles » et dont les « traces » ne s’effacent « jamais entièrement ».
Diderot déconstruit ainsi l’image que les puissances impérialistes voudraient donner d’elles-mêmes en les assimilant à des oiseaux de proies — et même pas à des aigles, mais à des charognards. Il détruit les arguments qui pourraient soutenir leur légitimité en décrivant les effets de l’impérialisme — le « chaos », une lutte séculaire entre le conquérant et le conquis — et en déniant toute justification morale à l’entreprise impérialiste — la victoire de l’Espagne sur le Portugal comme celle des puissances européennes en Asie ne sont que la victoire du plus fort, non celle de la civilisation. De même, à propos des Français à Tahiti, Diderot écrit dans le Supplément au Voyage de Bougainville : « Orou, toi qui entends la langue de ces hommes-là, dis-nous à tous, comme tu me l'as dit à moi, ce qu'ils ont écrit sur cette lame de métal : Ce pays est à nous. Ce pays est à toi ! et pourquoi ? parce que tu y as mis le pied ? Si un Taïtien débarquait un jour sur vos côtes et qu'il gravât sur une de vos pierres ou sur l'écorce d'un de vos arbres : Ce pays appartient aux habitants de Taïti, qu'en penserais-tu ? Tu es le plus fort ! Et qu'est-ce que cela fait ? »
Ce qu’entend Diderot par « civilisation » et « civiliser » varie selon les textes. Au dix-neuvième et dernier livre de l’Histoire des deux Indes (3e édition) — livre de synthèse qui aborde des thèmes tels que la religion, la guerre, la marine, le commerce ou l’agriculture — dans le chapitre intitulé Gouvernement et alors qu’il pense à la Russie, Diderot identifie la « civilisation » avec l’« affranchissement » : « L’affranchissement ou ce qui est le même sous un autre nom, la civilisation d’un empire est un ouvrage long et difficile. »
En ce sens, la civilisation d’un peuple — l’inculcation du « sentiment » et de la « dignité de la liberté » — suppose la destruction de la tyrannie ; mais la destruction de la tyrannie ne suffit pas à mettre un peuple sur la voie de la civilisation, car l’esclavage est un état abrutissant dont on ne sort pas facilement : « L'empire se trouvant partagé en deux classes d'hommes, celle des maîtres et celle des esclaves, comment rapprocher des intérêts si opposés ? Jamais les tyrans ne consentiront librement à l'extinction de la servitude, et pour les amener à cet ordre de choses, il faudra les ruiner ou les exterminer. Mais cet obstacle surmonté, comment élever de l'abrutissement de l'esclavage au sentiment et à la dignité de la liberté, ces peuples qui y sont tellement étrangers, qu'ils deviennent impotents ou féroces, quand on brise leurs fers ? »
Dans le Supplément au Voyage de Bougainville, Diderot envisageait la civilisation d’un autre point de vue, un point de vue critique qui l’identifiait à une forme d’oppression, à la répression des penchants naturels de l’homme, Diderot se demandant s’il fallait vraiment « civiliser l’homme » : « Mais enfin, dites-moi, faut-il civiliser l'homme ou l'abandonner à son instinct ? […] Si vous vous proposez d'en être le tyran, civilisez-le. Empoisonnez-le de votre mieux d'une morale contraire à la nature ; faites-lui des entraves de toute espèce ; embarrassez ses mouvements de mille obstacles ; attachez-lui des fantômes qui l'effrayent ; éternisez la guerre dans la caverne, et que l'homme naturel y soit toujours enchaîné sous les pieds de l'homme moral. Le voulez-vous heureux et libre ? Ne vous mêlez pas de ses affaires : assez d'incidents imprévus le conduiront à la lumière et à la dépravation… »
La civilisation est ici un instrument ou une panoplie d’instruments au service des tyrans : une « morale contraire à la nature », des « entraves de toute espèce » ; « mille obstacles » ; des « fantômes » qui « effrayent ».
Diderot continue : « J'en appelle à toutes les institutions politiques, civiles et religieuses ; examinez-les profondément, et je me trompe fort, ou vous y verrez l'espèce humaine pliée de siècle en siècle au joug qu'une poignée de fripons se promettait de lui imposer. Méfiez-vous de celui qui veut mettre de l'ordre ; ordonner, c'est toujours se rendre le maître des autres en les gênant ; et les Calabrais sont presque les seuls à qui la flatterie des législateurs n'en ait point encore imposé. »
Dans un texte faisant dialoguer A et B, A demandant à B s’il préférerait « l'état de nature brute et sauvage », B lui répond : « Ma foi, je n'oserais prononcer ; mais je sais qu'on a vu plusieurs fois l'homme des villes se dépouiller et rentrer dans la forêt, et qu'on n'a jamais vu l'homme de la forêt se vêtir et s'établir dans la ville. »
« L'ordre de la civilisation est remis en cause ici de façon radicale. »
Cette variation du sens du mot « civilisation », signifiant tantôt un état d’affranchissement, d’émancipation, tantôt au contraire un état de soumission, d’asservissement, démontre l’ambivalence de Diderot à l’égard de la chose. Dans sa Réfutation du livre d'Helvétius De l'Homme, après avoir constaté que les sociétés développées se divisent en une classe de riches oisifs et une classe de pauvres laborieux, que l'oisif « se gorge de mets succulents » tandis que « l'homme de peine » « boit de l'eau et mange du pain », et que « tous les deux périssent avant le terme prescrit par la nature, l'un d'indigestions et l'autre d'inanition », Diderot évoque une société idéale qui serait intermédiaire entre l’état policé et l’état sauvage : « Si Rousseau, au lieu de nous prêcher le retour dans la forêt, s'était occupé à imaginer une espèce de société moitié policée et moitié sauvage, on aurait eu, je crois, bien de la peine à lui répondre. L'homme s'est rassemblé pour lutter avec le plus d'avantage contre son ennemie constante, la nature ; mais il ne s'est pas contenté de la vaincre, il en a voulu triompher. Il a trouvé la cabane plus commode que l'antre et il s'est logé dans une cabane ; fort bien, mais quelle énorme distance de la cabane au palais ! Est-il mieux dans le palais que dans la cabane ? J'en doute. Combien il s'est donné de peines pour n'ajouter à son sort que des superfluités et compliquer à l'infini l'ouvrage de son bonheur ! Helvétius a dit, avec raison, que le bonheur d'un opulent était une machine où il y avait toujours à refaire. Cela me semble bien plus vrai de nos sociétés. Je ne pense pas, comme Rousseau, qu'il fallût les détruire quand on le pourrait, mais je suis convaincu que l'industrie de l'homme est allée beaucoup trop loin, et que si elle se fût arrêtée beaucoup plus tôt et qu'il fût possible de simplifier son ouvrage, nous n'en serions pas plus mal. […] Les législateurs anciens n'ont connu que l'état sauvage. Un législateur moderne plus éclairé qu'eux, qui fonderait une colonie dans quelque recoin ignoré de la terre, trouverait peut-être entre l'état sauvage et notre merveilleux état policé un milieu qui retarderait les progrès de l'enfant de Prométhée, qui le garantirait du vautour, et qui fixerait l'homme civilisé entre l'enfance du sauvage et notre décrépitude. »
Diderot s’est particulièrement intéressé à la Russie, à comment la civiliser. Une opposition sur le sujet existait dans le champ philosophique entre Voltaire et Rousseau, le premier applaudissant à une occidentalisation de la Russie, comme l’avait entreprise Pierre Ier, le second préconisant une évolution de la Russie qui lui soit propre et ne soit pas une imitation des pays occidentaux. Diderot se range à cette seconde vue : « Ce qui est important avant tout, selon le philosophe, c'est que le développement de la nouvelle société russe soit un développement autonome, autochtone, qu'il n'entraîne pas une imitation passive de modèles étrangers et une renonciation de la part des Russes à leur caractère national. « Les Russes, qu'on a voulu rendre précipitamment Allemands, Anglais, Français », ne devront plus être « étrangers dans leur patrie ». Ils devront rester russes et avoir « un caractère national, mais différent de celui qu'ils avaient ». Dans de semblables formulations, la reprise de Rousseau est claire et même ostensible. »
Alors que pour Voltaire, l’entreprise civilisationnelle ne pouvait être accomplie que par la volonté d’un despote éclairé, que par en haut, pour Diderot, elle doit être l’œuvre de la société elle-même : le mouvement qui doit civiliser un peuple « ne doit pas partir d'en haut et de l'extérieur de la société, mais il doit plutôt partir d'en bas et de l'intérieur de la Russie. »
Pour civiliser la Russie, deux conditions étaient nécessaires, que Diderot avait lues chez Hume et qu’il reprenait à son compte : d’une part la liberté, d’autre part l’existence d’une classe intermédiaire, que Hume appelle le « middle rank » ou « middling rank », et que Diderot appelle le « tiers état » :
« De l’anéantissement de tous les genres d'esclavage, il sortira un tiers état, sans lequel il n'y eut jamais chez aucun peuple, ni arts, ni mœurs, ni lumières. »
Et Diderot d’expliquer comment devait s’accomplir le processus de civilisation de la Russie — non par une intervention de « plantes exotiques », même bien intentionnées, qui seraient artificielles et vaines, mais par un développement progressif partant du peuple russe lui-même, des « classes basses », ce développement autonome devant aboutir à une civilisation originale ; « au lieu que », dit Diderot en s’adressant aux Russes, « si vous empruntez des modèles étrangers, vous ignorerez la raison de leur perfection, et vous vous condamnerez à n'être jamais que de faibles copies » :
« Jusqu'à cette époque, la cour de Russie fera des efforts inutiles pour éclairer les peuples, en appelant des hommes célèbres de toutes les contrées. Ces plantes exotiques périront dans le pays, comme les plantes étrangères périssent dans nos serres. Inutilement on formera des écoles et des académies à Pétersbourg ; inutilement on enverra à Paris et à Rome des élèves sous les meilleurs maîtres. Ces jeunes gens, au retour de leur voyage, seront forcés d'abandonner leur talent, pour se jeter dans des conditions subalternes qui les nourrissent. En tout, il faut commencer par le commencement ; et le commencement est de mettre en vigueur les arts mécaniques et les classes basses. Sachez cultiver la terre, travailler des peaux, fabriquer des laines, et vous verrez s'élever rapidement des familles riches. De leur sein sortiront des enfants, qui, dégoûtés de la profession pénible de leurs pères, se mettront à penser, à discourir, à arranger des syllabes, à imiter la nature ; et alors vous aurez des poètes, des philosophes, des orateurs, des statuaires et des peintres. Leurs productions deviendront nécessaires aux hommes opulents, et ils les achèteront. Tant qu'on est dans le besoin, on travaille ; on ne cesse de travailler que quand le besoin cesse. Alors naît la paresse ; avec la paresse, l'ennui ; et partout les beaux-arts sont les enfans du génie, de la paresse et de l'ennui.
Étudiez les progrès de la société, et vous verrez des agriculteurs dépouillés par des brigands ; ces agriculteurs opposer à ces brigands une portion d'entre eux, et voilà des soldats. Tandis que les uns récoltent, et que les autres font sentinelle, une poignée d'autres citoyens dit au laboureur et au soldat : Vous faites un métier pénible et laborieux. Si vous vouliez, vous soldats, nous défendre, vous laboureurs, nous nourrir, nous vous déroberions une partie de votre fatigue par nos danses et nos chansons. Voilà le troubadour et l’homme de lettres. […]
Suivez la marche constante de la nature ; aussi-bien chercheriez-vous inutilement à vous en écarter. Vous verrez vos efforts et vos dépenses s'épuiser sans fruit ; vous verrez tout périr autour de vous ; vous vous retrouverez presque au même point de barbarie dont vous avez voulu vous tirer, et vous y resterez jusqu'à ce que les circonstances fassent sortir de votre propre sol une police indigène, dont les lumières étrangères peuvent tout au plus accélérer les progrès. N'en espérez pas davantage, et cultivez votre sol.
Un autre avantage que vous y trouverez, c'est que les sciences et les arts nés sur votre sol, s'avanceront peu-à-peu à leur perfection, et que vous ferez des originaux ; au lieu que si vous empruntez des modèles étrangers, vous ignorerez la raison de leur perfection, et vous vous condamnerez à n'être jamais que de faibles copies. »
La liberté est pour Diderot une condition du développement de la civilisation, mais la civilisation engendre des institutions « politiques, civiles et religieuses » qui détruisent cette liberté de façon sournoise, par des « entraves de toute espèce », par « mille obstacles », par des « fantômes » qui « effrayent ».
Se demandant lesquels des peuples civilisés ou des peuples sauvages ou à demi-sauvages sont les plus heureux — « si la condition de l’homme brut, abandonné au pur instinct animal, dont une journée employée à chasser, se nourrir, produire son semblable et se reposer, devient le modèle de toutes ses journées, est meilleure ou pire que celle de cet être merveilleux qui trie le duvet pour se coucher, file le coton du ver à soie pour se vêtir, a changé la caverne, sa première demeure, en un palais, a su varier ses commodités et ses besoins de mille manières différentes » — Diderot conclut en faveur des peuples sauvages, du fait notamment, et surtout, de leur « indépendance », de leur « liberté », une liberté dont l’homme civilisé sent « à chaque instant la perte » en raison des « loix », des « maîtres », des « préjugés » et des « modes » : « Enfin le sentiment de l'indépendance étant un des premiers instincts de l’homme, celui qui joint à la jouissance de ce droit primitif, la sureté morale d'une subsistance suffisante, est incomparablement plus heureux que l'homme riche environné de loix, de maîtres, de préjugés et de modes qui lui font sentir à chaque instant la perte de sa liberté. Comparer l'état des sauvages à celui des enfants, n'est-ce pas décider la question si fortement débattue entre les philosophes, sur les avantages de l'état de nature et de l'état social ? Les enfants, malgré les gênes de l'éducation, ne sont-ils pas dans l’âge le plus heureux de la vie humaine ? Leur gaieté habituelle, tant qu'ils ne sont pas sous la verge du pédantisme, n'est-elle pas le plus sur indice du bonheur qui leur est propre ? »
Dans les sociétés civilisées, le peuple, « cette multitude d'hommes qui, dans tous les états, supporte les travaux pénibles et les charges de la société », vit « soit dans ces empires où les suites de la guerre et l'imperfection de la police l'ont mis dans l'esclavage, soit dans ces gouvernemens où les progrès du luxe et de la politique l’ont conduit à la servitude ». Les gouvernements « mitoyens », intermédiaires entre les deux précédents, « laissent entrevoir quelques rayons de félicité dans une ombre de liberté ; mais à quel prix est-elle achetée cette sécurité ? Par des flots de sang qui repoussent quelques instans la tyrannie, pour la laisser retomber avec plus de fureur et de férocité sur une nation tôt ou tard opprimée. Voyez comment les Caligula, les Néron, ont vengé l'expulsion des Tarquins et la mort de César. »
Non seulement, pour Diderot, l’impérialisme — la volonté des nations les plus puissantes de soumettre les nations les plus faibles — est un état permanent, une aspiration toujours à l’affût, mais, à l’intérieur même des sociétés « civilisées », la volonté d’une minorité de soumettre la majorité est, elle aussi, toujours présente, toujours menaçante, les Caligula et les Néron toujours à l’affût, en dépit du renversement des Tarquins et des César. Dans les sociétés « civilisées », sous les « verges de l’oppresseur », « les cris de la servitude sont une rébellion », et celui « qui revendiquerait les droits de l'homme » « périrait dans l'abandon ou dans l'infamie. » Le peuple n'y a « que le spectacle du luxe dont il est doublement la victime, et par les veilles et les fatigues qu'il lui coûte, et par l'insolence d'un faste qui l'humilie et l'écrase ».
Quand même, dit Diderot, on estimerait « les travaux et les périls » de la vie « civilisée » « moins pénibles, moins nuisibles que la vie errante des sauvages chasseurs ou pêcheurs » ; quand même « on croirait que des hommes qui se lamentent pour des peines, des affronts, des maux qui ne tiennent qu'à l'opinion, sont moins malheureux que des sauvages qui, dans les tortures et les supplices même, ne versent pas une larme ; il resterait encore une distance infinie entre le sort de l'homme civil et celui de l'homme sauvage : différence tout entière au désavantage de l'état social. C'est l'injustice qui règne dans l'inégalité factice des fortunes et des conditions : inégalité qui naît de l’oppression et la reproduit ».
L’absence de liberté réelle et une « inégalité factice des fortunes et des conditions » caractérisent, pour Diderot, les sociétés policées. L’homme y est dans un état de « dégradation » que ni « l'habitude », ni « les préjugés », ni « l'ignorance », ni « le travail » abrutissant ne peuvent « l'empêcher de sentir » ; « ni la religion, ni la morale » ne peuvent fermer les yeux du peuple « sur l’injustice de la répartition des maux et des biens de la condition humaine, dans l'ordre politique ». Ces « maux » qui règnent chez les peuples « civilisés » ont « leur source dans le dérèglement [des] opinions, dans les vices [des] constitutions politiques, dans les loix bizarres, par lesquelles celles de la nature sont sans cesse outragées ».
L’idéologie qui justifie moralement le colonialisme européen repose sur l’idée de la supériorité des sociétés européennes, sociétés « policées », sur les sociétés « sauvages », mais cette supériorité, Diderot la conteste, non pas dans l’ordre matériel — habitation, habillement, nourriture, spectacles, luxe, etc. — mais dans l’ordre moral et politique. Les sociétés « policées » sont des sociétés complexes où règnent l’oppression et l’inégalité, qui reposent en réalité sur cette oppression et cette inégalité, au profit d’une minorité, et cette oppression et cette inégalité sont à la fois en permanence occultées — par « l'habitude », « les préjugés », « l'ignorance », « le travail » abrutissant, « la religion, « la morale » — et toujours renouvelées, quels que soient les efforts qu’on fait pour les combattre : l’inégalité « naît de l’oppression et la reproduit ».
Quel peut être dès lors le rôle du philosophe ? De continuer perpétuellement à éclairer « les hommes sur leurs droits inaliénables », et de préparer « aux révolutions », comme l’écrit Diderot dans ses Entretiens avec Catherine II (1773), lors de son séjour en Russie : « Le philosophe attend Ie cinquantième bon roi qui profitera de ses travaux. En attendant, il éclaire les hommes sur leurs droits inaliénables. Il tempère Ie fanatisme religieux. Il dit aux peuples qu'ils sont les plus forts et que, s'ils vont à la boucherie, c'est qu'ils s'y laissent mener. Il prépare aux révolutions, qui surviennent toujours à l'extrémité du malheur, des suites qui compensent le sang répandu. »
Revendiquer les « droits de l'homme », éclairer « les hommes sur leurs droits inaliénables », c’est ce que fait Diderot dans l’Histoire des deux Indes.
« À la fin du dix-huitième siècle », dit Sankar Muthu dans Enlightenment against Empire, « un certain nombre de penseurs politiques européens éminents ont attaqué l’impérialisme, non seulement en défendant les peuples non-européens contre les injustices de la domination impériale européenne, comme certains penseurs modernes antérieurs l’avaient fait, mais aussi en contestant l’idée que les Européens avaient le droit de soumettre, de coloniser et de « civiliser » le reste du monde. »
Et Diderot est l’un d’eux.
Un évènement qui exerça sur la pensée de Diderot une grande influence fut la révolution américaine. En 1769, dans un texte intitulé Sur les lettres d'un fermier de Pensylvanie aux habitants de l'Amérique septentrionale, il prédit à terme, avant un siècle, la séparation des colonies de l’Amérique septentrionale d’avec l’Angleterre en en expliquant les raisons, raisons d’un caractère général, inévitables, qui ont leur origine dans la « nature » elle-même, applicables, donc, aux colonies en général, pas uniquement aux colonies anglaises : « C'est une grande querelle que celle de l'Angleterre avec ses colonies. Savez-vous, mon ami, par où nature veut qu'elle finisse ? Par une rupture. On s'ennuie de payer, aussitôt qu'on est le plus fort. La population de l'Angleterre est limitée ; celle des colonies ne l'est pas. Avant un siècle, il est démontré qu'il y aura plus d'hommes à l'Amérique septentrionale, qu'il n'y en a dans l'Europe entière. Alors un des bords de la mer dira à l'autre bord : Des subsides ? Je ne vous en dois pas plus que vous ne m'en devez. Faites vos affaires, et laissez-moi faire les miennes. Me pourvoir des choses dont j'ai besoin chez vous, et chez vous seul ? Et pourquoi, si je le puis avoir plus commodément et à meilleur prix ailleurs ? Vous envoyer les peaux de mes castors, pour que vous m'en fassiez des chapeaux ? Mais vous voyez bien que cela est ridicule, si j'en puis faire moi-même. Ne me demandez donc pas cela. C'est ainsi que ce traité de la mère patrie avec ses enfants, fondé sur la supériorité actuelle de la mère patrie, sera méprisé par les enfants quand ceux-ci seront assez grands. »
Diderot, à la lecture des Lettres du fermier — « pleines de raison, de simplicité et de véritable éloquence », œuvre en réalité d’un avocat, Dickinson, surnommé depuis leur publication « le Démosthène de l'Amérique » — en perçoit le caractère universel et s’étonne que la parution de leur traduction française soit autorisée : « J'ai été un peu surpris de voir paraître ici la traduction de ces Lettres. Je ne connais aucun ouvrage plus propre à instruire les peuples de leurs droits inaliénables, et à leur inspirer un amour violent de la liberté. Parce que M. Dickinson parlait à des Américains, ils [les censeurs français] n'ont pas conçu que ses discours s'adressaient à tous les hommes. Mon dessein était de vous en recueillir les principes généraux… »
La liberté est en effet le sujet central des Lettres, et l’auteur, dès le début, la présente comme une « cause sacrée », liée à l’amour de « l’humanité » et à laquelle chacun doit apporter son « obole », si minime soit elle : « On m’a inspiré, dès mon enfance, l’amour de l’humanité et de la liberté. Les recherches et l’expérience ont affermi mon respect pour les leçons que j’avais reçues, en me convaincant de plus en plus de leur vérité et de leur excellence. La bienveillance envers les hommes excite des souhaits pour leur bien-être, et ces souhaits font chérir tous les moyens qu’on peut avoir de les remplir. On ne peut trouver ces moyens que dans la liberté : c’est pourquoi sa cause sacrée doit être épousée par chacun de nous en toute occasion, et de tout son pouvoir. De même qu’une personne charitable, mais pauvre, ne laisse pas que de fournir son obole, quoiqu’elle ne soit pas capable de soulager toutes les peines des malheureux, ainsi un honnête homme ne saurait dissimuler son sentiment sur la liberté, quelque peu d’influence qu’il doive avoir ; peut-être arrivera-t-il qu’il touchera quelque roue, dont l’effet surpassera ses espérances. »
Diderot cite un extrait de la dernière lettre, « qui a pour titre : Assoupissement, avant-coureur de l'esclavage », extrait qui se termine par ce passage : « Gravons réciproquement dans nos cœurs ; disons-nous en nous rencontrant dans les rues, en entrant dans nos maisons, en en sortant, que nous ne saurions être heureux, sans être libres ; que nous ne saurions être libres sans être assurés de nos propriétés ; que nous ne saurions être assurés de nos propriétés si d'autres ont droit d'y toucher sans notre aveu ; que des taxes arbitraires nous les enlèvent ; que des droits établis dans la seule vue de lever de l'argent sont des taxes arbitraires ; qu'il faut s'opposer immédiatement et vigoureusement aux tentatives d'imposer de tels droits ; que cette opposition ne peut être efficace sans la réunion commune des efforts ; et qu'en conséquence l'affection réciproque des provinces et l'unanimité des résolutions est essentielle à notre salut. Nous sommes destinés par la nature dans l'ordre marqué des choses, pour être les protecteurs des générations à venir, dont le sort dépend de notre vertu. C'est à nous à savoir si nous donnerons la naissance à des nobles et incontestables héritiers de nos titres, ou à de bas valets de maîtres impérieux. Pour moi, je défendrai de toutes mes forces la liberté que mes pères m'ont transmise. Le ferai-je utilement ou sans fruit ? c'est de vous, mes chers compatriotes, que cela dépend. »
Toujours dans son étonnement que le texte traduit ait été autorisé en France, Diderot fait ce commentaire : « On nous permet la lecture de ces choses-là, et l’on est étonné de nous trouver, au bout d'une dizaine d'années, d'autres hommes. Est-ce qu'on ne sent pas avec quelle facilité des âmes un peu généreuses doivent boire ces principes et s'en enivrer ? Ah ! mon ami, heureusement les tyrans sont encore plus imbéciles qu'ils ne sont méchants ; ils disparaissent ; les leçons des grands hommes fructifient, et l'esprit d'une nation s'agrandit. »
Ce que mettent en question les Lettres, c’est le type même de souveraineté que l’Angleterre peut exercer sur ses colonies américaines, ce qu’elles réclament, c’est une part de cette souveraineté pour les colonies elles-mêmes : « La substance des Lettres du fermier était un appel à la modification du concept de souveraineté dans les relations de la métropole avec ses colonies. »
Grâce à l’édition de 1780 de l’Histoire des deux Indes, Diderot peut exposer et largement faire connaître, sous la signature de Raynal, ses dernières idées politiques, fortement influencées par la révolution américaine, survenue en 1776. Diderot y affirme le droit, pour une colonie, à l’indépendance, et donc la légitimité de la révolution américaine, « indépendamment de tout mécontentement » des colonies, comme le dit le titre du chapitre lui-même (XVIII-42 : Les colonies étaient en droit de se séparer de leur métropole, indépendamment de tout mécontentement) : « Ce succès [de Washington sur les troupes anglaises] fut le premier pas de l'Amérique Anglaise vers la révolution. On commença à la désirer hautement. On répandit de tous côtés les principes qui la justifiaient. Ces principes, nés en Europe et particulièrement en Angleterre, avaient été transplantés en Amérique par la philosophie. On se servait contre la métropole de ses propres lumières, et l'on disait : Il faut bien se donner de garde de confondre ensemble les sociétés et le gouvernement. Pour les connaître, cherchons leur origine. »
La démonstration repose sur cette différentiation faite entre gouvernement et société. La société naît du désir des hommes d’unir leurs forces pour lutter contre les menaces de toutes sortes qui l’environnent : « l'homme dans cet état, seul et abandonné à lui-même, ne pouvait rien pour sa conservation. Il a donc fallu qu'il se réunît et s'associât avec ses semblables, pour mettre en commun leur force et leur intelligence. […] Ce qu'un homme seul n’aurait pu, les hommes l'ont exécuté de concert, et tous ensemble ils conservent leur ouvrage. Telle est l'origine, tels sont l'avantage et le but de la société. »
La société est première, et le gouvernement ne doit rester entre ses mains qu’un instrument à son service : « La société est la première, elle est dans son origine indépendante et libre ; le gouvernement a été institué pour elle et n’est que son instrument. C'est à l’une à commander ; c'est à l'autre à la servir. »
Diderot constate qu’il existe entre les êtres humains « une inégalité originelle à laquelle rien ne peut remédier », car elle est dans la nature elle-même, la nature générant elle-même « le germe de la tyrannie ». Le rôle des « fondateurs des nations », des « législateurs », fut de remédier « à tous les désastres de ce germe développé, par une sorte d'égalité artificielle », maintenue par une « autorité impartiale », par « un glaive qui se promène indistinctement sur toutes les têtes ». Ce glaive « idéal », lorsqu’il fut tenu par la main d’un « être physique », fit de « l'histoire de l'homme civilisé » « l'histoire de sa misère » : « Toutes les pages en sont teintes de sang, les unes du sang des oppresseurs, les autres du sang des opprimés. »
Différant en cela des animaux, les sociétés humaines n’ont cessé de s’attaquer entre elles, et, à l’intérieur de chacune de ces sociétés, les hommes entre eux : « Sous ce point de vue, l'homme se montre plus méchant et plus malheureux que l’animal. Les différentes espèces d'animaux subsistent aux dépens les unes des autres : mais les sociétés des hommes n'ont pas cessé de s'attaquer. Dans une même société, il n'y a aucune condition qui ne dévore et qui ne soit dévorée, quelles qu'aient été ou que soient les formes du gouvernement ou d'égalité artificielle qu'on ait opposées à l'inégalité primitive ou naturelle. »
Le gouvernement est second par rapport à la société. Il n’en est pas le souverain. De plus, dans l’histoire de la civilisation, qui est en même temps une histoire de l’oppression, les gouvernements, quelles que soient leurs formes, se sont généralement montrés incapables de remplir le rôle idéal dont ils étaient chargés, s’ôtant par là toute légitimité. Par conséquent, toute société peut non seulement changer de gouvernement, mais peut changer de type de gouvernement, d’autant plus s’il a été choisi non par les hommes actuels mais par leurs aïeuls : « Mais ces formes de gouvernement, du choix et du choix libre des premiers aïeux, quelque sanction qu'elles puissent avoir reçue ou du serment, ou du concert unanime, ou de leur permanence, sont-elles obligatoires pour leurs descendants ? Il n'en est rien… […] Nous examinons les choses en philosophes ; et l'on sait bien que ce ne sont pas nos spéculations qui amènent les troubles civils. Point de sujets plus patient que nous. Je vais donc suivre mon objet, sans en redouter les suites. Si les peuples sont heureux sous la forme de leur gouvernement, ils le garderont. S'ils sont malheureux, ce ne seront ni vos opinions, ni les miennes ; ce sera l’impossibilité de souffrir davantage et plus longtemps qui les déterminera à la changer, mouvement salutaire que l'oppresseur appellera révolte, bien qu'il ne soit que l'exercice légitime d'un droit inaliénable et naturel de l’homme qu'on opprime, et même de l'homme qu'on n'opprime pas. »
Le choix d’un gouvernement ou de sa forme est un droit fondamental de l’homme, un droit « inaliénable et naturel », de « l’homme qu'on opprime » comme « de l'homme qu'on n'opprime pas » : « On veut, on choisit pour soi. On ne saurait vouloir ni choisir pour un autre ; et il serait insensé de vouloir, de choisir pour celui qui n'est pas encore né, pour celui qui est à des siècles de son existence. Point d'individu qui, mécontent de la forme du gouvernement de son pays, n'en puisse aller chercher ailleurs une meilleure. Point de société qui n'ait à changer la sienne, la même liberté qu'eurent ses ancêtres à l'adopter. Sur ce point ; les sociétés en sont comme au premier moment de leur civilisation. »
Et Diderot arrive à la conclusion de sa démonstration, qu’il juge inévitable pour tous :
« Concluez donc avec moi : Qu'il n’est nulle forme de gouvernement, dont la prérogative soit d'être immuable.
Nulle autorité politique qui créée hier ou il y a mille ans, ne puisse être abrogée dans dix ans ou demain.
Nulle puissance, si respectable, si sacrée qu'elle soit, autorisée à regarder l'État comme sa propriété.
Quiconque pense autrement est un esclave. C'est un idolâtre de l'œuvre de ses mains.
Quiconque pense autrement est un insensé, qui se dévoue à une misère éternelle, qui y dévoue sa famille, ses enfants, les enfants de ses enfants, en accordant à ses ancêtres le droit de stipuler pour lui lorsqu'il n'était pas, et en s'arrogeant le droit de stipuler pour ses neveux qui ne sont pas encore.
Toute autorité dans ce monde a commencé ou par le consentement des sujets, ou par la force du maître. Dans l'un et l'autre cas, elle peut finir légitimement. Rien ne prescrit pour la tyrannie contre la liberté.
La vérité de ces principes est d'autant plus essentielle, que, par sa nature, toute puissance tend au despotisme, chez la nation même la plus ombrageuse, chez vous Anglais, oui chez vous. »
Diderot met ensuite en parallèle, en analysant leurs différences, la tyrannie exercée par un individu — « monstre à une seule tête » — sur une nation et celle exercée par une nation — « hydre à mille têtes » — sur une autre, cette dernière tyrannie, étant le « forfait de tous », n’est « le forfait de personne », « l’horreur et la honte » y sont dispersées « sur une multitude qui ne rougit jamais » : « Mais, dites-vous, ce sont des rebelles… Des rebelles ! et pourquoi ? parce qu’ils ne veulent pas être vos esclaves. Un peuple soumis à la volonté d’un autre peuple qui peut disposer à son gré de son gouvernement, de ses lois, de son commerce ; l’imposer comme il lui plaît ; limiter son industrie et l’enchaîner par des prohibitions arbitraires, est serf, oui il est serf ; et sa servitude est pire que celle qu’il subirait sous un tyran. On se délivre de l’oppression d’un tyran ou par l’expulsion ou par la mort. Vous avez fait l’un et l’autre. Mais une nation, on ne la tue point, on ne la chasse point. On ne peut attendre la liberté que d’une rupture, dont la suite est la ruine de l’une ou l’autre nation, et quelquefois de toutes les deux. Le tyran est un monstre à une seule tête, qu’on peut abattre d’un seul coup. La nation despote est un hydre à mille têtes qui ne peuvent être coupées que par mille glaives levés à la fois. Le crime de l’oppression exercée par un tyran rassemble toute l’indignation sur lui seul. Le même crime commis par une nombreuse société en disperse l’horreur et la honte sur une multitude qui ne rougit jamais. C’est le forfait de tous, ce n’est le forfait de personne ; et le sentiment du désespoir égaré ne sait où se porter. »
Diderot examine et détruit systématiquement tous les arguments que les Anglais pourraient opposer à l’indépendance des Américains, exposant des principes généraux valant pour toutes les situations coloniales : « Mais ce sont nos sujets… » ; « La terre qu'ils occupent est la nôtre… » ; « Ce sont des ingrats, nous sommes leurs fondateurs ; nous avons été leurs défenseurs ; nous nous sommes endettés pour eux… » ; « Notre honneur est engagé… » ; « Mais plus tard ils seraient devenus plus nombreux… » ; « Ils ne veulent ni obéir à notre parlement, ni adopter nos constitutions… » ; « Nous y obéissons bien, sans avoir eu dans le passé, et sans avoir pour le présent aucune influence sur elles… » ; « Ils veulent être indépendants de nous… » ; « Jamais ils ne pourront se soutenir sans nous… » ; « Et si nous ne pouvions subsister sans eux ? » ; « C’est pour leur intérêt, c’est pour leur bien que nous sévissons contre eux, comme on sévit contre des enfants insensés… » ; « Nous sommes la mère patrie… » ; « En souscrivant à toutes leurs prétentions, bientôt ils seraient plus heureux que nous… » ; « Vicieuse ou non, cette constitution, nous l’avons ; et elle doit être généralement reconnue et acceptée par tout ce qui porte le nom Anglais ; sans quoi chacune de nos provinces se gouvernant à sa manière, ayant ses lois et prétendant à l’indépendance, nous cessons de former un corps national, et nous ne sommes plus qu’un amas de petites républiques isolées, divisées, sans cesse soulevées les unes contre les autres, et faciles à envahir par un ennemi commun. Le Philippe adroit et puissant, capable de tenter cette entreprise, nous l’avons à notre porte… »
Toute l’argumentation de Diderot repose sur l’idée centrale que rien, absolument rien, ne peut s’opposer à la liberté, et c’est par une sorte d’hymne à la liberté que se conclut le chapitre : « Dieu, qui est le principe de la justice et de l’ordre, hait les tyrans. Dieu a imprimé au cœur de l'homme cet amour sacré de la liberté ; il ne veut pas que la servitude avilisse et défigure son plus bel ouvrage. [...] Formez un calendrier politique et religieux, où chaque jour soit marqué par le nom de quelqu'un de ces héros qui aura versé son sang pour vous rendre libres. »
Dans le premier chapitre du livre VIII de l’Histoire des deux Indes, à la question : Les Européens ont-ils été en droit de fonder des colonies dans le Nouveau-Monde ?, Diderot répond en distinguant essentiellement deux cas : la terre que l’on veut coloniser est-elle déjà habitée ou non. Si elle est inhabitée, la colonisation est possible : « Une contrée déserte et inhabitée est la seule qu’on puisse s’approprier. La première découverte bien constatée fut une prise de possession légitime. »
Qui peut prétendre à cette prise de possession ? Un homme seul peut y prétendre, le droit étant indépendant du nombre : « Un nombre d’hommes, quel qu’il soit, qui descend dans une terre étrangère et inconnue, doit être considéré comme un seul homme. La force s’accroit par la multitude, mais le droit reste le même. Si cent, si deux cents hommes peuvent dire ce pays nous appartient, un seul homme peut le dire aussi. »
Si une contrée est déjà habitée, la colonisation est illégitime : « Si elle est toute peuplée, je ne puis légitimement prétendre qu'à l’hospitalité et aux secours que l’homme doit à l’homme. Si l’on m’expose à mourir de froid ou de faim sur un rivage, je tirerai mon arme, je prendrai de force ce dont j’aurai besoin, et je tuerai celui qui s’y opposera. Mais lorsqu’on m’aura accordé l’asile, le feu et l’eau, le pain et le sel, on aura rempli ses obligations envers moi. Si j’exige au-delà, je deviens voleur et assassin. On m’a souffert. J’ai pris connaissance des lois et des mœurs. Elles me conviennent. Je désire de me fixer dans le pays. Si l’on y consent, c’est une grâce qu’on me fait, et dont le refus ne saurait m’offenser. Les Chinois sont peut-être mauvais politiques lorsqu'ils nous ferment la porte de leur empire, mais ils ne sont pas injustes. Leur contrée est assez peuplée, et nous sommes des hôtes trop dangereux. »
Dans le cas où une contrée est en partie déserte, en partie habitée, « la partie déserte est à moi », à la condition que « je sois un voisin paisible et que mon établissement n’ait rien de menaçant pour lui » : « Tout peuple est autorisé à pourvoir à sa sûreté présente, à sa sûreté à venir. Si je forme une enceinte redoutable, si j’amasse des armes, si j’élève des fortifications, ses députés seront sages s’ils viennent me dire : Es-tu notre ami ? Es-tu notre ennemi ? Ami : à quoi bon tous ces préparatifs de guerre ? Ennemi : tu trouveras bon que nous les détruisions ; et la nation sera prudente, si à l’instant elle se délivre d’une terreur bien fondée. À plus forte raison pourra-t-elle, sans blesser les lois de l’humanité et de la justice, m’expulser et m’exterminer, si je m’empare de ses femmes, de ses enfants, de ses propriétés ; si j’attente à sa liberté civile, si je la gêne dans ses opinions religieuses, si je prétends lui donner des lois, si j’en veux faire mon esclave. Alors je ne suis dans son voisinage qu’une bête féroce de plus, et elle ne me doit pas plus de pitié qu’à un tigre. »
Entre moi et la nation indigène, seuls des échanges « parfaitement libres » sont légitimes : « Si j’ai des denrées qui lui manquent, et si elle en a qui me soient utiles, je puis proposer des échanges. Nous sommes maîtres, elle et moi, de mettre à notre chose tel prix qui nous conviendra. Une aiguille a plus de valeur réelle pour un peuple réduit à coudre avec l’arête d’un poisson les peaux de bête dont il se couvre, que son argent n’en peut avoir pour moi. Un sabre, une cognée, seront d’une valeur infinie pour celui qui supplée à ces instruments par des cailloux tranchants, enchâssés dans un morceau de bois durci au feu. D’ailleurs j’ai traversé les mers pour apporter ces objets utiles, et je les traverserai derechef pour rapporter dans ma patrie les choses que j’aurai prises en échange. Les frais du voyage, les avaries et les périls doivent entrer en calcul. Si je ris en moi-même de l’imbécillité de celui qui me donne son or pour du fer, le prétendu imbécile se rit aussi de moi qui lui cède mon fer, dont il connaît toute l’utilité, pour son or qui ne lui sert à rien. Nous nous trompons tous les deux, ou plutôt nous ne nous trompons ni l’un ni l’autre. Les échanges doivent être parfaitement libres. Si je veux arracher par la force ce qu’on me refuse, ou faire accepter violemment ce qu’on dédaigne d’acquérir, on peut légitimement ou m'enchaîner ou me chasser. Si je me jette sur la denrée étrangère sans en offrir le prix, ou, si je l'enlève furtivement, je suis un voleur qu’on peut tuer sans remords. »
Ayant posé ces principes, Diderot condamne la colonisation européenne, qui s’est emparée du Nouveau-Monde en ayant comme seul principe que ce qui n’avait pas déjà été conquis par un autre peuple européen pouvait l’être, déniant tout droit aux indigènes eux-mêmes :
« D’après ces principes, qui me paraissent d’éternelle vérité, que les nations européennes se jugent et se donnent à elles-mêmes le nom qu’elles méritent. Leurs navigateurs arrivent-ils dans une région du Nouveau-Monde qui n’est occupée par aucun peuple de l’ancien, aussitôt ils enfouissent une petite lame de métal, sur laquelle ils ont gravé ces mots : cette contrée nous appartient.
Et pourquoi vous appartient-elle ? N’êtes-vous pas aussi injustes, aussi insensés que des sauvages portés par hasard sur vos côtes, s’ils écrivaient sur le sable de votre rivage ou sur l’écorce de vos arbres : ce pays est à nous ? Vous n’avez aucun droit sur les productions insensibles et brutes de la terre où vous abordez, et vous vous en arrogez un sur l’homme votre semblable. Au lieu de reconnaitre dans cet homme un frère, vous n’y voyez qu’un esclave, une bête de somme. »
On trouve donc dans les textes que Diderot a donnés à Raynal pour les introduire dans son Histoire des deux Indes, et bien que ces textes y soient disséminés dans l’ensemble de l’imposante œuvre, avec ses 19 livres, une critique systématique — et implacable — du colonialisme et de l’impérialisme qui vise l’ensemble des puissances coloniales européennes sans exception. Pour Diderot, et contrairement à la politique de ces puissances européennes, l’indigène du Nouveau-Monde, et l’homme non-européen en général, a exactement les mêmes droits que l’homme européen. La « civilisation » européenne ne donne à l’Européen aucun droit sur les autres parties du monde. Cette « civilisation » est elle-même très imparfaite et n’a pas, politiquement et moralement, la supériorité que les Européens lui attribuent. De plus, lorsque l’Européen quitte son continent, tout ce qui pouvait modérer son comportement dans cette civilisation s’évanouit et, « rampant quand il est faible ; violent quand il est fort », il devient « capable de tous les forfaits » : « Passé l'équateur, l'homme n'est ni Anglais, ni Hollandais, ni Français, ni Espagnol, ni Portugais ; il ne conserve de sa patrie que les principes et les préjugés qui autorisent ou excusent sa conduite ; rampant quand il est faible ; violent quand il est fort ; pressé d'acquérir, pressé de jouir ; et capable de tous les forfaits qui le conduiront le plus rapidement à ses fins. C'est un tigre domestique qui rentre dans la forêt ; la soif du sang le reprend. Tels se sont montrés tous les Européens, tous indistinctement, dans les contrées du Nouveau-Monde, où ils ont porté une fureur commune, la soif de l'or. »
Toutes les cultures ou civilisations, pour Diderot, sont a priori dignes d’intérêt, quel que soit leur degré de « développement » — par exemple celle des Tahitiens, à laquelle Diderot s’est intéressé dans son Supplément au Voyage de Bougainville. Le maître d’œuvre de l’Encyclopédie ne regarde pas les sciences et les techniques comme nocives en elles-mêmes, mais il ne porte pas sur elles une admiration sans bornes non plus, et ne les considère pas comme une marque de supériorité en soi : « En conséquence, il s’abstient d’utiliser le niveau de complexité technologique et sociale de l’Europe comme point de référence pour évaluer la capacité cognitive ou l’organisation sociale des sociétés du Nouveau Monde. Il rejette l’idée, en bref, que la diffusion des sciences et de la technologie européennes, ou, en général, des « lumières » européennes, améliorera nécessairement la condition des peuples non européens. »
Tous les peuples ont commencé par être sauvages et tous sont destinés à devenir civilisés par eux-mêmes, de leur propre « impulsion naturelle » : « Tous les peuples policés ont été sauvages ; et tous les peuples sauvages, abandonnés à leur impulsion naturelle, étaient destinés à devenir policés. »
Un peuple doit avancer sur le chemin de la civilisation de son propre mouvement, à son propre rythme, et éventuellement s’arrêter à une étape qu’il juge opportune pour lui, comme l’on fait les Tahitiens : « A. — J'estime cet aumônier poli. B. — Et moi, beaucoup davantage les mœurs des Taïtiens, et le discours d'Orou. A. — Quoique un peu modelé à l'européenne. B. — Je n'en doute pas. — Ici le bon aumônier se plaint de la brièveté de son séjour dans Taïti, et de la difficulté de mieux connaître les usages d'un peuple assez sage pour s'être arrêté de lui-même à la médiocrité, ou assez heureux pour habiter un climat dont la fertilité lui assurait un long engourdissement, assez actif pour s'être mis à l'abri des besoins absolus de la vie, et assez indolent pour que son innocence, son repos et sa félicité n'eussent rien à redouter d'un progrès trop rapide de ses lumières. »
L’arrivée des Européens à Tahiti, avec leur appropriation par la force de la contrée des indigènes, « comme si elle ne leur appartenait pas » — Européens qui reviendront un jour, « un crucifix dans une main et le poignard dans l'autre, [les] égorger ou [les] forcer à prendre leurs mœurs et leurs opinions » — est par conséquent une « calamité » que les Tahitiens regretteront : « Ah ! monsieur de Bougainville, éloignez votre vaisseau des rives de ces innocents et fortunés Taïtiens ; ils sont heureux et vous ne pourrez que nuire à leur bonheur. […] Ils sont libres, et voilà que vous enfouissez dans une bouteille de verre le titre extravagant de leur futur esclavage. Vous prenez possession de leur contrée, comme si elle ne leur appartenait pas ; songez que vous êtes aussi injuste, aussi insensé d'écrire sur votre lame de cuivre : « Ce pays est à nous, » parce que vous y avez mis le pied, que si un Taïtien débarquait sur nos côtes, et qu'après y avoir mis le pied, il gravât ou sur une de nos montagnes ou sur un de nos chênes : « Ce pays appartient aux habitants de Taïti. » Vous êtes le plus fort, et qu'est-ce que cela fait ? Vous criez contre l’hobbisme social, et vous l'exercez de nation à nation. […] Cet homme dont vous vous emparez comme de la brute ou de la plante est un enfant de la nature comme vous. Quel droit avez-vous sur lui ? Laissez-lui ses mœurs, elles sont plus honnêtes et plus sages que les vôtres. Son ignorance vaut mieux que toutes vos lumières ; il n'en a que faire. […] …puissiez-vous, et vous et vos concitoyens, et les autres habitants de notre Europe, être engloutis au fond des mers plutôt que de les revoir ! […] Pleurez, malheureux Taïtiens, pleurez ; mais que ce soit de l'arrivée et non du départ de ces hommes ambitieux, corrompus et méchants. Un jour vous les connaîtrez mieux, un jour ils viendront, un crucifix dans une main et le poignard dans l'autre, vous égorger ou vous forcer à prendre leurs mœurs et leurs opinions ; un jour vous serez sous eux presque aussi malheureux qu'eux. »
Dans l’Histoire des deux Indes, Diderot alterne entre une opposition au contact entre Européens et non-Européens, celui-ci ne pouvant se faire qu’au détriment des non-Européens, et l’utopie d’une rencontre qui se ferait pacifiquement, grâce notamment à des intermariages, au bénéfice des non-Européens : « Dans cette liaison intime, l'habitant sauvage n'aurait pas tardé à comprendre que les arts et les connaissances qu'on lui portait étaient très-favorables à l'amélioration de son sort. Il eût pris la plus haute opinion des instituteurs suppliants et modérés que les flots lui auraient amenés, et il se serait livré à eux sans réserve. De cette heureuse confiance serait sortie la paix, qui aurait été impraticable, si les nouveaux venus fussent arrivés avec le ton impérieux et le ton imposant de maîtres et d'usurpateurs. »
C’est que le processus de civilisation est en réalité un « penchant » qui existe chez tout être humain, celui qui l’entraîne « à rendre sa condition meilleure » : « …la civilisation suit du penchant qui entraîne tout homme à rendre sa condition meilleure, pourvu qu'on ne veuille pas l'y contraindre par la force, et que ces avantages ne lui soient pas présentés par des étrangers suspects. »
Mais les Européens sont précisément des « étrangers suspects », des « monstres » qui ne cherchent qu’à établir leur domination sur des populations militairement plus faibles qu’eux : « Fuyez, malheureux Hottentots, fuyez ! Enfoncez-vous dans vos forêts. Les bêtes féroces qui les habitent sont moins redoutables que les monstres sous l’empire desquels vous allez tomber. Le tigre vous déchirera peut-être, mais il ne vous ôtera que la vie. L’autre vous ravira l’innocence et la liberté. Ou si vous vous en sentez le courage, prenez vos haches, tendez vos arcs, faites pleuvoir sur ces étrangers vos flèches empoisonnées. Puisse-t-il n’en rester aucun pour porter à leurs citoyens la nouvelle de leur désastre ! »
Sans illusion sur les intentions présentes et à venir des Européens — « vous ne les connaissez pas » ; « leur regard [sera] celui de l’humanité ; mais la cruauté, mais la trahison sont au fond de leur cœur » — Diderot ne voit qu’une solution pour s’opposer à leur intrusion, le recours à la violence — « percez-leur la poitrine » —, ainsi qu’il le conseille aux Hottentots : « Mais hélas ! vous êtes sans défiance, et vous ne les connaissez pas. Ils ont la douceur peinte sur leurs visages. Leur maintien promet une affabilité qui vous en imposera. Et comment ne vous tromperait-elle pas ? C’est un piège pour eux-mêmes. La vérité semble habiter sur leurs lèvres. En vous abordant, ils s’inclineront. Ils auront une main placée sur la poitrine. Ils tourneront l’autre vers le ciel, ou vous la présenteront avec amitié. Leur geste sera celui de la bienfaisance ; leur regard celui de l’humanité : mais la cruauté, mais la trahison sont au fond de leur cœur. Ils disperseront vos cabanes ; ils se jetteront sur vos troupeaux ; ils corrompront vos femmes ; ils séduiront vos filles. Ou vous vous plierez à leurs folles opinions, ou ils vous massacreront sans pitié. Ils croient que celui qui ne pense pas comme eux est indigne de vivre. Hâtez-vous donc, embusquez-vous ; et lorsqu’ils se courberont d’une manière suppliante et perfide, percez-leur la poitrine. Ce ne sont pas les représentations de la justice qu’ils n’écoutent pas, ce sont vos flèches qu’il faut leur adresser. Il en est temps ; Riebeck approche. Celui-ci ne vous fera peut-être pas tout le mal que je vous annonce ; mais cette feinte modération ne sera pas imitée par ceux qui le suivront. Et vous, cruels Européens, ne vous irritez pas de ma harangue. Ni l’Hottentot, ni l’habitant des contrées qui vous restent à dévaster ne l’entendront. Si mon discours vous offense, c’est que vous n’êtes pas plus humains que vos prédécesseurs ; c’est que vous voyez dans la haine que je leur ai vouée celle que j’ai pour vous. »
Chez Diderot, la nature est la constante référence, et la civilisation tend à en éloigner, d’autant plus qu’elle se complexifie. C’est cette proximité du « sauvage » avec la nature qui le séduit, c’est cette proximité qui fait du « sauvage » un « homme », doté de « franchise » et de « bonne foi », quand l’Européen, au contraire, est rempli de « vanité » et plein de « finesses » et de « perfidies » : « Quand on sait conduire un canot, battre l'ennemi, construire une cabane, vivre de peu, faire cent lieues dans les forêts sans autre guide que le vent et le soleil, sans autre provision qu'un arc et des flèches, c'est alors qu'on est un homme. Et que faut-il de plus ? Cette inquiétude qui nous fait passer tant de mers pour chercher une fortune qui fuit devant nos pas, ils la croient plutôt l'effet de notre pauvreté que de notre industrie. Ils rient de nos arts, de nos manières, de tous ces usages qui nous inspirent plus de vanité à mesure qu'ils s'éloignent plus de la nature. Leur franchise et leur bonne foi sont indignées des finesses et des perfidies qui ont fait la base de notre commerce avec eux. Une foule d'autres motifs, appuyés quelquefois sur le préjugé, souvent sur la raison, ont rendu les Européens odieux aux sauvages. »
Diderot considère que la « félicité de l’espèce » ne réside pas dans un « progrès » toujours plus poussé des sciences et des techniques, dans un perfectionnement sans fin de la civilisation occidentale, mais dans un état intermédiaire entre la vie sauvage et la vie civilisée à l’européenne : « Dans tous les siècles à venir, l’homme sauvage s’avancera pas à pas vers l’état civilisé. L’homme civilisé reviendra vers son état primitif ; d’où le philosophe conclura qu’il existe dans l’intervalle qui les sépare un point où réside la félicité de l’espèce. Mais qui est-ce qui fixera ce point ? Et s’il était fixé, quelle serait l’autorité capable d’y diriger, d’y arrêter l’homme ? »
Il existe chez Diderot une constante dénonciation de l’ethnocentrisme européen, incapable de considérer avec respect ce qui ne lui est pas semblable. Diderot fait ainsi l’éloge d’un peuple du Mexique, les Tlascaltèques, que les Espagnols — qui « ne reconnaissaient qu'eux-[mêmes] dans l'univers de sensés, d'éclairés, de vertueux — méprisaient parce que différents d’eux : « Leur pays, quoiqu'inégal, quoique peu étendu, quoique médiocrement fertile, était fort peuplé, assez bien cultivé, et l’on y vivait heureux. Voilà les hommes que les Espagnols ne daignaient pas admettre dans l'espèce humaine. Une des qualités qu'ils méprisaient le plus chez les Tlascaltèques, c'était l’amour de la liberté. Ils ne trouvaient pas que ce peuple eût un gouvernement, parce qu'il n'avait pas celui d'un seul ; ni une police, parce qu'il n'avait pas celle de Madrid ; ni des vertus, parce qu'il n'avait pas leur culte ; ni de l'esprit, parce qu'il n'avait pas leurs opinions. »
« Comme l’indiquent clairement les nombreuses contributions de Diderot à l’Histoire, c’est un jugement qu’il porte non seulement à l’égard des officiers impériaux de la couronne de Castille, mais aussi contre le dogmatisme qui a formaté toutes les nations européennes engagées dans la conquête. »